# Remete-barlang (Remeteszőlős)
A Remete-barlang a Duna–Ipoly Nemzeti Parkban lévő Budai-hegységben, Remeteszőlős külterületén, a Remete-szurdokban található. Régészeti jelentősége miatt, Magyarország fokozottan védett barlangjai közül az egyik, de nemcsak régészeti, hanem őslénytani leletek is előkerültek belőle. Turista útikalauzokban is ismertetve van.

## Leírás
Remeteszőlős külterületén, a Remete-szurdok É-i oldalában található. A Remete-völgyi Felső-barlang alatt nyílik. Budapest közigazgatási határától nincs messze. Közel van a szurdok Nagykovácsi útra nyíló kijáratához. A szurdok alsó barlangszintjében (ez a szint a völgytalp szintje felett 10 m-re, 280–290 m tszf. magasságban húzódik) csak a Remete-barlang helyezkedik el. Megközelíteni a szurdokban haladó Országos Kéktúra kék sáv jelzésű útvonalából kiágazó kitaposott ösvényen lehet. Az egykori kőbányával szemben, erdőben, sziklafal tövében, a patak szintjétől kb. 10 m-rel magasabban van az 5,5 m magas, 3 m széles, természetes jellegű, vízszintes tengelyirányú, lezáratlan bejárata. A turistaútról látható a bejárat, bár néha a lombok takarják. A barlang helyét jelölik a turistatérképek (barlangjellel és a barlang nevének feltüntetésével). Szabadon látogatható, legfeljebb lámpa szükséges a barlang bejárásához.
Ez a legismertebb barlang a környéken a turistaúthoz való közelsége miatt. Nevét a pálos rend 1782. évi feloszlatását követően ide költöző remete után kapta. Bereghy E. szerint a remete itt élt és itt is halt meg. De elképzelhető az is, hogy a középkorban már használták remeték. Tektonikus törésvonal mentén triász dachsteini mészkőben alakult ki a jelenleg már nem működő forrásbarlang. Nagyon repedezett kőzetben jött létre és falain sok helyen oldásnyomok figyelhetők meg. A szurdok É-i oldalának három, jól elkülöníthető barlangkialakulási szintje közül a legalacsonyabban lévőben keletkezett, tehát a legfiatalabb szintben. Tulajdonképpen csak egy nagy, 25 m hosszú, 6–7 m magas és széles bejárati csarnokból, valamint egy abból nyíló korrodált és alacsony teremből áll. Bejáratán kívül van egy másik, a bejárati teremből a felszínre nyíló járata is. 32 m vízszintes kiterjedésű, 230 m² alapterületű és térfogata 796 m³. Időnként hajléktalanok laknak benne.
Az 1949-ben kezdett kutatása során 13 réteget különítettek el kitöltésében. A felső kilenc réteg leletei sajnos keveredtek, mivel nem pontosan végezték a kutatásokat. Összevonva készítette el értékelésüket Gábori Miklós. A 10. rétegből került elő a legrégibb eszköz, amely egy pilisszántói kultúrához sorolható mikrolit penge. Sok őskőkorszaki leletet kiástak, például pattintott kőeszközöket, kőbaltát és dörzsölőkövet. Találtak egy 7 cm átmérőjű bronz mérlegserpenyőt, amelyik vagy római kori, vagy középkori eredetű.
A cserepeken kívül számos csonteszköz is előkerült, pl. nyílhegy, árak, agancskapák és vadkanagyar nyakék. Valószínűleg ez a barlang volt a lelőhelye egy 11–13. századi díszítetlen, nyitott, bronz pántkarperecnek. Érdekesség, hogy állítólag itt találták meg a Kuzsinszky Bálint által a terület tiszttartójánál fellelt, 74 cm hosszú, 63 cm magas, 11 cm vastag, mészkőből faragott, Mithrászt bikaölés közben ábrázoló táblát is.
Ebben a barlangban tárták fel a régészek hazánkban a legteljesebb rétegsort, amelynek leletei az őskőkorszaktól a bronzkoron, a vaskoron, a római koron és a középkoron át napjainkig szinte minden, ezen a tájon élt embercsoport kultúrájának emlékét megőrizte.
A barlangban találtak többek között rozsomák, őstulok, barna medve, szürke farkas, orrszarvú, rénszarvas és barlangi medve csontokat is. Rozsomákcsont eddig csak hét magyarországi barlangból került elő, a Király-kúti-zsombolyból, a Lengyel-barlangból, a Pes-kő-barlangból, a Pilisszántói-kőfülkéből, a Puskaporosi-kőfülkéből, a Remete-hegyi-kőfülkéből és a Suba-lyukból.
1915-ben volt először Remete-barlang néven említve a barlang az irodalmában. Előfordul a barlang az irodalmában 5. számú barlang (Horváth, Szunyogh 1971), Máriaremete-barlang (Kadić 1952), Nagy-Remetebarlang (Thirring 1900), Nagy-Remete-barlang (Bertalan 1976), Nagy-Remete barlang (Szabó 1879), Remetebarlang (Thirring 1900), Remete barlang (M. P. 1920), Remete-hegyi 5. sz. barlang (Kordos 1984), Remetehegyi 5. sz. barlang (Bertalan 1976), Remetehegyi-Alsó-barlang (Szablyár 2004) és Remetehegyi barlang (1911) neveken is.

## Kutatástörténet

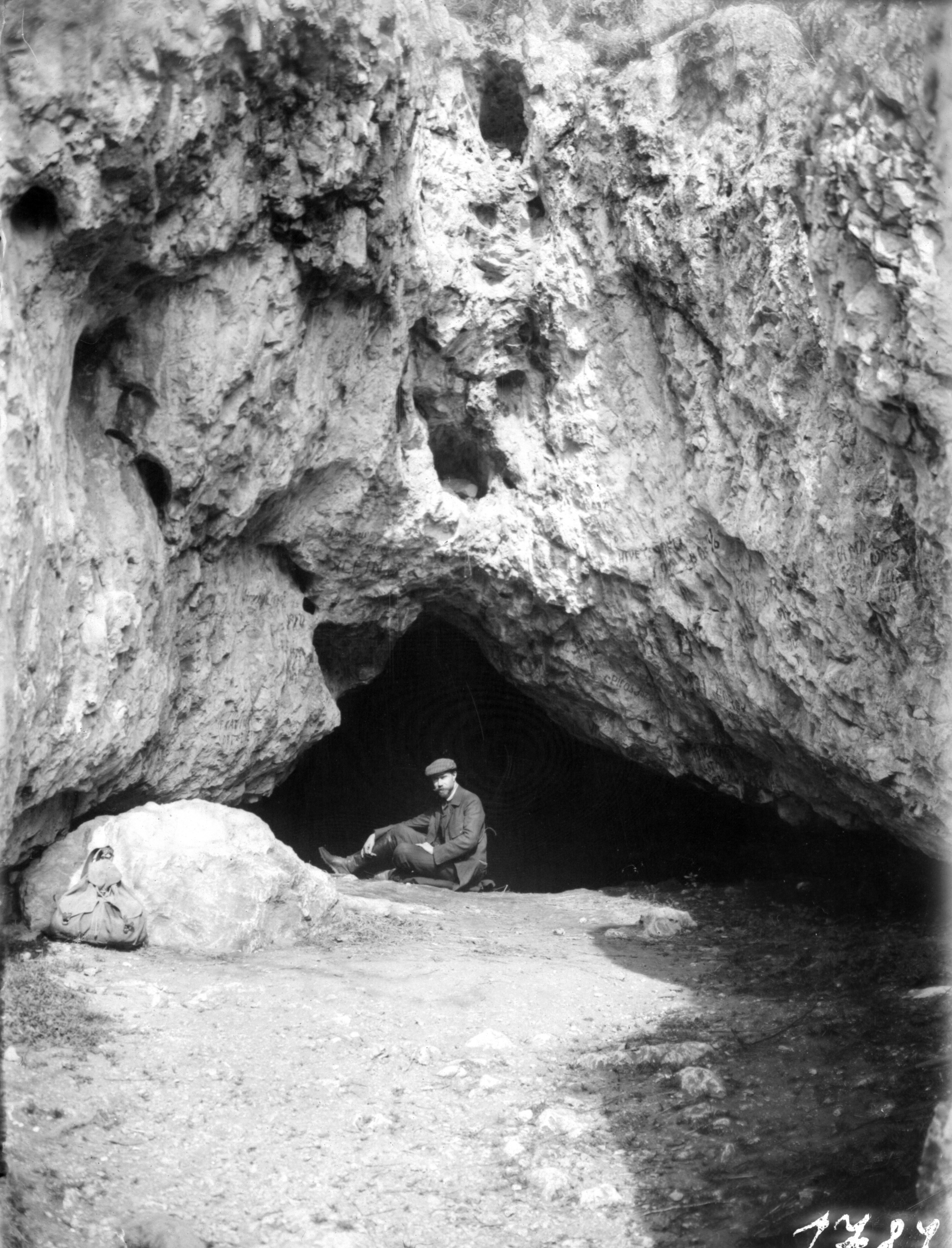
A Remete-barlang bejárata 1912-ben Kadić Ottokárral (Bekey Imre Gábor fényképe)

### A 19. században
Az 1858-ban kiadott, Szabó József által írt kiadványban az van írva, hogy a liász mészkő Pest-Budán csak kevés helyen fordul elő rétegzetten. Az egyik ilyen hely a Hidegkút és Nagykovácsi közt lévő Remete-hegyen, pont a Remete-barlang szirtjén van, ahol a rétegződés a hegy általános dőlési viszonyaival megegyező. Az 1877. évi Archaeologiai Értesítőben meg van említve, hogy a Magyar Nemzeti Múzeum régiségtára novemberben gyarapodott 1 (állattól származó) alsó állkapoccsal, 2 csonttal és 3 cseréppel is. Ezeket a leleteket, melyek a budai Remetemária közelében elhelyezkedő sziklaodúból kerültek elő, Lóczy Lajos ajándékozta a múzeumnak. Az 1879-ben kiadott, Szabó József által írt tanulmány szerint két barlang van a Remete-hegy oldalában. A nagyobb, K-i a Remete-barlang, a kisebb, Ny-i a Remete-hegyi-kőfülke. A Remete-barlang majdnem 8 m mély és kb. 5 m magas.
Az 1897. évi Budapest Régiségeiben szó van arról, hogy az aquincumi múzeumban van egy négyszögletes mészkő relieftábla, amely 74 cm hosszú, 63 cm magas és 11 cm vastag. A bikát ölő Mithrast ábrázolja a dombormű. Ezt Nagykovácsiból, Tisza Lajos uradalmi tiszttartójától hozatta el Kuzsinszky Bálint. A táblát az uradalmi tiszttartó találta a település mögötti, sűrű erdővel borított völgyben, állítólag barlangban. A tanulmányban van egy fénykép, amelyen látható a domborműves tábla. Az 1899-ben napvilágot látott könyvben, amely a máriaremetei kápolnáról szól, az olvasható, hogy a kápolna mögött emelkedő hegy oldalában van egy vájt remetebarlang. A Máriaremetéhez közeli barlang kapcsolatban van a Mária-Remete szóval.

### 1900–1921
Az 1900-ban kiadott, Budapest környéke című könyvben az van írva, hogy az Ördögárok völgy szorosának Ny-i végéhez közeledve, az árok túlsó (bal) partján látható a magasban lévő Nagy-Remetebarlang nyílása, melyhez a völgyből egyenesen egy meredek, rossz ösvény, kissé távolabb kifelé egy kényelmes út vezet fel. Bejárata hatalmas kőkapu, amely előtt van néhány kőrisfa. Belseje tág csarnok, amelynek falai felfelé csúcsalakban futnak össze. Megalodus mészkő képletekben jött létre a Remetebarlang. Hossza 8 m és magassága 5 m. Az is megtudható a könyvből, hogy a barlangban Tisza Lajos évekkel azelőtt fényes éjjeli ünnepélyt rendeztetett, valamint a barlang el van zárva, sőt tulajdonosa, Steinbach Ervin az egész völgyet lezáratta és attól a kirándulókat távol tartja. Az 1904. évi Budapest Régiségeiben meg van említve, hogy valószínűleg kőkori tanyahelyek voltak Remetemária sziklaodúi, ahonnan Lóczy Lajos (Régészeti N., 168/1877.) vitt a Magyar Nemzeti Múzeumba durva cserépdarabokat.

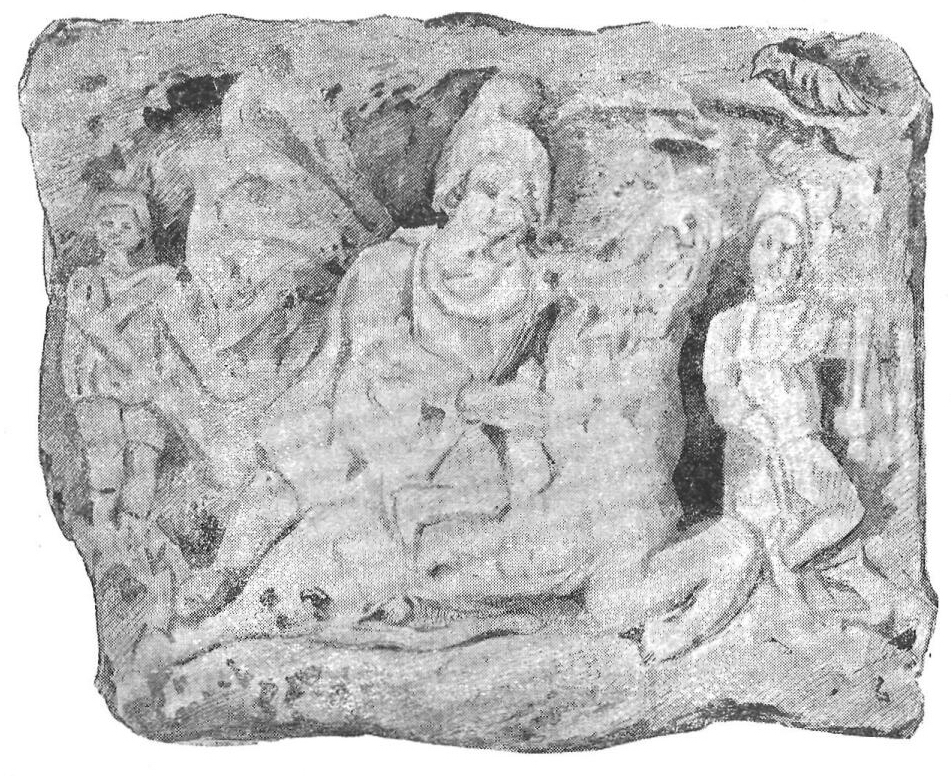
A bikát ölő Mithrast ábrázoló kőtábla, amely elképzelhető, hogy a Remete-barlangból került elő

Az 1910-ben kiadott és Márton Lajos által írt, Pest-Pilis-Solt-Kiskun vármegye őskoráról szóló könyvfejezetben az olvasható, hogy a régibb kőkor emberének leletei valószínűleg elő fognak kerülni a Budapest közelében emelkedő hegyek barlangjaiból. Már 1881-ben felhívta a figyelmet ezekre a barlangokra Lóczy Lajos, aki úgy gondolta, hogy ezek közül a barlangok közül néhány alkalmas volt emberi lakhelynek földrajzi fekvése és alakja miatt. A barlangok lakottságát bizonyítja az a kultúrréteg is, amely jelenlegi talajukat alkotja. Két kis odú van a Remete-szurdokban, a Remete Boldogasszonyról elnevezett búcsújáróhely közelében. A Bátori-barlangnál és ennél a két odúnál jelentősebbnek tűnik a Kis-kevélyi-barlang a nagysága miatt és főleg azért, mert egész, kb. 160 m²-es talaja kultúrréteg. A Pest vármegyében lévő barlangokból előkerült leletek közül legrégebbiek azok az újabb kőkori cseréptöredékek, amelyeket Lóczy Lajos talált az Ördög-árok menti odúkban.
Scholtz Pál Kornél a Magyarhoni Földtani Társulat Barlangkutató Bizottságának 1911. január 3-án tartott ülésén tartott egy előadást, melynek címe A pesthidegkúti Remetehegyi barlang ismertetése. A bizottság tetszéssel fogadta az előadást és elhatározta, hogy Scholtz Pál Kornél vezetése mellett meg fogja látogatni a Remetehegyi barlangot. Az előadás teljes terjedelmében a Közleményekben fog megjelenni. A Magyar Királyi Földtani Intézet 1914. évi évkönyvében szó van arról, hogy a Remete-hegyi-kőfülke alatt, kissé beljebb a völgyben, alig 10 m-rel a patak felett található egy másik, nagyobb barlang, amelyben Kadić Ottokár végzett részletes próbaásatást, de történelem előtti cserepeken és egyéb konyhahulladékon kívül nem talált benne semmit. Ez sejthető volt, mert a barlang alacsonyan helyezkedik el. Az alsó barlangnál kisebb Remete-hegyi-kőfülke nem lehetett emberi tartózkodásra megfelelőbb a Remete-barlangnál.

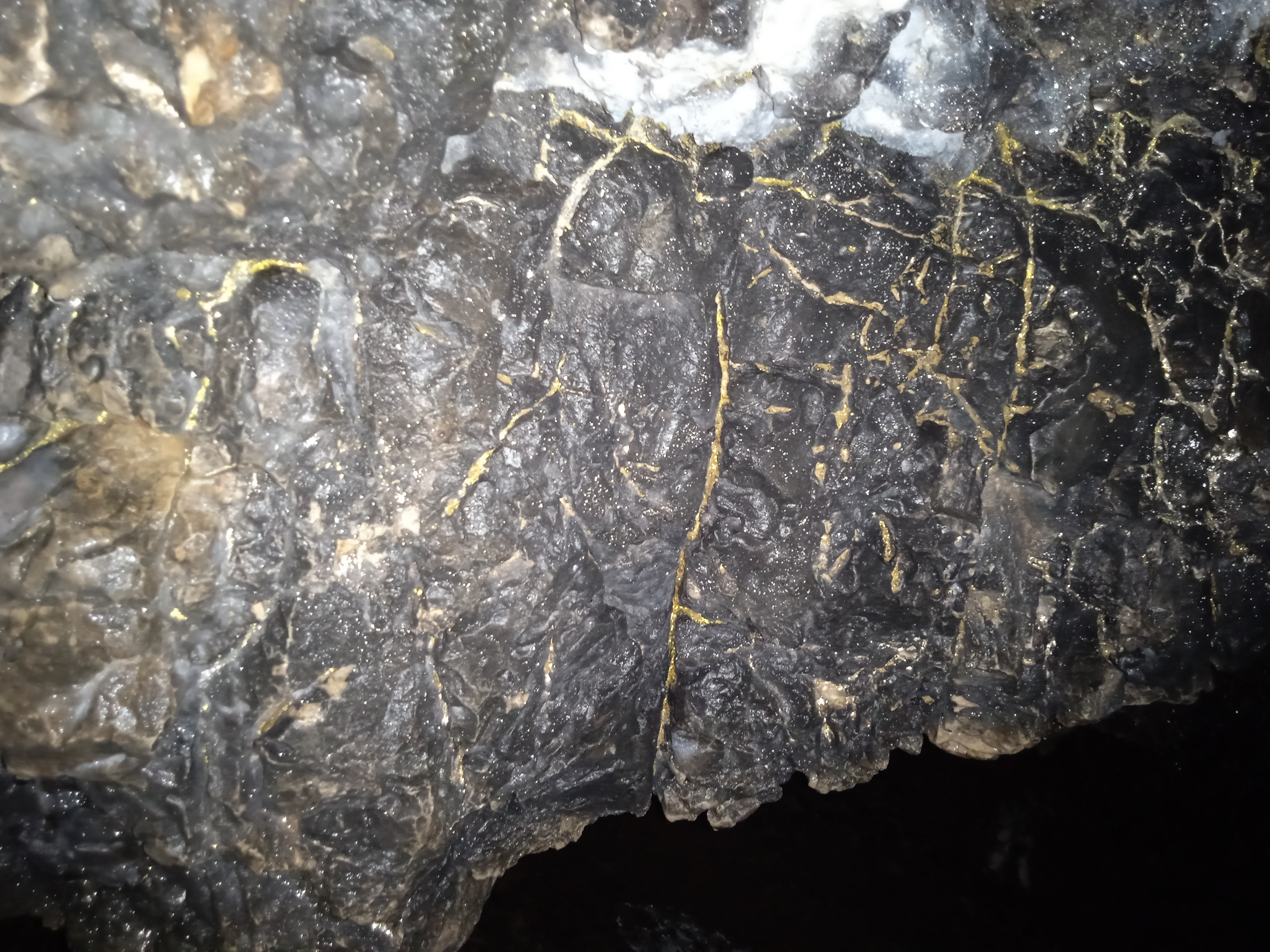
A Remete-barlangban lévő Belső-terem falának egyik része

Az 1915. évi Barlangkutatásban az olvasható, hogy a Remete-hegy D-i alján nyíló Remete-barlang próbaásatásával Kadić Ottokár lett megbízva. 1914-ben a barlang közepén 2 m mélyre ásott próbagödör sok egymás fölé települt alluviális tűzhelyet tárt fel, melyekben sok prehisztorikus konyhahulladékot, cserépedény-töredéket és néhány újkőkorszaki kőpengét talált Kadić Ottokár. Az ásatást mindenképpen folytatni kell a barlang fenekéig, ahol talán pleisztocén rétegek vannak. A barlang gróf Tisza István miniszterelnök úr nagykovácsi birtokán helyezkedik el. Tisza István az ásatást megengedte. Engel András és Marsthal Rezső nyújtottak elsősegélyt a munka közben történt balesetkor. Az ásatás 200 koronás költsége a Magyar Nemzeti Múzeum régiségtárának segélyéből lett fedezve.
A Turisták Lapja 1915. évi évfolyamában található publikációban közölve lett, hogy a pálos rend 1782-ben történt eltörlése után a Nagykovácsi út melletti barlangba egy pálos remete vonult el és itt élte le élete hátralévő részét. Róla nevezték el a barlangot és a vidéket Máriaremetének. A K. J. barlang (1. sz. barlang) megtalálásához legjobb útbaigazító a Remetebarlang és az azzal szemben lévő mészégető kéménye. A K. J. barlang úgy helyezkedik el, hogy a hegytetőről lefelé haladva tőle a Remete-barlang balra, K felé, a mészégető kéményének irányában, kb. 20°-ra van. Ez a barlang nem olyan nagy, mint a Remetebarlang, de ha a bejáratából el lenne hordva a föld, nem lenne csúnyább a Remete-barlangnál. Kazay Endre és társa elhatározta, hogy a K. J. barlang megtekintése után megkeresik a Remetebarlangot.

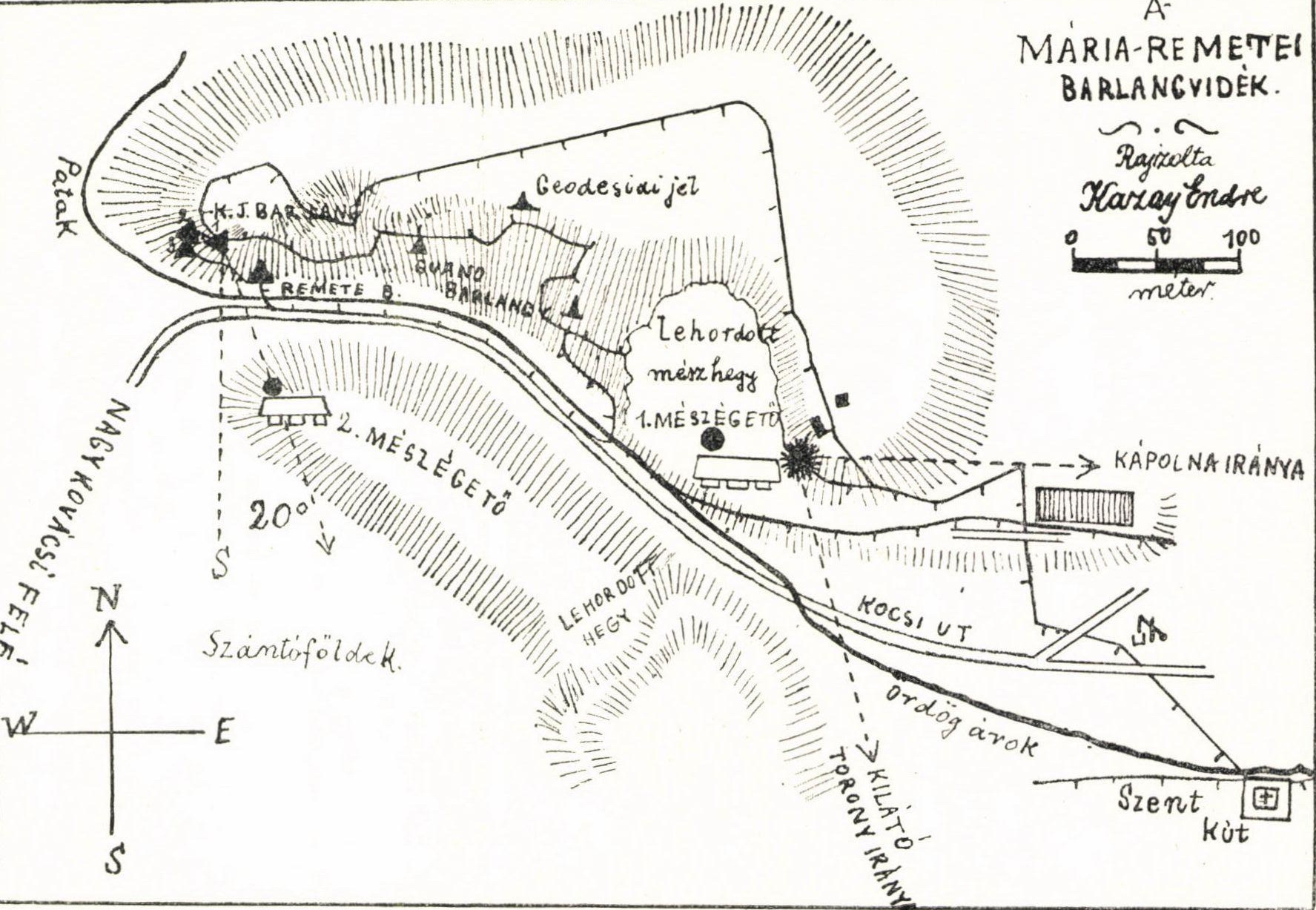
A Remete-szurdok térképe (Kazay Endre rajza)

A 3. sz. barlangot magába foglaló sziklatömbre felmászva vette észre Kazay Endre a völgyben, bal oldalon lévő és a Remetebarlanghoz vezető kitaposott utat. A Remetebarlangnak a patak medréhez közel, kényelmetlen sziklakapaszkodó felett helyezkedik el a D felé néző bejárata, amelyet K-ről eltakar egy sziklagerinc. A bejárathoz 4 m hosszú, 2 m széles, nyitott sziklafolyosó vezet, melyben a barlangbejárat előtt egy sziklatömbből kialakított ülőke van. Ezen a kövön ülve tölthették el imáikba merülve napjaikat a barlang remetéi. A bejárat csak 2 m széles és 2 m magas, de tojáshoz hasonló alakú belseje majdnem 20 m hosszú, 7 m széles és 8 m magas.
Hatalmas kőkockák lógnak a mennyezetről, melyeken rengeteg név és évszám feketélik. Más különlegessége nincs a barlangnak. A barlang belsejének Ny-i oldalán egy alacsony bejáratú, 12 m hosszú, néhány helyen 2 m magas és 6 m széles elágazás van, amelynek végén ÉNy és DNy irányban elágazó két szűk, nem kidolgozott üreg található. Kedvező fekvése és tágassága miatt vitathatatlan, hogy a barlang az ősembernek is lakóhelye lehetett, de ehhez bizonyítékot csak szakszerű ásatás szolgáltathat. A publikációban látható a barlang alaprajz térképvázlata és 3 keresztmetszet térképvázlata. A tanulmányba bekerült a máriaremetei barlangvidék helyszínrajza, amelyen be van jelölve a barlang helye. A helyszínrajzot és a térképvázlatokat Kazay Endre rajzolta.
Az 1919. évi Barlangkutatásban lévő, Scholtz Pál Kornél által írt beszámoló alapján Kadić Ottokárt Lóczy Lajos bízta meg, hogy a Budai-hegység barlangjait felmérje és ebben a munkában a Pannónia Turista-Egyesület Barlangkutató Szakosztálya támogatta Kadić Ottokárt. A távolabbi barlangok közül a Remete-barlang is fel lett mérve. Az 1919. évi Barlangkutatásban publikált és Kadić Ottokár által írt jelentésben meg van említve, hogy a Pál-völgyi-barlang kutatásának befejezése után 1919-ben a többi pál-völgyi és Budapest vidéki barlang, például a Remete-barlang tanulmányozására és felmérésére került sor. A barlang felmérését a Pannonia Turistaegyesület Barlangkutató Szakosztály tagjai (Frölich Árpád, Bagyura János, Jilek Antal, Som Imre, Ruzitcska Gyula, Pürner József, Frei Hermán és mások) segítették. A barlangban a kutatás be van fejezve.

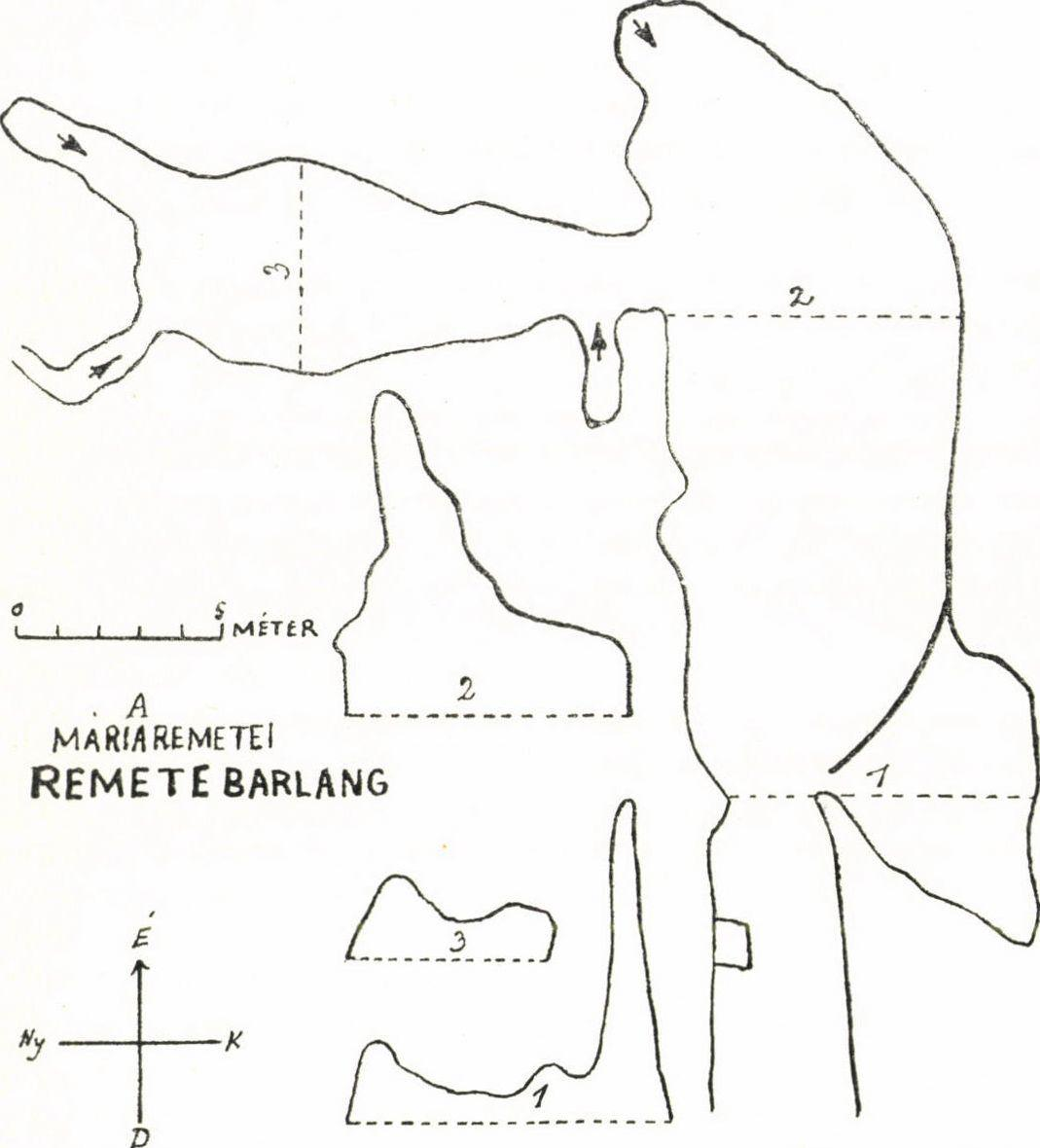
A Remete-barlang alaprajz térképe (Kazay Endre rajza)

Ebből a jelentésből az is megtudható, hogy a barlang a fővároson kívül, de határához közel, az Ördög-árok szurdokának Ny-i végén és a Remete-hegy É-i lejtőjén található. 12 m relatív magasságban van a bejárata, amely sziklákkal körülzárt udvarral kezdődik, és ebből széles, alacsony kapun át lehet az üreg tág részébe jutni. Ez egy D–É irányú, helyenként 8 m magas, 20 m hosszú és 6 m széles terem, amelynek hátsó részéhez alacsony, szűk lyukon keresztül egy belső terem csatlakozik. Kőtörmelékes humusz tölti ki a barlang fő termét és hátsó termét. 1914-ben próbaásatást végzett a külső terem elülső részében Kadić Ottokár, amelynek kielégítő volt az eredménye. A 2 m mélyre leásott próbagödör sok egymás fölé települt tűzhelyt tárt fel, melyekből sok prehisztorikus konyhahulladék, cserépedény töredék és néhány neolit kőpenge került elő. Az ásatást mindenképp a barlang fenekéig kell folytatni, ahol esetleg diluviális rétegek is vannak. A Remete-hegyi-kőfülkének a Remete-barlang mellett, attól ÉNy-ra van a bejárata.
Az 1920-ban napvilágot látott, Budapest Duna-jobbparti környéke című könyv szerint a Hosszúerdő D-i erdőszélén, a Nagy Ördögárok völgyében lehet eljutni a mészégető-kemencék mellett fekvő Remetebarlangokhoz. A Remete-hegy oldalában van néhány barlang. A Remete-völgy Ny-i végéhez közel (pár percre), a patak felett van a Remetebarlang bejárata. A meredek lejtőn felkapaszkodva (12 m) a kék kereszt jelzésű turistaösvényen elérhető egy sziklákkal körbezárt keskeny pitvar, amelyből jobbra széles és alacsony kőfülkébe, É-ra alacsony és széles nyíláson keresztül a barlang főüregébe juthat a látogató. Utóbbi egy D-ről É felé húzódó, 20×6 m alapterületű (8 m magas) üreg, melynek hátulsó részéből alacsony és szűk lyukon keresztül egy 14×5 m-es belső terembe lehet átbújni, amely 2 m magas. A barlang a rétegződés irányában és É–D irányú repedés mentén, dachsteini mészkőpadok között alakult ki. Kadić Ottokár a barlang elülső részében 1914-ben végzett próbaásatást. A 2 m mély próbagödör feltárt néhány, egymás fölé települt alluviális tűzhelyet, melyekből sok, történelemelőtti konyhahulladék, cserépedénytöredék és néhány neolit kőpenge került elő. Elképzelhető, hogy a barlang fenekén diluvilis rétegek vannak.
Az 1920. évi Barlangkutatásban kiadott könyvismertetésben, amely a Budapest Duna-jobbparti környéke című könyvről szól, meg van említve, hogy a könyvben le van írva a Remete barlang. Az 1920. évi Turistaság és Alpinizmusban megjelent és a Budai-hegység 1:75 000 térképlapjának hibáit felsoroló közlemény szerint a barlang helye hibásan van jelezve, mert a térképen 2 mm-rel É-abbra van jelölve. A Természet 1920. évi évfolyamában szó van arról, hogy a Budai-hegységet látogató kirándulók minden bizonnyal ismerik a máriaremetei Remete-barlangot. Ez a barlang kisebbfajta üreg, amelynek nincs hosszú folyosója, tág terme és cseppköves díszítése, amik más, ismertebb barlangokban láthatók. A Turisták Lapja 1921. évfolyamában publikálva lett, hogy Kadić Ottokár beszámolt a főváros környéki barlang kutatásáról az 1919. évi Barlangkutatásban.

### 1924–1953

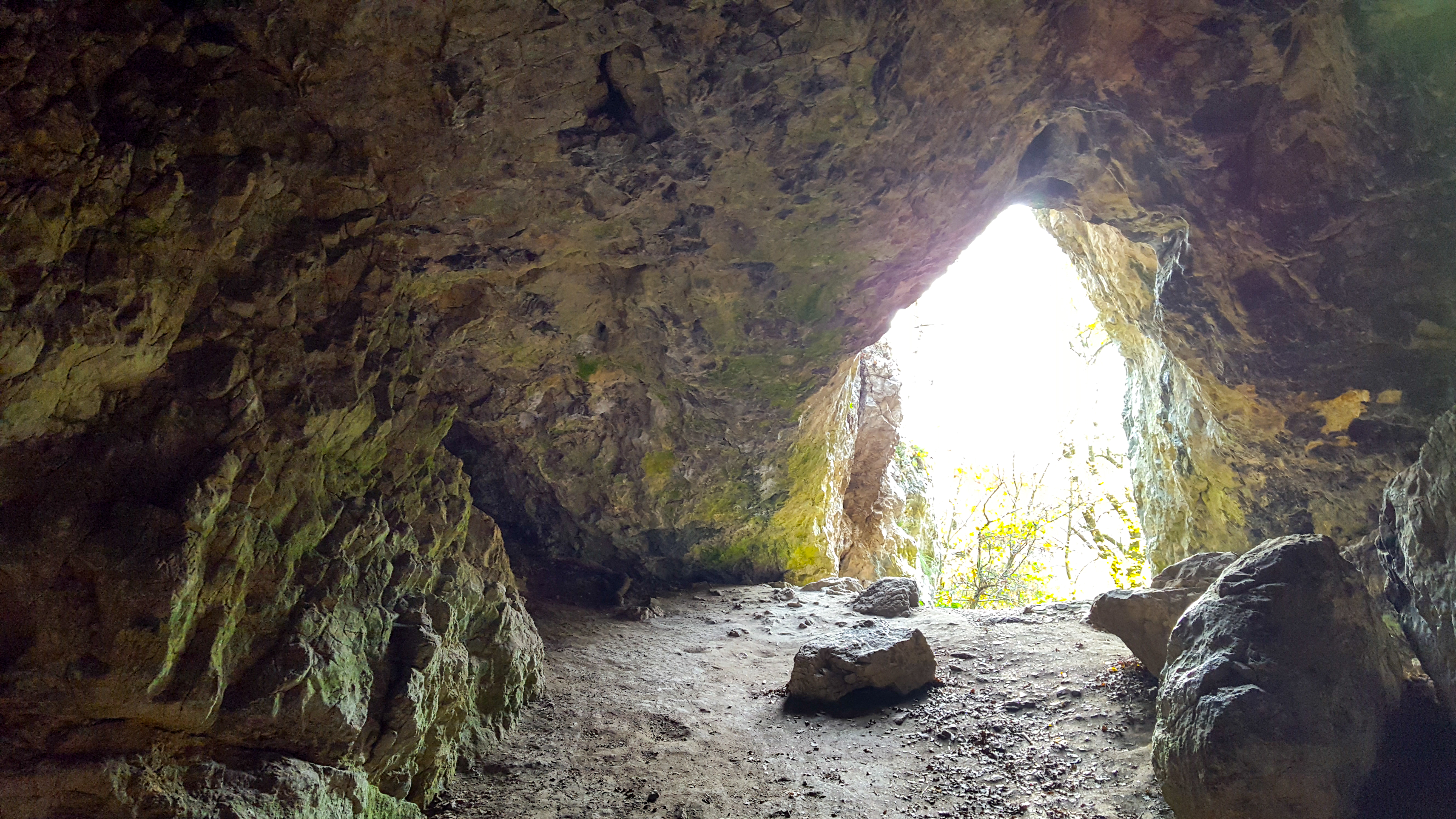
A Remete-barlang belseje

Az 1924. évi Színházi Életben arról van szó, hogy egy turistacsoport kirándult a Remete-hegyi-kőfülkéhez és a Remetebarlanghoz, ahol a vezetőjük Kormos Tivadar és Kadić Ottokár érdekes ásatásairól beszélt. A Remete-barlangban pálos rendi barátok kódexet írtak, másoltak és fordítottak. A barlang belsejében, nagyon magasan olvasni lehet az egyik páter nevét. A társaság egyik tagja alaposan végignézte a barlangot és azt mondta, ha a közönség ideszokik erre a kedves kirándulóhelyre, akkor biztos, hogy pár hónap múlva itt kártyabarlang lesz berendezve. A folyóiratban van egy térkép, amelyen jelölve van a barlang földrajzi elhelyezkedése. A kiadványban látható a barlang alaprajz térképe és egy fekete-fehér fénykép, amelyen a barlang bejárata figyelhető meg. Az alaprajz térkép mellett látható az É-i irány, amely az alaprajz térkép értelmezéséhez szükséges.
Az 1924-ben megjelent, Budapest Duna-jobbparti környéke című kiadványban meg van ismételve az 1920-ban publikált könyv Remete-barlangot bemutató része. Az Újság 1926. július 31-i számában meg van említve, hogy a Magyar Munkások Turista Egyesülete szervezett egy Ankner Béla által vezetett túrát, amely érinti a Remete-barlangot. A Pesti Hírlap 1926. július 31-i számában megjelent az előző hír, azzal a plusz információval, hogy a túra 1926. augusztus 1-jén lesz. A Budapesti Magyar Királyi Tanárképző Intézet gyakorló főgimnáziumának egyik, az 1926–1927. évi iskolai évben tartott tanulmányi kirándulása érintette a Nagykovácsi-Remete-barlangokat.

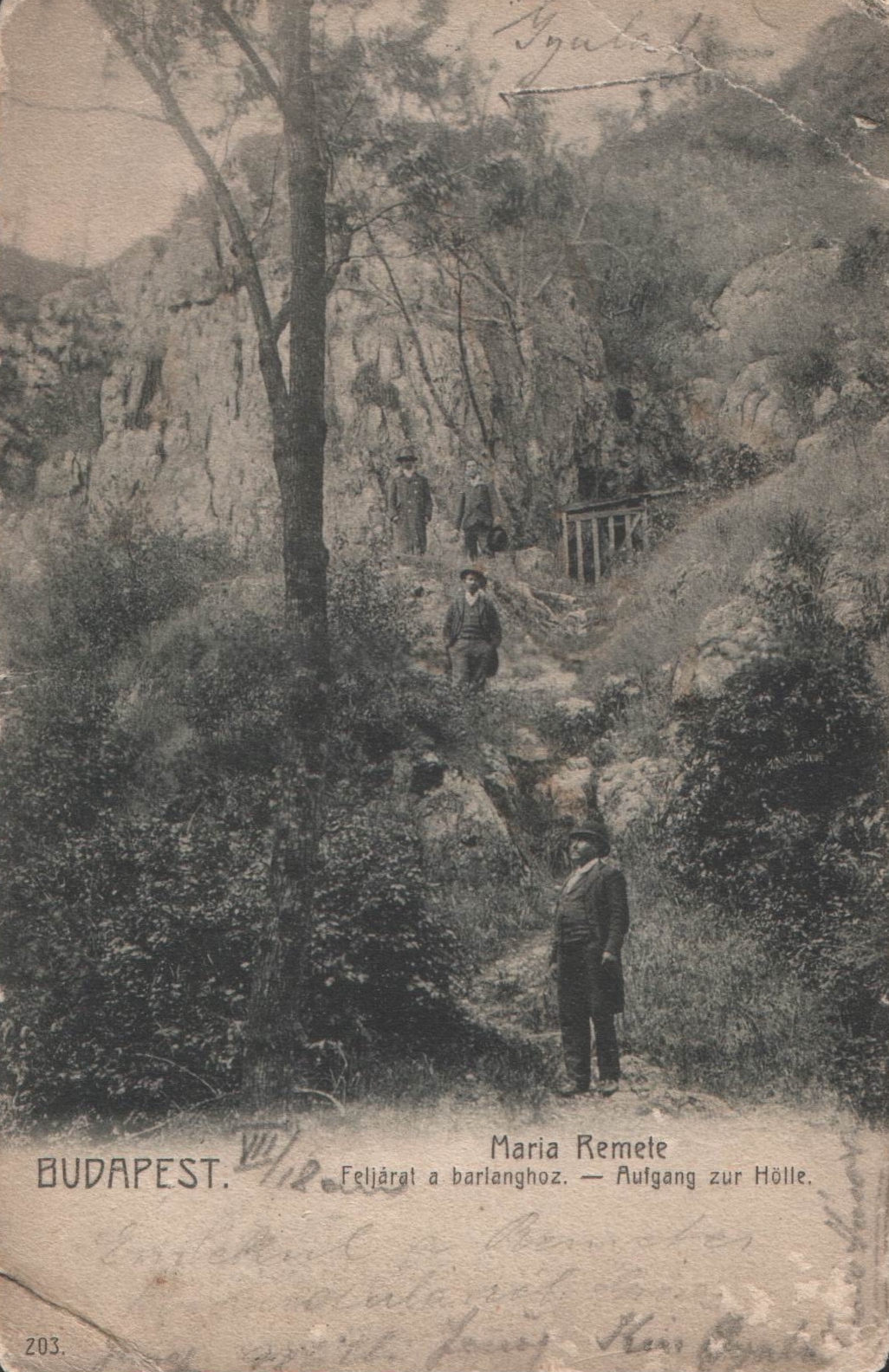
Egy régi képeslap, amelyen a Remete-barlanghoz vezető út látható

Kaán Károly 1931-ben megjelent könyvében az olvasható, hogy a Remete-barlang Máriaremete határában, az Ördög-árok szurdokának végén, a Remete-hegy É-i oldalán nyílik. A 12 m magasságban lévő bejáratának pitvarát körülzárják sziklák. A pitvarból széles, de alacsony kapu vezet az üreg tág részébe, amely egy 20 m hosszú, néhány helyen 8 m magas és 6 m széles terem. A barlangban 1914-ben végzett próbaásatás sok egymás fölé települt tűzhelyet talált, melynek közelében prehisztorikus cseréptörmelék és néhány újkőkorszaki kőpenge került elő. E próbaásatáskor nem lett elérve a barlang feneke, ezért valószínű, hogy ott még előkerülnek diluviális rétegek is. A Remete-barlang közelében van a Remete-hegyi-kőfülke.
Bekey Imre Gábor 1931-ben közölt dolgozatában szó van arról, hogy a pilisi hegyvidéken befejezett ásatások után a barlangkutatók figyelme a Máriaremete közelében lévő Remetebarlangra is kiterjedt, amelyet Kadić Ottokár felásott. Az alacsonyan elhelyezkedő barlangban csak újabbkori leletek voltak. Az 1932-ben napvilágot látott, Dudich Endre által írt könyvben meg van említve, hogy a Budai-hegységben lévő Remete-barlang Máriaremete határában, az Ördög-árok szurdokának végén, a Remete-hegy oldalában nyílik. Az 1914-ben végzett próbaásatások számos egymás fölé települt tűzhelyet fedeztek fel, amelyek közelében néhány neolit kőpenge és prehisztorikus cseréptörmelék került elő. A Remete-barlang szomszédságában van a Remete-hegyi-kőfülke. A kiadvány Remete-barlangot ismertető része 3 publikáció alapján lett írva.
Az 1932-ben napvilágot látott, Természetvédelem és a természeti emlékek című könyvben meg van ismételve a könyv 1931. évi kiadásának Remete-barlangot tárgyaló része. Az 1934-ben kiadott, Budai hegyek részletes kalauza című könyvben ismertetve van. Az 1935. évi Erdészeti Lapokban publikált tanulmány szerint a Remete-barlang a Remete-völgy Ny-i végén, a Remete-hegy É-i oldalán nyílik és 20 m hosszú, 6 m széles és 8 m magas terem. Kadić Ottokár az 1914-ben végzett próbaásatásaikor prehisztorikus konyhahulladékot, cserépedény-töredékeket és néhány neolit kőpengét talált.
Az 1937-ben megjelent, Jablonkay István által írt kiadványban szó van arról, hogy a Remete-szurdok bal oldali falában, a pataktól 50 m-rel (felső szint) és 10 m-rel (alsó szint) magasabban találhatók forrásbarlangok. A szurdok felső szintjén lévő forrásbarlangok alatt, a patak szintje felett kb. 10 m-re nyílik egy hatalmas forrásbarlang, a Remete-barlang. A Remete-barlang szintjében nincs több forrásbarlang a szurdokban, mert minden bizonnyal beomlottak a szurdok beszakadásakor. Ha egy barlang erózióbázisa lejjebb száll, akkor azt követi a barlang vízrendszere is. Ez pl. úgy történhet, hogy a víz elhagyja a régi átmenőbarlangot és a régi forrásbarlangot, majd a kőzet vékony repedésein lejjebb ereszkedve új barlangrendszert alakít ki. Ebben az esetben új forrásbarlang nyílik a régi alatt, a lesüllyedt erózióbázis új szintjén. A régi felső bejáratot pedig eltömi az ottmaradt karsztbreccsa. A Remete-szurdok bal oldali falában sorakozó elhagyott forrásbarlangok ennek a folyamatnak szép példái.

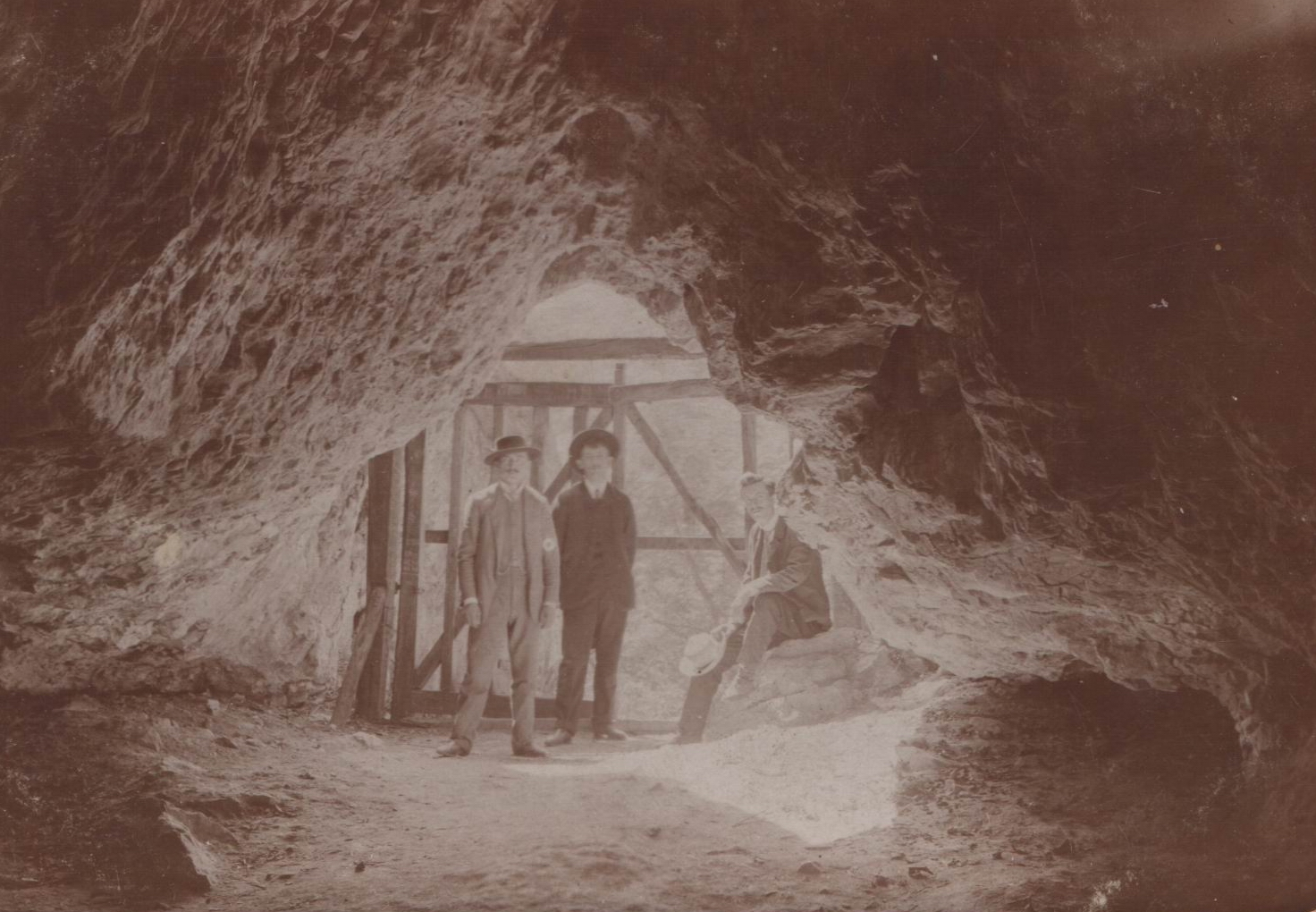
A Remete-barlang egy régi képeslapon

Ezeknek a barlangoknak az erózióbázisa annak a barlangnak a patakja volt, amelynek beszakadásával kialakult a szurdok. A Remete-barlang szintje a szakaszjelleg-változás miatt hirtelen bevágódott szurdokpatak új mederszintjében alakult ki. A kiadványhoz mellékelve lett egy olyan fénykép, amelyen a Remete-barlang bejárata látható és egy olyan fénykép, amelyen együtt látható a Remete-barlang bejárata a Remete-hegyi-kőfülke bejáratával. A két fekete-fehér fényképet Jablonkay István készítette. A bölcsészdoktori értekezésbe bekerült a barlang alaprajz térképe és hosszmetszet térképe, amelyek a Kessler Hubert által készített rajz felhasználásával készültek.
Az 1938. február 15-i Magyar Turista Életben kiadott, Pápa Miklós által írt cikkben három remete-szurdoki barlang van említve név szerint, ezek egyike a Remete-barlang. A cikk szerint tilos a völgy Ny-i részén nyíló, a hegyoldalba mélyedő barlangba menni. Egy hatalmas barlang beszakadásával keletkezett a szurdok és ennek a hatalmas barlangnak maradványa a Remete-barlang. A barlanghoz nagyon közel egy kőfejtő lett létesítve és elképzelhető, hogy a barlang kőbányászat áldozata lesz. Ez természetvédelmi és tudományos szempontból is nagy veszteség lenne, mert a barlang lakóhelye volt az ősembernek és a benne végzett ásatáskor előkerült sok cserépedény-töredék és kőpenge. Pápa Miklós javasolta, hogy a barlang legyen megmentve. A Természet 1939. évi évfolyamában szó van arról, hogy leginkább a barlangok vannak kiválasztva kőfejtés céljára, mert a tömör kőzetnél könnyebben fejthető az üregekkel és hasadékokkal átszőtt kőzet. Emiatt pusztult el három barlang (Pál-völgyi-barlang, Jankovich-barlang, Tűzköves-hegyi-barlang) elülső része, és ha nem történik időben komoly intézkedés, a kőbányászat áldozata lesz a Remete-barlang és a Solymári-ördöglyuk is.

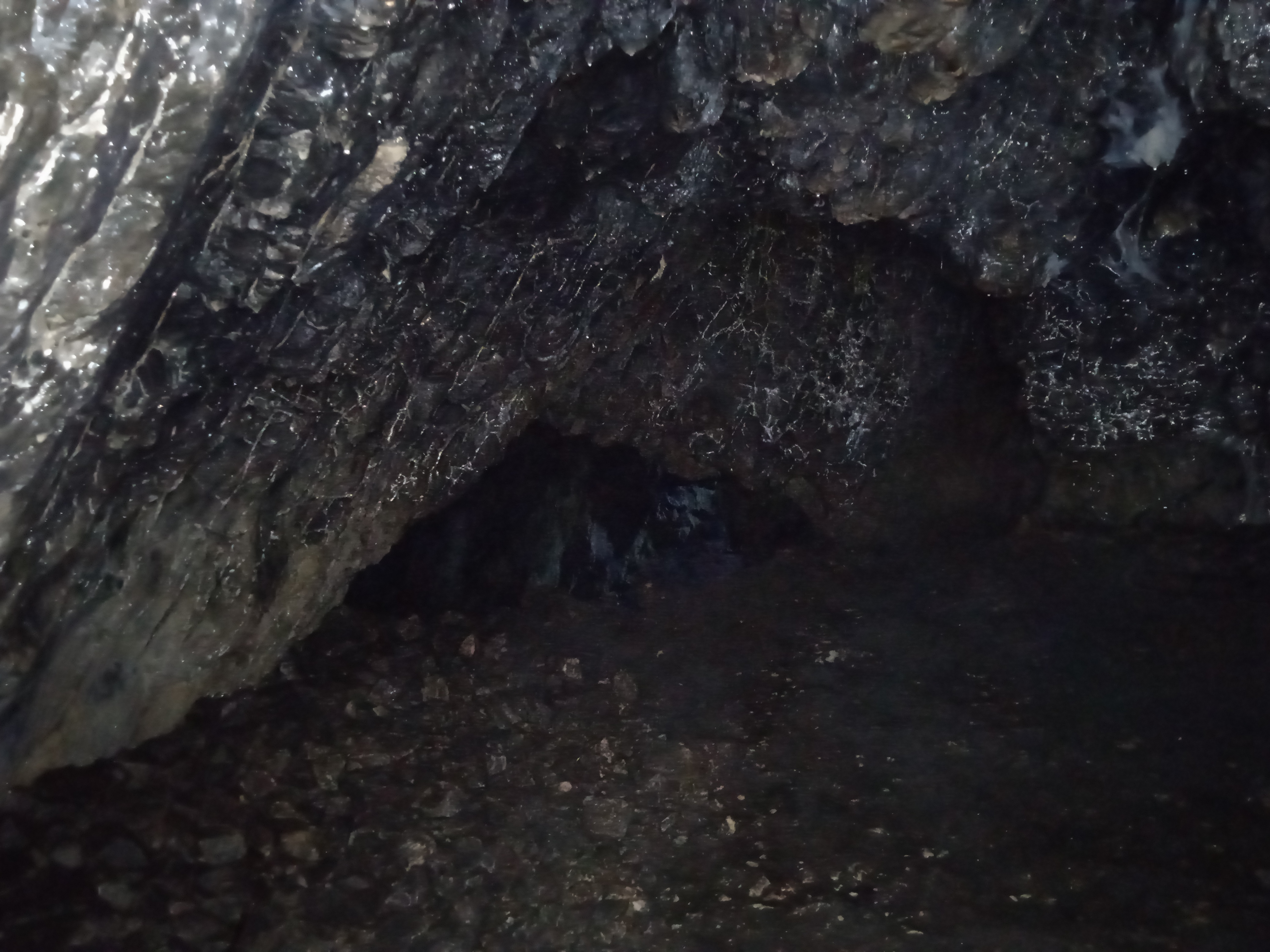
A Remete-barlang egyik része

Az 1939. évi Barlangvilág 4. füzetében megjelent és Kadić Ottokár által írt dolgozat szerint a Bükk hegységben lévő Szeleta-barlanghoz, Balla-barlanghoz, Herman Ottó-barlanghoz, Kecske-lyukhoz, Három-kúti-barlanghoz, Istállós-kői-barlanghoz, Büdös-pesthez és Puskaporosi-kőfülkéhez hasonló jelentőségűek a dunántúli barlangok, pl. a Budai-hegységben található Remete-barlang. Az 1939. évi Barlangvilágban kiadott és Pápa Miklós által írt tanulmányban az van írva, hogy nem kerülte el a pusztítás Budapest közvetlen környékét sem, mert a múlt év őszén kőbánya lett nyitva a máriaremetei szurdokvölgyben, a Remete-barlang közvetlen közelében. Ez az új kőfejtő, amellett, hogy tönkretette a völgy tájképi szépségét, veszélyezteti a közelében lévő (ősleleteiről is nevezetes) barlangot.
Az 1942-ben kiadott, Budapest története című könyv Tompa Ferenc által írt fejezetében szó van arról, hogy Rómer Flóris után Nagy Géza is említette, hogy Remetemária sziklaodúiból előkerültek durva cserepek, melyek valószínűleg a csiszolt kőkorszakból származnak. Az 1942. évi Természettudományi Közlönyben meg van ismételve A Természet 1939. évi évfolyamában publikált tanulmánynak a Remete-barlangra vonatkozó része. Az 1943. évi Barlangvilágban lévő és Pápa Miklós által írt összeállításban meg van említve, hogy valószínűleg a Máriaremete közelében található Remete-barlanghoz is kapcsolódik valamilyen történet, de a történet el lett felejtve. Leél-Őssy Sándor előadást tartott a Magyar Hidrológiai Társaság 1949. március 9-i ülésén. Az előadás témája a Hét-lyuk volt. Az előadásban említve volt a Remete-barlang is név szerint. Leél-Őssy Sándor a társaság 1949. november 9-i szakülésén tartott egy előadást, amelyben ismertette a Remete-szurdok barlangjait.
A Hidrológiai Közlöny 1950. évi évfolyamának 3–4. számában megjelent a Leél-Őssy Sándor által 1949. március 9-én tartott előadás szövege. A publikáció címe A remetehegyi Hétlyuk-zsomboly. A tanulmányban szó van arról, hogy a Remete-hegy jelenleg magasan elhelyezkedő, de már száraz, pusztuló forrásbarlangjai a pliocénban és az ópleisztocénban keletkeztek. (Hét-lyuk alatti barlang, Remete-hegyi-kőfülke és még néhány kisebb félbemaradt, illetve felszakadt barlang, valamint forrásüreg.) Ezután a fiatal tektonikus kiemelkedés és az erózióbázis klimatikus eredetű bevágódása miatt lejjebb szállt a Remete-hegy karsztvízszintje is és elkezdtek pusztulni a szárazzá vált barlangok. A Remete-hegy legmélyebben fekvő forrásbarlangja, a Remete-barlang is már száraz és pusztuló barlang jelenleg.

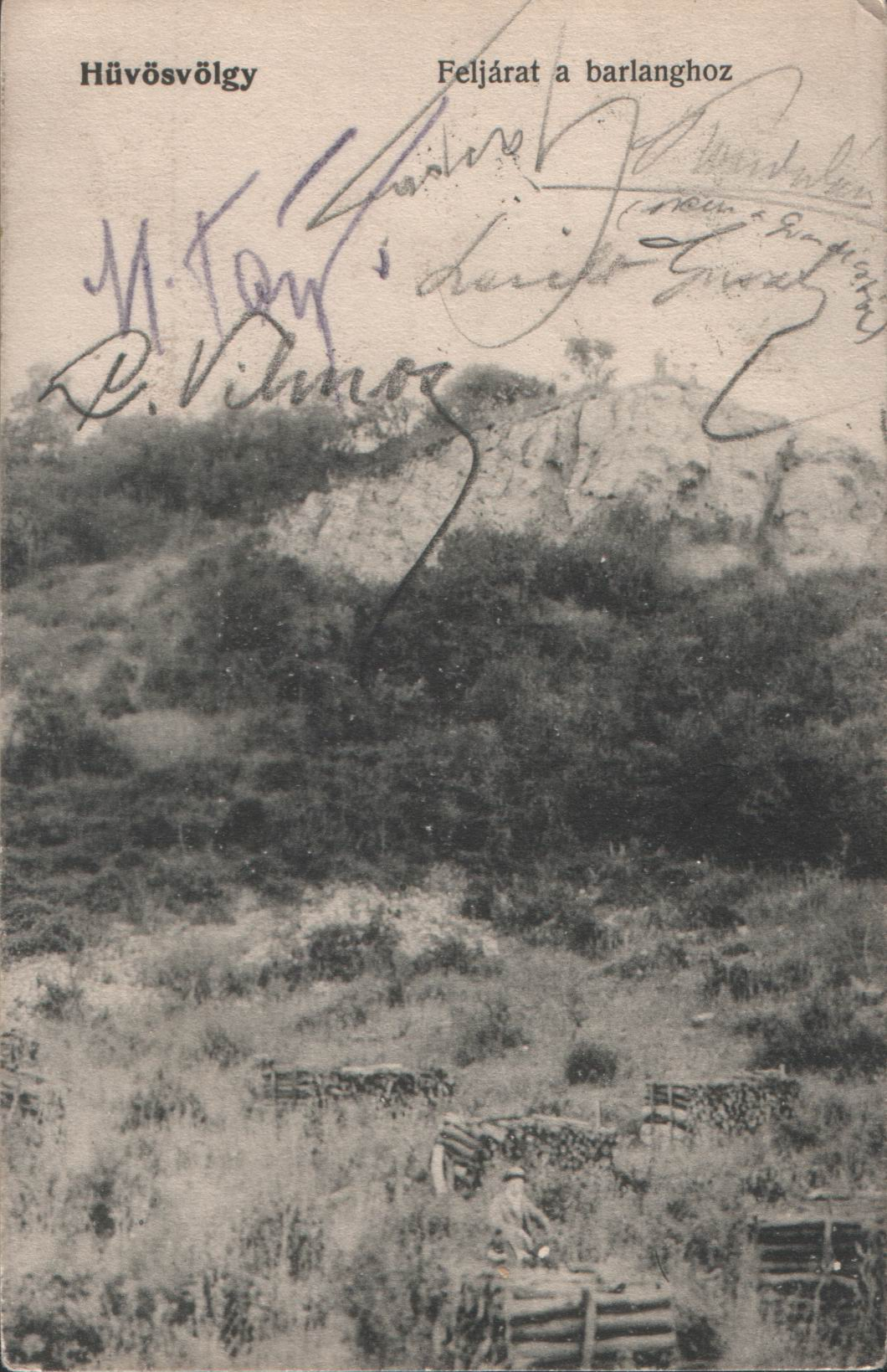
Egy régi képeslap, amelyen a Remete-barlanghoz vezető út látható

Az 1950. évi Hidrológiai Közlöny 11–12. számában publikált és Leél-Őssy Sándor által írt tanulmányból (ez a tanulmány az 1949. november 9-én elhangzott előadás) megtudható, hogy Cholnoky Jenő 1936-ban kiadott könyve szerint a Remete-szurdok egy felszakadt víznyelős barlang. A szurdok oldalában található jelenlegi kis barlangok ennek a felszakadt régi nagy barlangnak a felszakadás miatt lefejezett oldalbarlangjai (barlangi kaptúra). Jablonkay István az 1937-es disszertációjában a szurdok karsztos formáinak kialakulását a Cholnoky Jenő által elképzelt keletkezéssel magyarázza. Láng Sándor 1948-ban megjelent tanulmányában az van írva, hogy a jelenlegi száraz, magasan elhelyezkedő barlangok a fiatal tektonikus kiemelkedésnek és a karsztvízszint lesüllyedésének az eredményei. Leél-Őssy Sándor írása szerint a Remete-hegy oldalában, a máriaremetei szurdok felett a karsztos formákat leginkább barlangok képviselik. Ezek a barlangok kicsik, szárazak és rövidek. Egyetlen kivétellel (Remete-barlang) mind magasan a völgytalp felett vannak, ezért idős, pusztuló barlangok.
A szurdok felett lévő alsó barlangszintben (280–290 m tszf. magasság), a völgytalp felett 10 m-re egyetlen nagyobb barlang fekszik, a Remete-barlang. Ebben 1949 őszén végeztek eredményes őslénytani és régészeti ásatásokat. A barlang egy hatalmas, széles és nagyon magas főteremből és egy szűk, hosszú és zegzugos oldalágból áll. Az oldalágnak a felszínre kivezető útját idén ősszel találták meg, ezért már két bejárata van a barlangnak. A barlang normális karsztos forrásbarlang, mely az erózió és korrózió kölcsönös munkájával keletkezett. Nagyon jelentős a tektonikus preformáció a barlangban azért, mert erőteljes tektonikus hasadék mentén jött létre a főterem. Azonban a barlangot egyszerűen tektonikus eredetű hasadékbarlangnak nevezni tévedés lenne, mert fő jellegét tekintve karsztos forrásbarlang. Jelenleg már ez a legalsóbbszintű barlang is pusztul és száraz, mert a leszálló karsztvíz övébe került. Alját mára több mint 8 m vastagan töltötte ki a barlangi agyag. Régi bejárata (mely a jelenlegi alatt lehetett) szintén eltömődött. A szurdok legfiatalabb barlangja a Remete-barlang. A Remete-hegyen nincsenek víznyelők és bújtatóbarlangok, csak D-i oldalán van néhány forrásbarlang és a Hét-lyuk.
Eddig az volt a tudományos álláspont, de még jelenleg is sokan azt gondolják, hogy a Remete-szurdok barlangi felszakadással alakult ki. Úgy látszott, hogy ezt az elképzelést alátámasztják a szurdok É-i oldalában lévő barlangok is. Ezzel szemben Leél-Őssy Sándor úgy vélte, hogy a völgy regresszió miatt keletkezett áttöréses keresztvölgy (diszkordáns völgy). Ennek a nézetnek legdöntőbb bizonyítéka a szurdok É-i oldalában található rövid, száraz forrásbarlangok hármas szintje. Ezek a barlangok nem lefejezett oldalbarlangok és nem bizonyítják a barlangi felszakadást, ahogy azt Cholnoky Jenő gondolta, hanem ellenkezőleg, a fiatal, tektonikus kiemelkedést tanúsítják. A barlangok magasan elhelyezkedése és szárazsága a kiemelkedést bizonyítják, míg a kiemelkedés módjára utal a hármas szint. A kiemelkedés ugyanis nem egyszerre és egy ütemben történt, hanem több ütemű, szakaszos volt a kiemelkedés. A kiemelkedést nyugalmi időszakok szakították meg.

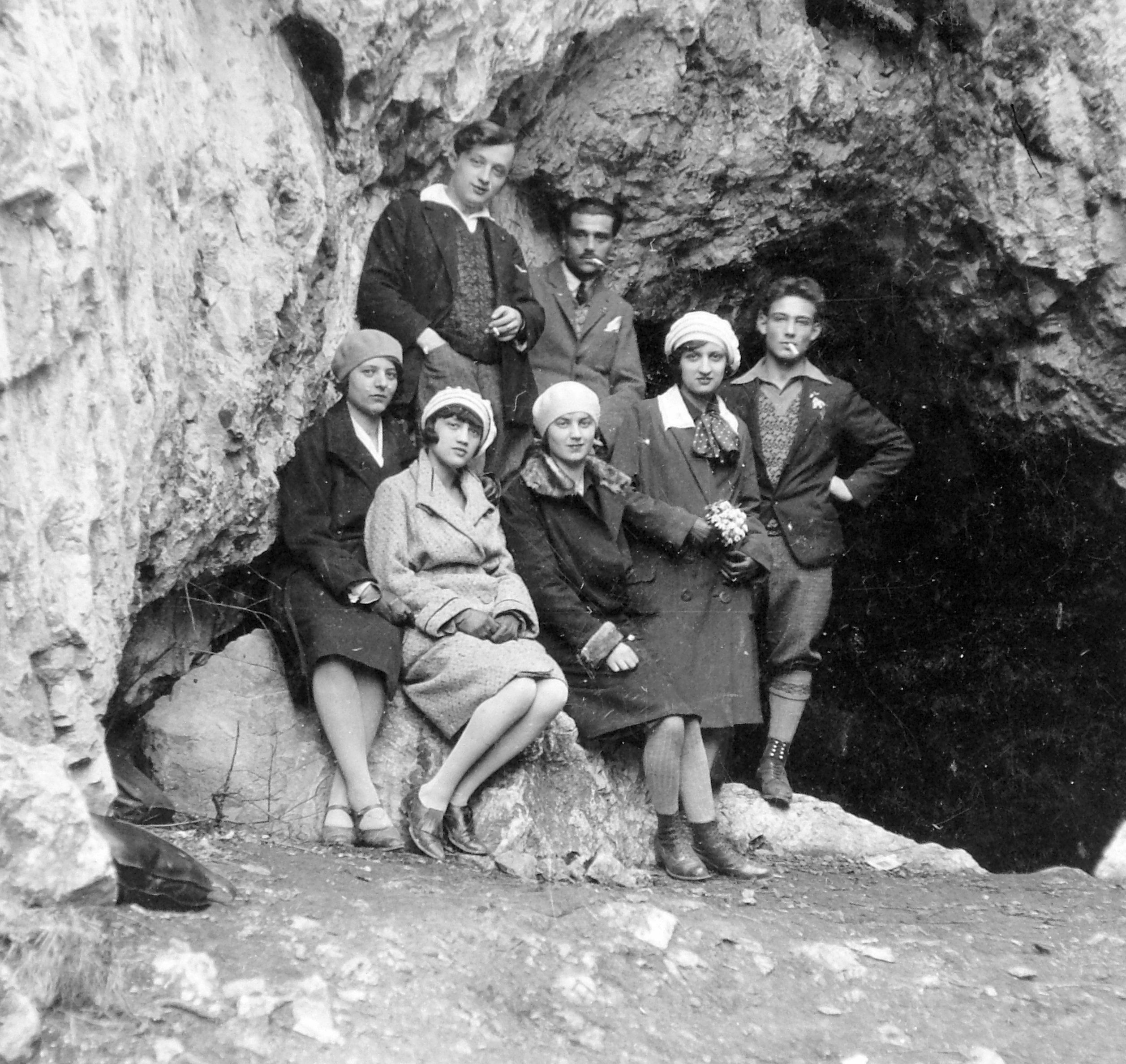
A Remete-barlang bejárata 1928-ban

Az állandó karsztvíz szintje is lejjebb süllyedt minden kiemelkedéskor. Mivel a karsztos forrásbarlangok mindig az állandó karsztvízszint felett jönnek létre, ezért a kiemelkedés miatt fokozatosan süllyedő karsztvízszint egyes nyugalmi helyzeteit jelzik a barlangszintek. Azt mutatja a barlangok rövidsége, hogy nagyon rövid ideig tartottak az egyes nyugalmi időszakok, és az egyes kiemelkedések (geológiai értelemben) nagyon gyorsan végbementek. Mivel napjainkban az állandó karsztvízszint mélyen a szurdok talpa, 260–290 m tszf. magasság alatt, kb. 120–130 m tszf. magasságban húzódik, ezért jelenleg már az összes barlang száraz és pusztul. Minél magasabban találhatók az egyes barlangok, annál idősebbek. A Hét-lyuk anyabarlangja a legidősebb, a Remete-barlang a legfiatalabb. A nagyon meredek lejtők és a rövid barlangok azt a feltételezést támasztják alá, hogy az egész kiemelkedés nagyon fiatal, és legrégibb üteme sem nagyon régen történt.
A barlangszintek a szurdok teraszai, de ebben az esetben csak tektonikus teraszoknak tekinthetők, amelyek a szakaszos kiemelkedés miatt fokozatosan bevágódó völgyfenék régebbi szintjeit jelzik. A barlangok szárazsága és jelenlegi karsztvízszint feletti magasan fekvése hosszú ideig tartó, idősebb kiemelkedést jelent, de fiatalítja a kiemelkedést a barlangok rövidsége. Ugyanis ha gyors a kiemelkedés, akkor magasra emelheti a barlangokat fiatal kiemelkedés is, amelyek nem tudnak eléggé kifejlődni a gyors karsztvízszint-süllyedés miatt. A kiemelkedés három szakaszát jelzi a három barlangszint.
Az 1953. évi Földtani Közlönyben az olvasható, hogy az elmúlt években többek között két magyarországi lelőhelyről, Dorogról és a Remete-barlangból került elő késő jégkori barlangi üledékekből származó fauna. A Budapest körzetében lévő máriaremetei Remete-barlangról Kormos Tivadar 1914-ben azt írta, hogy a Remete-hegyi-kőfülke alatt, kissé beljebb a völgyben, a patak felett alig 10 m-re van egy másik, nagyobb barlang. Ebben Kadić Ottokár végzett részletes próbaásatást, de ahogy az előrelátható volt a barlang alacsonyan fekvése miatt, nem talált benne semmit prehisztorikus cserepeken és egyéb konyhahulladékon kívül. Ennek ellenére a Fővárosi Régészeti Intézet anyagi támogatásával 1949 nyarán nagyobb, de próbaásatás jellegű feltárás történt a barlangban. Az ásatást Vértes László vezette. A barlangban a magyarországi barlangok között egyedülálló jelenség figyelhető meg, mert a holocén rétegek a 6–7 m vastagságot elérik. Alattuk vörösbarna réteg (a), sárga löszös agyag (b), majd megint rozsdavörös pleisztocén agyag (c) következik. Bökönyi Sándor fogja feldolgozni az alluvium csontmaradványait. Jelen tanulmányban a pleisztocén rétegek faunája van röviden említve.

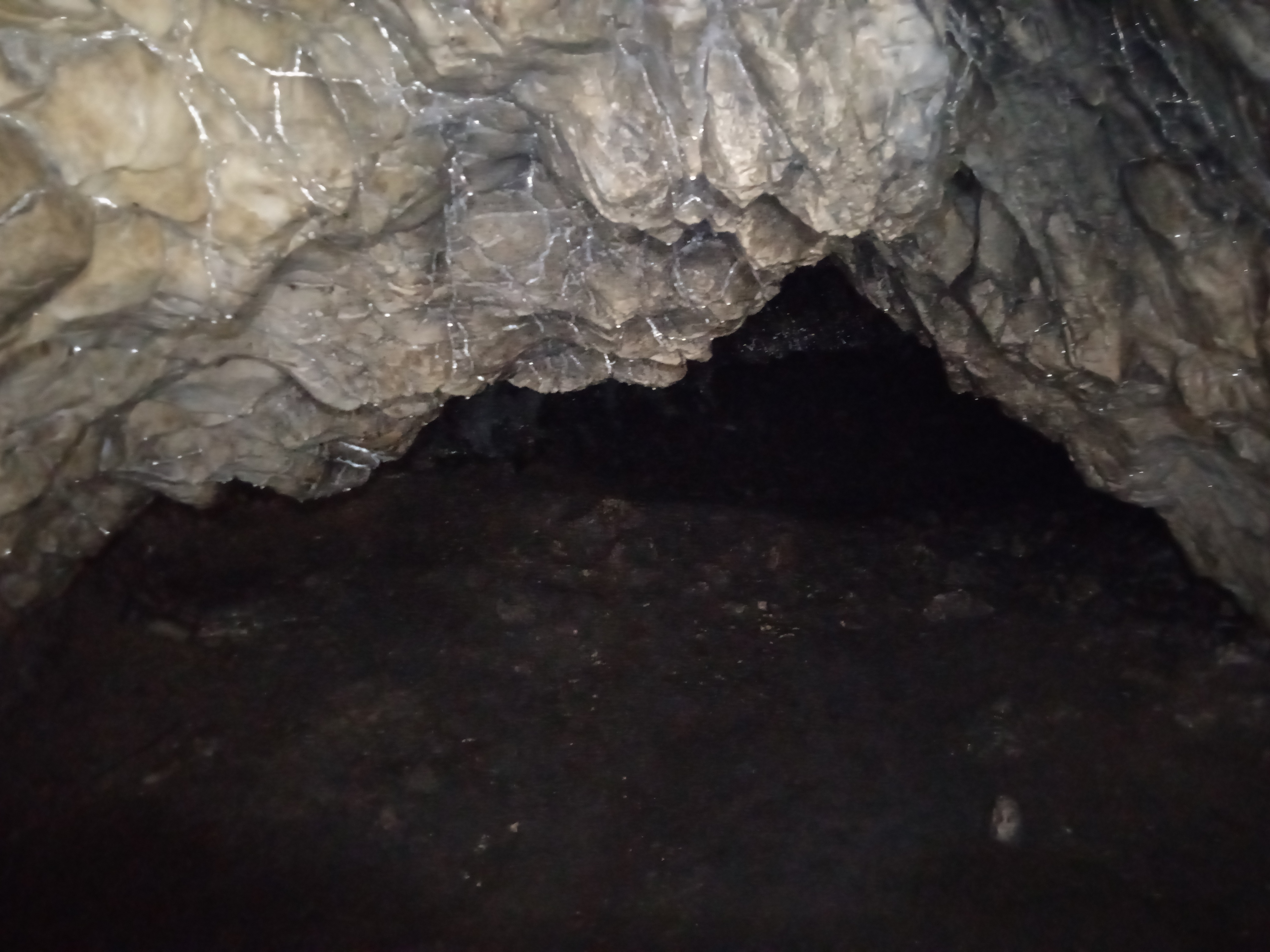
A Remete-barlang belsejének egyik része

A következő fajokat határozta meg Jánossy Dénes, amelyek a humusz alatti három rétegből származnak (a fajok neve utáni zárójelben lévő dőlt betűk a fent említett rétegeket jelentik): Aves div. (a, b), Lagopus lagopus L. (a), Lagopus mutus Mont. (a), Myotis nattereri Kuhl. (a), Myotis sp. (a), Talpa europaea L. (a), Lepus europaeus Pall. (a), Ochotona pusilla Pall. (a, b), Sicista cf. subtilis Pall. (a), Apodemus sylvaticus L. (a), Cricetus cricetus L. (a, b), Dicrostonyx torquatus Pall. (b), Arvicola sp. (a), Clethrionomys glareolus Schreb. (a), Microtus arvalis-agrestis (a, b), Microtus (Chionomys) nivalis Mont. (b), Microtus (Stenocranius) gregalis Pall. (a), Mustela erminea L. (a), Ursus spelaeus Ros. (c), Vulpes vulpes L. (a), Felis silvestris Schreb. (a), Equus sp. (a), Rhinoceros (Coelodonta) antiquitatis Blmb. (a), Cervus elaphus L. (c), Rangifer tarandus L. (b), Rupicapra rupicapra L. (c) és Bison priscus Boj.
Később lesznek meghatározva a madármaradványok. Magyarországi viszonylatban figyelemreméltó, hogy a mikrofaunában a Microtus arvalis-agrestis csoport után, mely a würm mikrofaunák vezéralakja, egyedszámban az erdei egér (Apodemus sylvaticus L.) következik. A csíkos egér (Sicista cf. subtilis Pall.) előfordulása is egyedülálló. A kultúrnyomokból az állapítható meg, hogy az ember majdnem folyamatosan lakta a barlangot a pattintott kőkortól napjainkig. A Remete-barlang ősmaradványait először Éhik Gyula határozta meg, majd azt átadta Jánossy Dénesnek részletesebb vizsgálat miatt. Éhik Gyula azonnal megállapította, hogy három bal és két jobb oldali alsó állkapocsfél csíkos egerektől (Sicista cf. subtilis Pall.) származik. Majdnem biztos, hogy ezek a leletek fosszilisak, mert azok színezete megegyezik a velük azonos rétegben talált Microtus gregalis és Ochotona pusilla maradványokéval.

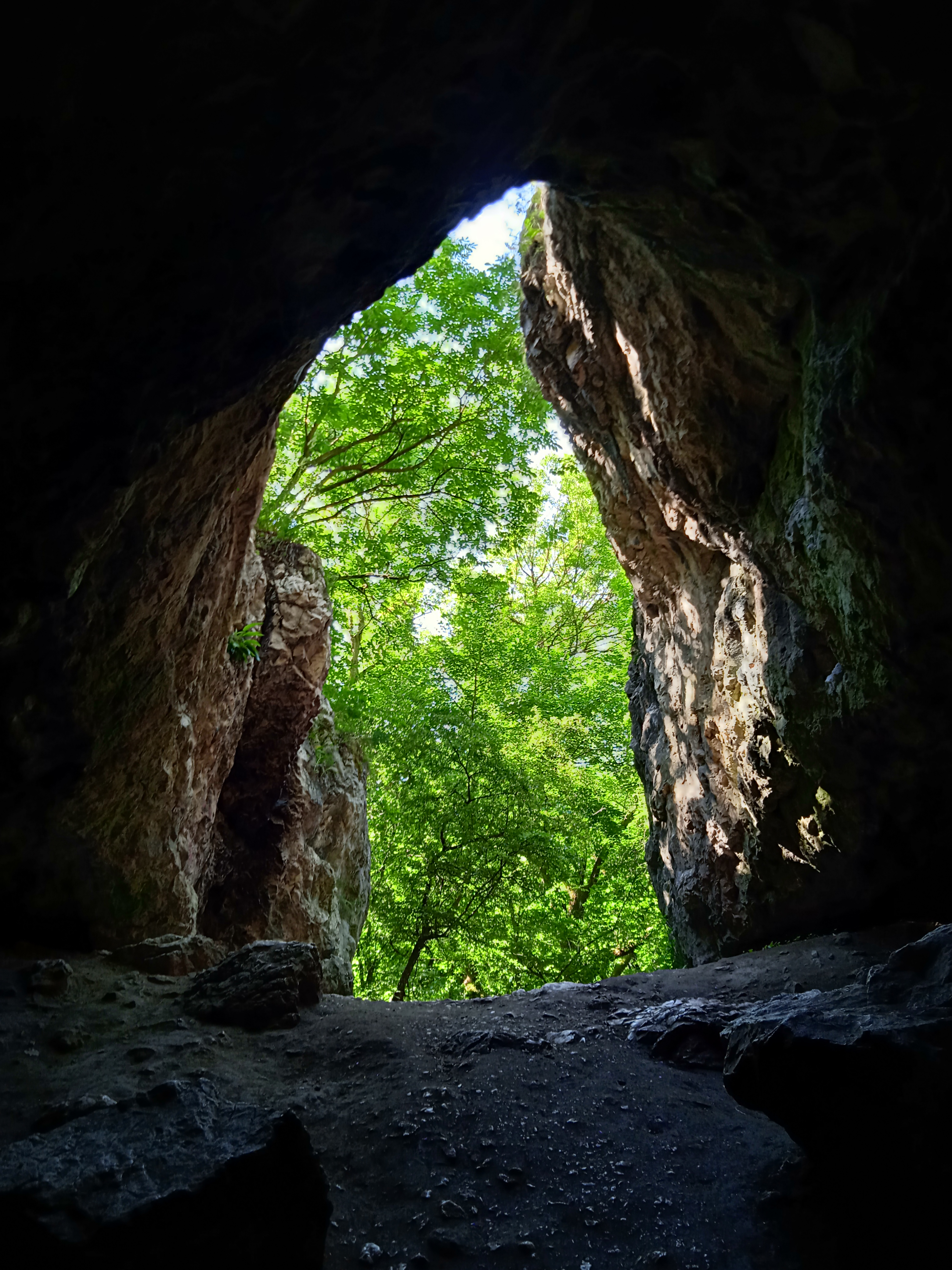
A Remete-barlang bejárata belülről fényképezve

A barlang Sicista anyagában négy állkapocsfél fogazata részben vagy egészben megőrződött (egy db M1–M3-mal és három db M1–M2-vel). Ezeken nincs nyoma a többször említett komplikálódásoknak és a Méhelÿ Lajos által kiemelt szeplőknek. Az M1 és M2 a vaskos típus felé hajlik. Ezért a Sicista maradványokat Jánossy Dénes a Sicista cf. subtilis Pall. fajba sorolta. A legépebb példányt választotta ábrázolásra, amelynek fogazata közepesen kopott. Richter Ilona készítette el a lehető legnagyobb pontossággal az ábrát (26. tábla 7. ábra). Fényképezéskor az M3 elveszett. A jégkori csíkos egerek fogazatának szkematikus alakja fordul elő pl. a Remete-barlangban. Meglepő volt, hogy a barlangból Apodemus leletek kerültek elő a würmre jellemző fajok kíséretében. A Remete-barlangban gyűjtött Apodemus anyag 22 mandibula-félből áll. Ezek közül csak 3–4 van nagyon elszíneződve, a többi lehet recens is. A barlangból gyűjtött örvös lemming mandibulákétól azonban semmiben sem tér el a sötét Apodemus csontok színe. Ezért az Apodemus csontok valószínűleg fosszilisak. A recens Apodemus sylvaticus-szal egyeznek mindenben a mandibulák.
Az Apodemus a magyarországi késői pleisztocén üledékekben nem annyira idegen elem, ahogy azt régen gondolták. Az eddigi adatok alapján úgy látszik, hogy a würm elején elhúzódott Magyarországról, majd megjelent a würm végén. Ezt a két fázist képviseli a Remete-barlang is. A Remete-barlangban a fauna ismertetésénél felsorolt jellemvonásokon, vagyis a pusztuló barlangi medvén és a hiéna teljes hiányán kívül, ismét csak a csíkos egér, erdei egér és az örvös lemming, valamint az alpi és arktikus elemek vehetők tekintetbe. Mivel mindezek kíséretében előkerült egy ősemberi pattintott kőeszköz is, amely nagyon hasonló a Pilisszántói-kőfülke kis magdaléni pengéihez, a felső magdaléni szintre, vagyis a würm legvégére, a posztglaciálisra tehető a fauna. A faunáról nyert képet további ásatások tehetik teljesebbé. A tanulmányhoz tartozó 26. táblán látható (7. ábra) a barlangból előkerült egyik Sicista cf. subtilis Pall. M1–M2 inf. sin. rajza (késői pleisztocén, Máriaremete, Budapest, Magyar Nemzeti Múzeum).

### 1954–1962
Az 1954-ben kiadott és Páli Tivadar által írt útikalauzban az olvasható, hogy a Remete-völgy Ny-i végén, meredek völgyoldalban, 12 m magasan, a patak felett van a Remete-barlang bejárata. A barlangból régészetileg jelentős kőeszközök kerültek elő. A kiadvány térképmellékletén látható a barlang földrajzi elhelyezkedése. A térképen barlangjellel van jelölve a barlang helye.

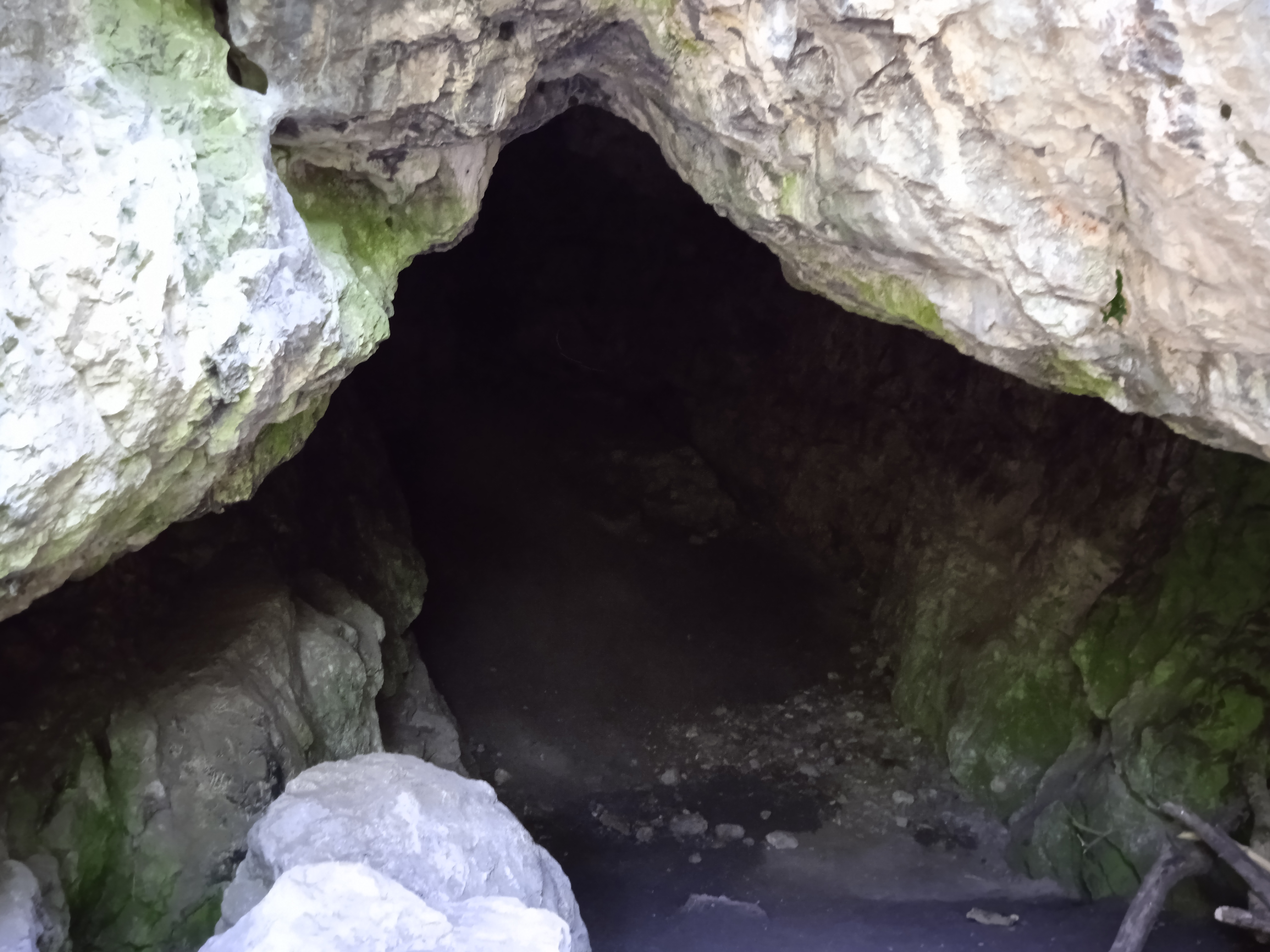
A Remete-barlang bejárati része

A Folia Archaeologica 1954. évi évfolyamában az van írva, hogy a Remete-barlangnak Budapest határában, a Remete-hegy szurdokszerű, K–Ny irányú völgyében, a patakmedertől 10 m-rel magasabban van a bejárata. A barlang közel vízszintesen rétegzett dachsteini mészkőben lévő É–D irányú hasadék mentén alakult ki. A barlangban Kadić Ottokár 1914-ben próbaásatást végzett. Az alluviumba 2 m mélységig hatolt le, de nem érte el a pleisztocén rétegeket. Az ásatással őskori anyag került elő. 1947-ben a Fővárosi Régészeti Intézet megkérdezte Vértes Lászlót, hogy a Budapest közvetlen környékén lévő barlangok közül melyik az amelyikből őskori régészeti leletanyag kerülhet elő. Vértes László azt válaszolta, hogy erre a legnagyobb esély a Remete-barlangban van. Véleménye alapján 1949 tavaszán az intézet négy egyetemi hallgatót, Bálint Bélát, Gábori Miklóst, Káldy Adriennt és Mihalkovszky Máriát bízott meg azzal, hogy végezzenek próbaásatást a barlangban. Egy 2,5 m mély próbagödör kiásása után azonban befejezték az egyre több fizikai erőt igénylő munkát. Ekkor Nagy Tibor kérésére az ásatás vezetését Vértes László vette át, amelyet megszakításokkal 1949 júniusától őszig folytatott. Az ásatáson a Fővárosi Régészeti Intézet részéről Nagy Tiboron kívül Bónis Éva, Cs. Sós Ágnes és Salamon Ágnes vettek részt.
Alacsony földrajzi elhelyezkedése ellenére is alkalmasnak tűnt ősemberi lakóhelynek a tág üregű, D-re tekintő bejáratú barlang. Bejárata előtt vízszintes mészkőpadka van, amely jó tanyahelyet szolgáltat (1. ábra c keresztmetszet). A barlang 21 m hosszú és átlag 5–7 m széles üreg (1. ábra b rajz). A bejárattól jobbra, K-re nagy kiöblösödés látható, de ez feltöltődött majdnem a mennyezetéig. A bejárattól 14 m-re, a Ny-i oldalon van egy 12 m hosszú oldalterme, amely tele van leomlott sziklatörmelékkel. Innen a felszínig alig járható kürtő vezet. A főüreg mennyezete átlagosan 3–5 m magasan van, kivéve a hossztengely irányában húzódó magas és keskeny litoklázist (kőzethasadékot). (1. ábra d keresztmetszet.) A próbagödör az 1. ponttól a munka megkönnyítését szolgáló lépcsőkkel kezdődött és az 5,5. pontnál csaknem a barlang teljes szélességét átfogta (1. ábra b rajzán a vonallal körülhatárolt terület). Az árok 8,5 m hosszú, 5 m széles és egyik pontján 10,5 m mély volt.

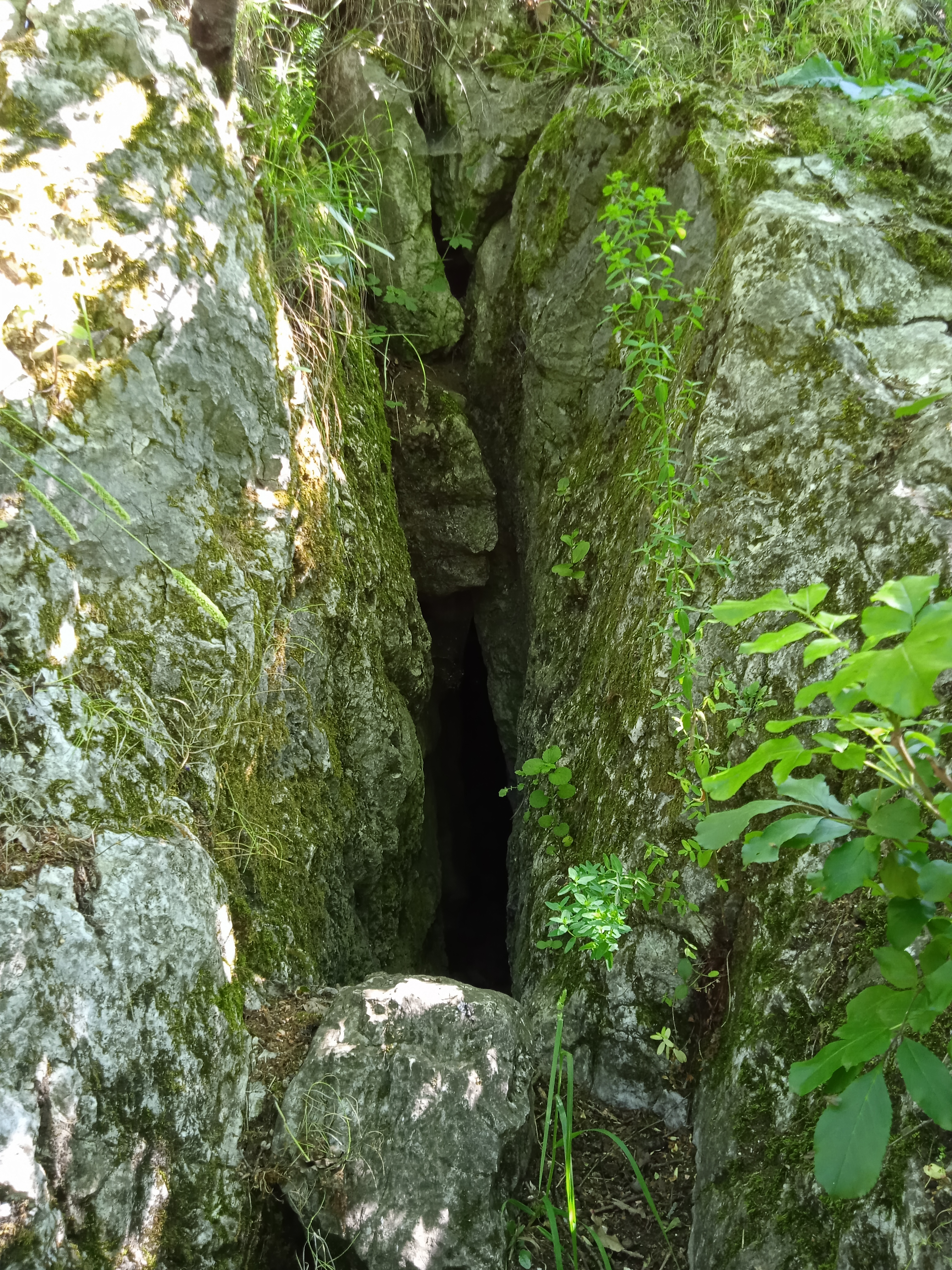
A Remete-barlang bejárati terméből a felszínig érő járat felszíni része

A következő volt felülről lefelé a rétegsor (1. ábra a szelvény és 3. tábla 1. kép): (1.) fekete humusz. (1a) hamus, tűzhelyes réteg. (2.) szürke humusz. (3.) fekete kultúrréteg. (4.) szürke, köves agyag. (5.) világosbarna agyag. (6.) fekete, vörös, kávészín csíkos kultúrréteg. (7.) világossárga agyag. (8.) köves, világosbarna agyag. (8a) fekete kultúrréteg. (9.) köves, barna agyag. (10.) vörösesbarna (csokoládíszínű) agyag. (11.) sárga, löszös agyag. (12.) kőtörmelékes, rozsdavörös agyag. (13.) sárga, homokos, köves agyag. A tanulmányban a barlang rétegei közül csak a négy alsó, jégkori réteg lett részletesen ismertetve. A felső rétegekről csak annyit jegyzett meg Vértes László, hogy a jól elkülönült rétegekben a neolitikum (?), az eneolitikum (?), a bronzkor, a vaskor, a római kor és a középkor néhány szakaszának régészeti maradványai voltak (3. tábla 1. kép). Ezekből a rétegekből sok állatcsont és faszén is előkerült. A méteres vastagságot is megközelítik az egyes tűzhelyrétegek. Mindenképp jó lenne ezt a maga nemében páratlan rétegsort részletesen ismertetni.
A négy alsó réteg posztglaciális, valamint pleisztocén kori. A kitöltés folytatódik az eddig elért legmélyebb pont alatt. Ez a jelenség figyelmet érdemel barlangmorfológiai szempontból azért, mert a barlangbejárat közvetlen a patakmeder mellett, a patakmeder szintjétől 10 m-rel magasabban van. Eszerint elérte az ásatási árok mélysége a patakszintet. A bejáratnál lévő 3. pont előtt viszont szálban álló sziklaküszöb helyezkedik el, amely a bolygatatlan kitöltés felszínével azonos magasságban fekszik. Ezek a megfigyelések azt jelzik, hogy a pleisztocén vége óta nem erodálódott mélyebbre a patakmeder, sőt inkább feltöltődött, és a mai bejárat csak kürtője volt a jégkori barlangnak. Az eredeti, jelenleg már betemetett bejárat valahol a mai patakszint magasságában, vagy az alatt nyílt. Ezt a bejáratot később meg kell keresni és bolygatatlan rétegeit fel kell tárni.
A négy alsó réteg: (1.) a vörösesbarna (csokoládészínű) agyag, amely alatt átmenettel következik jól látható határ nélkül a (2.) sárga, löszös agyag, majd ez alatt (3.) kőtörmelékes rozsdavörös agyag található, amelyben lefelé egyre több kő van, végül (4.) egy éppen hogy elért meddő, köves, sárga agyagréteg van. A 10,5 m mélységben lévő nagy sziklatörmelék között kifelé áramló légmozgást és recens (róka?) csontokat figyeltek meg Vértes Lászlóék. Ez ugyanakkora jelentőségű a barlang morfológiai továbbkutatása miatt mint régészetileg, mert ezek a jelenségek arra mutatnak, hogy vannak a barlangnak ismeretlen és feltáratlan részei. Jánossy Dénes közölte a négy pleisztocén réteg faunáját (Jánossy 1953), akinek a tanulmányában megtalálható a teljes faunalista.
| Állatfaj                                   | Vörösbarna agyag | Sárga, löszös agyag | Rozsdavörös agyag |
| ------------------------------------------ | ---------------- | ------------------- | ----------------- |
| Aves div.                                  | X                | X                   | –                 |
| Lagopus lagopus L.                         | X                | –                   | –                 |
| Lagopus mutus Mont.                        | X                | –                   | –                 |
| Myotis nattereri Kuhl.                     | X                | –                   | –                 |
| Myotis sp.                                 | X                | –                   | –                 |
| Talpa europaea L.                          | X                | –                   | –                 |
| Lepus europaeus Pall.                      | X                | –                   | –                 |
| Ochotona pusilla Pall.                     | X                | X                   | –                 |
| Sicista cf. subtilis Pall.                 | X                | –                   | –                 |
| Apodemus sylvaticus L.                     | X                | –                   | –                 |
| Cricetus cricetus L.                       | X                | X                   | –                 |
| Dicrostonyx torquatus Pall.                | –                | X                   | –                 |
| Arvicola sp.                               | X                | –                   | –                 |
| Clethrionomys glareolus Schreb.            | X                | –                   | –                 |
| Microtus arvalis-agrestis                  | X                | X                   | –                 |
| Microtus (Chionomys) nivalis Mont.         | –                | X                   | –                 |
| Microtus (Stenocranius) gregalis Pall.     | X                | –                   | –                 |
| Mustela erminea L.                         | X                | –                   | –                 |
| Ursus spelaeus Ros.                        | –                | –                   | X                 |
| Vulpes vulpes L.                           | –                | X                   | –                 |
| Felis silvestris Schreb.                   | –                | X                   | –                 |
| Equus sp.                                  | –                | X                   | –                 |
| Rhinoceros (Coelodonta) antiquitatis Blmb. | –                | X                   | –                 |
| Cervus elaphus L.                          | –                | –                   | X                 |
| Rangifer tarandus L.                       | –                | X                   | –                 |
| Rupicapra rupicapra L.                     | –                | –                   | X                 |
| Bison priscus Boj.                         | –                | X                   | –                 |

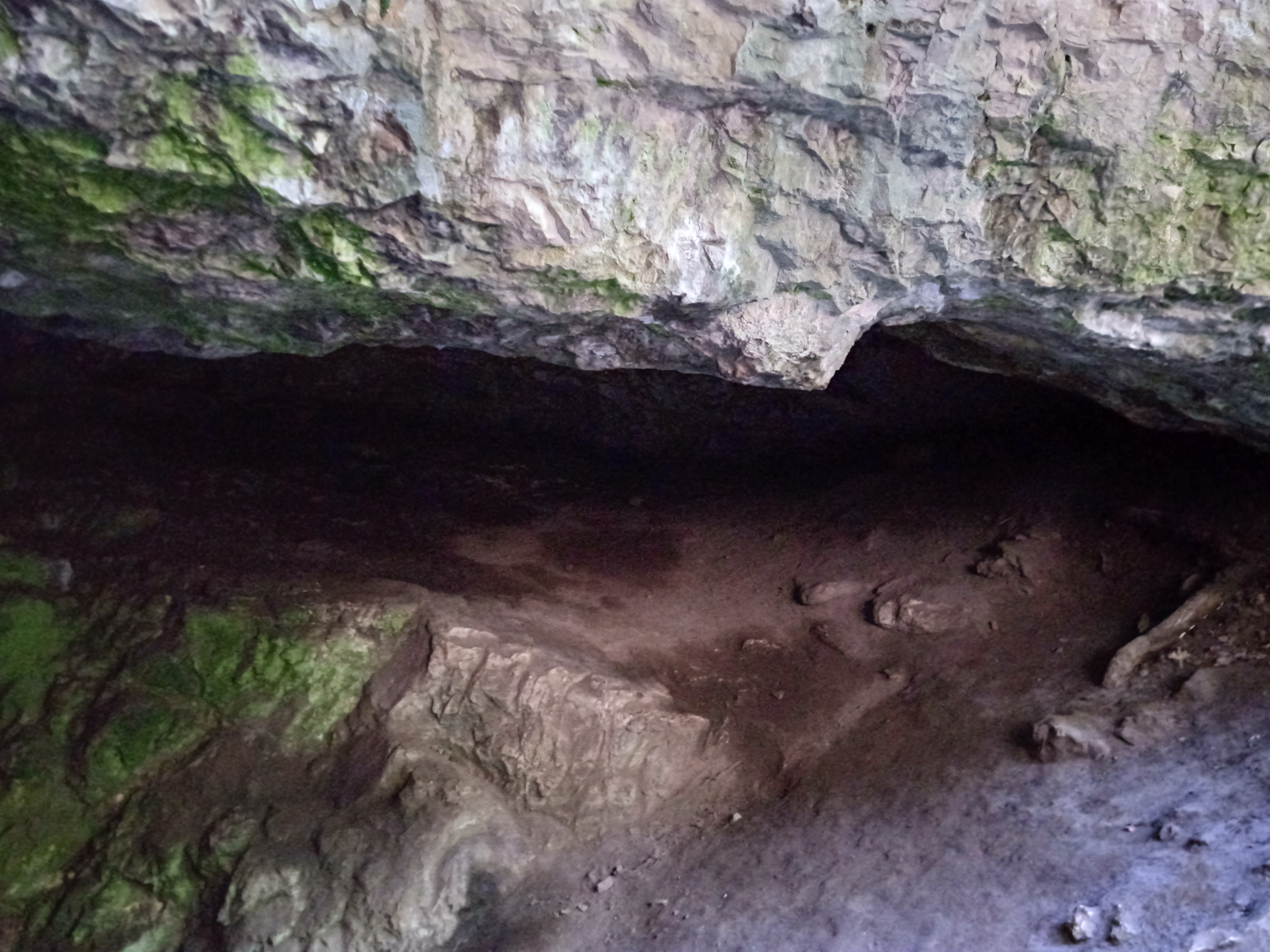
A Remete-barlang bejárata után jobbra lévő rész eleje

1952-ben ismertették Sárkány Sándor és Stieber József a barlangból előkerült recens faszeneket. A posztglaciális vörösbarna réteg faszeneinek vizsgálati eredményét az Alkalmazott Növénytani Intézet 1953. első félévi munkajelentésében közölték, amely a Magyar Tudományos Akadémia 4. osztályára lett beküldve. A jelentés szerint Vértes Lászlótól 1949. júliusban a Remete alsó-barlang alsóbb rétegeiből származó faszeneket kaptak a következő jelzéssel: Máriaremete 10-es réteg (pleisztocén?), július 9. Kollolit-paraffinos módszerrel dolgozták fel ezt az anyagot. Sok esetben csak körülbelül lehetett meghatározni a maradványokat, mert azok rossz állapotúak voltak. A kapott 19 faszén feldolgozásából származó flóralista az alábbi (a 19 db együtt 98 %): Quercus 12 db, 63 % (Quercus robur 6 db, Quercus petraea 3 db, Quercus sp. 2 db és cf. Quercus 1 db). Egyéb 7 db, 35 % (cf. Corylus 2 db, 10 %, cf. Crataegus 1 db, 5 %, cf. Fraxinus 1db, 5 %, lombosfa 2 db, 10 % és fenyő? 1 db, 5 %.
Látható ebből a listából, hogy a faszénanyag csaknem teljesen lombosfákból áll. Csak 1 db fenyőmaradvány van közöttük. A fenyőmaradványból arra lehet következtetni, hogy nem sokkal a jégkor utáni vegetációfejlődés-történet fenyő-nyír kora után volt a széndarabok kialakulási ideje. A lombosfák közül a legtöbb a Quercus robur és a Quercus petraea, majd a cf. Corylus maradványa volt. Ezek miatt az eredmények miatt a faszénanyag kialakulása nagyon valószínű, hogy a fenyő-nyír kor után következő óholocén mogyorókorban történt, amely i. e. 8000-től 5000-ig tartott. (Vértes László publikációja szerint Sárkány Sándor és Stieber József megengedték, hogy Vértes László felhasználja a jelentésük adatait.) Az antrakotómiai vizsgálat eredménye megfelel a Jánossy Dénes által végzett vizsgálatoknak, aki kimutatott a vörösbarna rétegből még jellegzetes würm állatokat (az Ochotona és a két Lagopus faj), de Apodemus, Sicista és közönséges nyúl jelenlétét is megállapította a rétegben. Ebből a rétegből hiányzik a lemming és a barlangi medve.

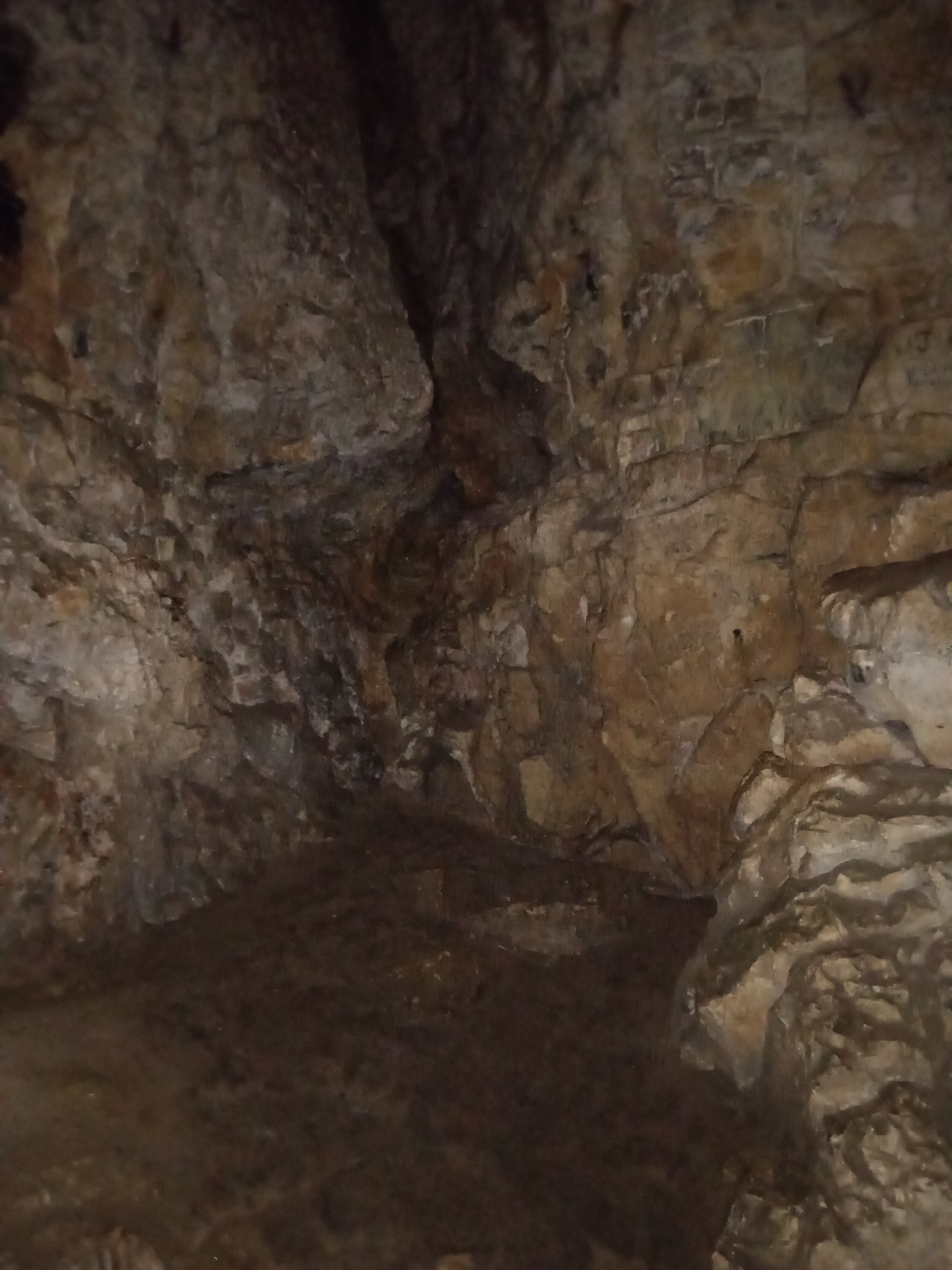
A Remete-barlang bejárati termének hátsó része

A Remete-barlang legfelső pleisztocén rétegének anyaga fiatalabbnak látszik a Mottl Mária (Mottl 1941) által közölt faunáknál (a Perpác-barlangénál is). A faszenek vizsgálata is alátámasztja ezt a korbecslést. Vértes Lászlóék egyetértenek a kormeghatározásban Sárkány Sándorral és Stieber Józseffel, mert a vörösbarna réteg valószínűleg valóban a fenyő-nyír kor legvégén, vagy a mogyorókor legelején rakódott le, mert ekkor a würmből megmaradva még élt Magyarországon néhány szélsőségesen sztyeppei és alpin jellegű faj. Zólyomi Bálint a Balaton fenekének pollenanalitikai vizsgálataival ennek az időszaknak a lerakódásaiban 55 % Corylust, 20–25 % Quercust, 15–20 % Tiliat és Ulmust, valamint csak 30–40 % Pinust talált (Zólyomi 1952), ami megfelelhet a remete-barlangi (az akkori erdő reális fajmegoszlását nem tükröző) eredményeknek. Az alatta elhelyezkedő sárga, löszös réteg lemmingjével és többi sarkvidéki fajával kétségtelenül tükrözi a WII–III. komplexumot. A rozsdavörös agyag a würm interstadiálisra utal az erdei szarvassal, a barlangi medvével és a sarkvidéki rágcsálók hiányával. Nem lehet kiértékelni a legalsó, meddő réteg korát.
Régészeti leletet csak a posztglaciális, legfelső rétegben találtak. Ez a lelet egy obszidiánból készült mikrolitpenge (2. tábla 7. számú kép). A penge 21,5 mm hosszú, 4,8 mm széles és 1,6 mm vastag. Jobb oldali élén finom, csak nagyítóval látható, merőleges retus fut végig, amelyet néhány helyen megszakítanak durvább használati csorbák. Csak részben megmunkált a bal oldali él. Itt az eszköz fonákja felől található a retus és a használati csorbák. Lapos gerinc fut végig a penge hosszában, középen. Ennek a pengének a hasonmásai a Pilisszántói-kőfülke, a Kis-kevélyi-barlang és a Jankovich-barlang felső, würm 3-ra datálható rétegeiből kerültek elő. A magyarországi jégkorvégi kultúrákat nem lehet jobban megismerni a Remete-barlang elégtelenül datált posztglaciális rétegének egyetlen eszköze alapján.
A magyarországi mikrogravetti kultúrákkal kapcsolatos korábbi információkhoz viszonyítva a kultúrának a Remete-barlangban történő előfordulása azért újszerű, mert ennek a kultúrának, amely Magyarországon korán, már a würm III. maximumának idején feltűnt, a mogyorókorig, azaz a mezolitikumig történő továbbéléséhez ad értékes információt. A Remete-barlangot értékes epipaleolit leletei és különlegesen fejlett rétegsora miatt, és leginkább azért, mert az amatőr kutatók állandóan turkálnak kitöltésében (ez utóbbinak az az oka, hogy a barlang kedvelt kirándulóhelyen van), minél előbb fel kell tárni részletesen. Megfelelően gondoskodni kell az esetleg bennhagyott, egyetemi hallgatók részére nagyon tanulságos rétegsor védelméről. A tanulmányban látható a Remete-barlang 1:200 méretarányú alaprajz térképe és 2 keresztmetszet térképe (1:200 méretarány) együtt, illetve a barlang ásatási gödrének É-i szelvénye (1:100 méretarány). A barlang alaprajz térképén megfigyelhető a 2 keresztmetszet elhelyezkedése a barlangban. (Az alaprajz térképet tartalmazó lapon nincs feltüntetve az alaprajz térkép értelmezéséhez szükséges É-i irány.) A publikációban lévő 2. tábla 7. képén a barlangban talált mikrolitpenge, a 3. tábla 1. képén pedig a Remete-barlang ásatási gödrének rétegei figyelhetők meg.

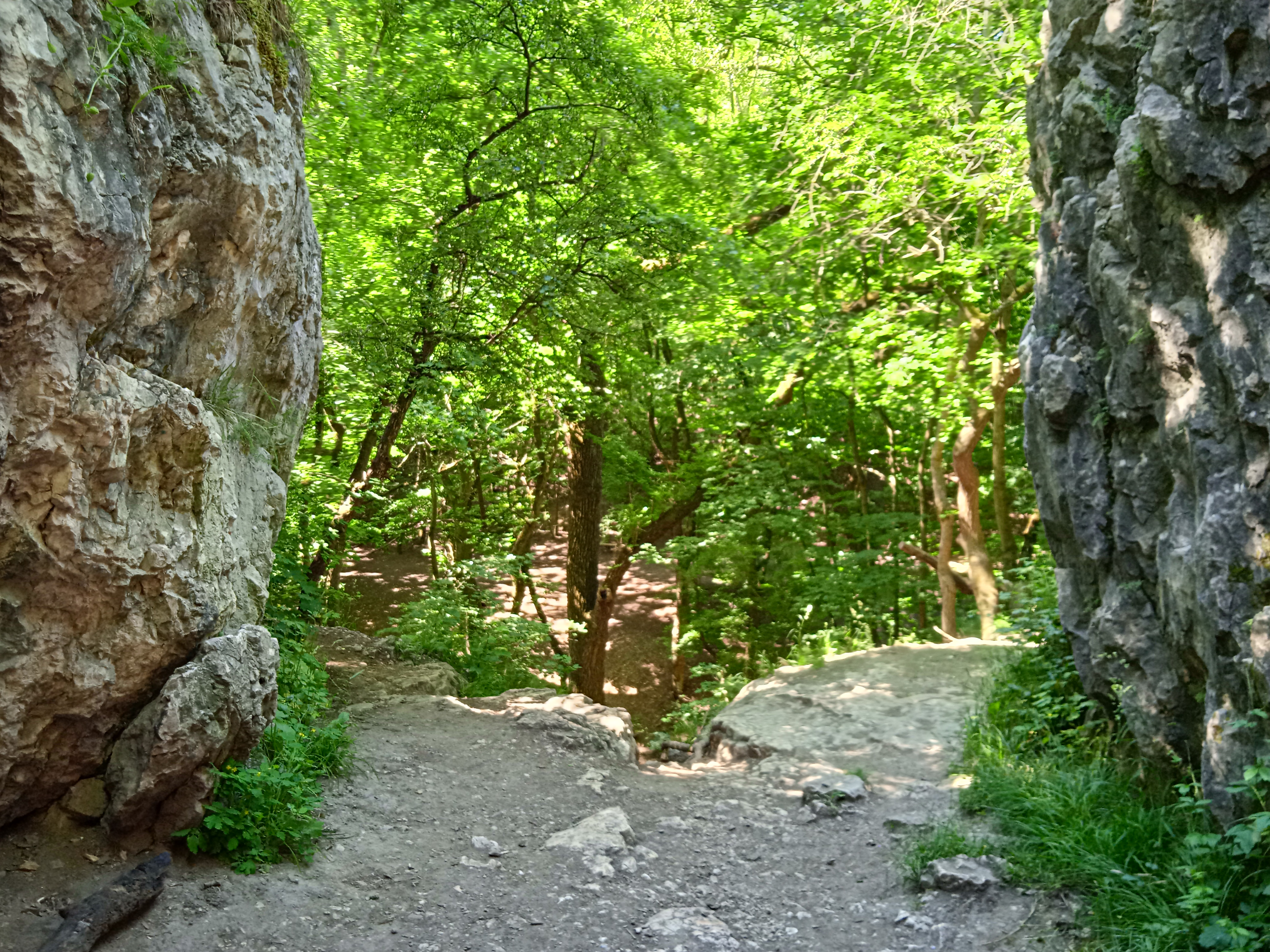
A Remete-szurdoknak a Remete-barlang bejáratából látható része

A Népszava 1955. július 10-én megjelent számában meg van említve, hogy megtalálták a Kis-kevélyi-barlangban, a Solymári-ördöglyukban, az óbudai Remete-barlangban, valamint a máriaremetei völgy alsó barlangjában és felső nagy kőfülkéjében a jégkorszak állatvilágának csontmaradványait.
A Leél-Őssy Sándor által írt és 1957-ben napvilágot látott, A Budai-hegység barlangjai című tanulmány szerint a Budai-hegységben csak kis méretű karsztos barlangok vannak. Ezek is csak egy helyen: a pesthidegkúti Remete-hegyen, a Máriaremetei-szurdokvölgy oldalában (a nagyon kis méretűektől eltekintve). A Remete-hegyen lévő karsztos barlangok közül jelentősebb a Remete-barlang és a Remete-hegyi-kőfülke. A kicsi Remete-barlang a Máriaremetei-szurdok É-i oldalában, a völgytalp felett kb. 10 m-re található. Dachsteini mészkőben jött létre. Egyetlen hatalmas, 12 m hosszú, 7 m széles és 6 m magas teremből áll, amelyhez Ny-ról egy alacsony és zegzugos oldalág kapcsolódik. A terem tektonikus hasadék mentén keletkezett. Inaktív és száraz forrásbarlang, amelynek cseppkövei jelentéktelenek. Alja 8–10 m vastagon töltődött ki barlangi agyaggal, amely megőrzött sok pleisztocén régészeti és őslénytani leletet. Az akkoriban befejezett eredményes ásatások miatt majdnem járhatatlan. A tanulmányban lévő, a Budai-hegység barlangjainak földrajzi elhelyezkedését bemutató helyszínrajzon megfigyelhető a karsztos Remete-barlang földrajzi elhelyezkedése.
Az 1957-es Budai-hegyek útikalauz című könyvben ismertetve van, hogy a megritkított erdejű szép völgyben, állandóan a patak jobb partján haladva lehet eljutni a Remete-barlang alá. A patakon keresztül ösvény vezet a völgy felett nyíló barlanghoz. A Remetebarlang a Remete-hegy oldalában, a Remete-szurdok Ny-i végéhez közel, a patak felett néhány percre nyílik. A meredek parton 12 m-t felmenve egy sziklák által körbezárt keskeny udvar van, amelyből jobbra alacsony, széles kőfülkébe, az udvarból É-ra széles, alacsony nyíláson át a barlang fő üregébe lehet jutni. Utóbbi É–D irányú és 20×6×8 m-es üreg, melynek hátsó részéből szűk, alacsony lyukon keresztül a 2 m magas, 14 m hosszú és 5 m széles belső terembe lehet menni. A barlang dachsteini mészkő padjai között a rétegződés irányában és É–D-i repedés mentén jött létre. Kadić Ottokár próbaásatást végzett a barlang elülső részében. A 2 m mély próbagödör sok egymás fölé települt alluviális tűzhelyet tárt fel, melyekből sok történelem előtti főző- és cserépedény-töredék, illetve csiszolt kőkori kőpenge került elő. 1949-ben folytatta az ásatást a Fővárosi Régészeti Intézet. 4 m mélységben az őskőkorszakból származó jáspist és két tűzszerszámot fedeztek fel. Az ásatásokkor település emlékeit tárták fel. A késői kőkori cserépedény-töredékektől a középkorig különböző kultúrák emlékeit őrizte meg a barlang. A Remete-hegy oldalában több kisebb-nagyobb barlang van.

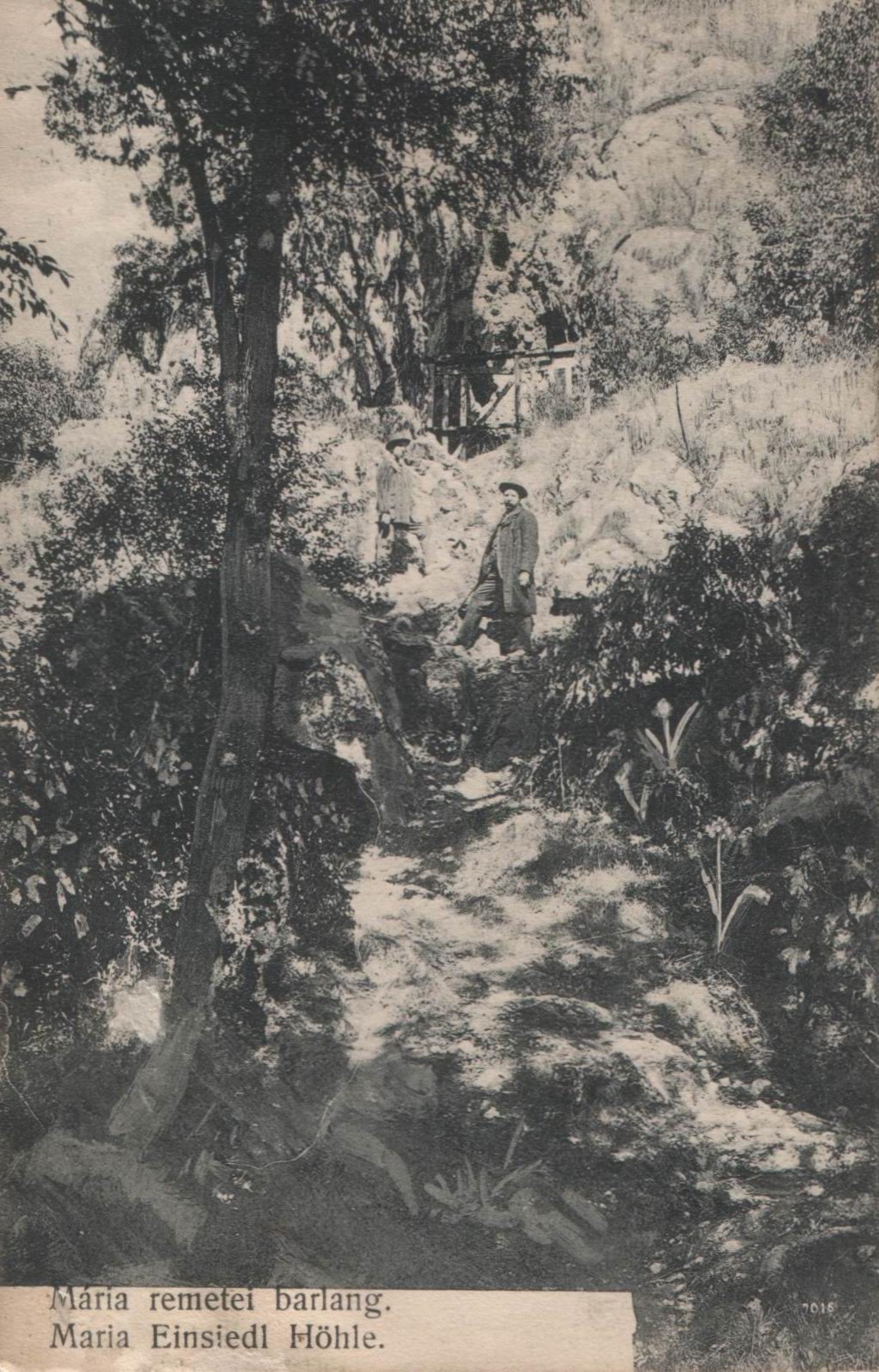
A Remete-barlang bejárata egy régi képeslapon

Az 1958. évi Természettudományi Közlönyben szó van arról, hogy Budapest területén, illetve annak közvetlen közelében, a remete-hegyi barlangban kerültek elő az őskori emberre vonatkozó legkorábbi leletek, amelyek a középső kőkorba sorolhatók. A Nagykovácsiba vezető völgy É-i oldalán elhelyezkedő barlang bejárata közvetlenül a völgyfenék felett van és DNy-ra néz. A barlang száját jelenleg kőomladék torlaszolja el. E felett fekszik a barlang új és ma is használt bejárata, amely a barlang egyik kürtőnyílása volt eredetileg. Több évezred alatt a levált szikladarabok több méter magasan, teljesen a kürtőnyílásig feltöltötték a barlang belsejét. A Budapesti Történeti Múzeum Régészeti Intézete 1949-ben a barlangban ásatásokat végzett és ekkor a kürtőnyílás mellett nagyobb felületen majdnem 10 m mélyre ástak le és a barlang eredeti fenékszintjét megközelítették.
A feltárt területen, az újabbkori törmelék alatt, egymás fölé rétegződve, a középkortól kezdve csaknem minden fontosabb történeti, valamint őstörténeti korszak képviseltette magát jellemző tárgyaival. Ebből az állapítható meg, hogy a barlangban a középső kőkortól egészen a középkorig minden történeti (őstörténeti) korszakban megfordultak, hosszabb-rövidebb ideig laktak emberek. Az említett folyamatos és legnagyobbrészt bolygatatlan kultúrrétegsor kiemeli a barlangot a magyarországi barlangi lelőhelyek sorából és különleges helyet biztosít számára kultúrtörténeti szempontból is. Főleg a Le Carene Candide nevű barlangi lelőhely állítható mellé, ahol legalul a mediterrán őskori kultúrák, majd ezek felett a római időktől kezdve egészen a középkorig terjedő időszak tárgyi emlékei láttak napvilágot a szintén egymás felett elhelyezkedő rétegekből.
Budapest őstörténete szempontjából a barlang legfontosabb lelete egy 21,5 mm hosszú obszidián penge, amely a rétegsor alján lévő vöröses-rozsdabarna rétegben lett találva. Az ugyanebből a rétegből származó állatcsontok, illetve elszenesedett famaradványok vizsgálatának eredménye az lett, hogy az említett réteg képződésének ideje és ezzel együtt az obszidián penge földbekerülése az i. e. 8–6. évezredre tehető, amikor a Remete-hegy környékét főleg lombos erdők borították. Ezekben otthonos volt az erdei szarvas és a mára már kipusztult barlangi medve. Az ősember a középső kőkorban már csak rövidebb időre húzódott vissza a barlangokba és az év nagyobb részét szabadban, szabad ég alatti telepeken, vadásztanyákon töltötte.
Elsősorban a folyóvizekhez közeli, lösszel fedett domboldalakat kedvelte, amelyek szintén megtalálhatók a budai hegyvidék lábainál. Átmenetileg azonban még a későbbi őstörténeti korokban, az újkőkor, rézkor, bronzkor és vaskor idején is visszatértek egy-egy olyan kedvező fekvésű barlangba, mint amilyen a Remete-barlang, amely egyik nagyon jelentős lelőhelye Budapest őstörténetének. Védetté nyilvánításáról és további feltárásáról gondoskodni kellene. A folyóiratban publikálva lett 3 olyan, fekete-fehér fénykép, amelyek bemutatják a barlangot. Az első fényképen a barlang bejárata figyelhető meg. A második fényképen a barlangból előkerült csonteszközök láthatók. A harmadik fényképen a barlangban talált díszített csonttárgyak vannak.
Az 1958-ban kiadott, Budapest természeti képe című könyvben az van írva, hogy a Budai-hegység barlangjai közül a Remete-barlang és a mellette található Remete-hegyi-kőfülke, illetve felette a Hét-lyuk tartoznak a karsztos barlangokhoz, a hegységben lévő többi barlang legnagyobbrészt hévizes kialakulású. A Remete-szurdok alsó barlangszintjében, 10 m relatív és 280–290 m tszf. magasságban található a szárazzá vált Remete-barlang. Kialakulása hasonló a középső szint barlangjaiéhoz, kissé ez is feltöltődött utólag. Ásatásokkal tárták fel a nagy főteremből és kis oldalágból álló barlang rétegsorát. A Remete-szurdok barlangjai nem nagyok, közülük egyik sem éri el az 50 m-es hosszúságot. A barlang egyik rétegéből leginkább kocsányos és kocsánytalan tölgy (Quercus robur, Quercus petraea), mogyoró (Corylus), kőris (Fraxinus) faszenek lettek kimutatva. A Remete-szurdokban lévő alsó barlang bükk-fázisnak megfelelő felső rétegeiből főleg juhar (Acer), mégpedig leginkább hegyi juhar (A. cf. pseudoplatanus), kevésbé mezei juhar (A. cf. campestre), tölgy (Quercus), gesztenye (Castanea), kőris (Fraxinus cf. excelsior) és gyertyán (Carpinus) faszenek lettek meghatározva.

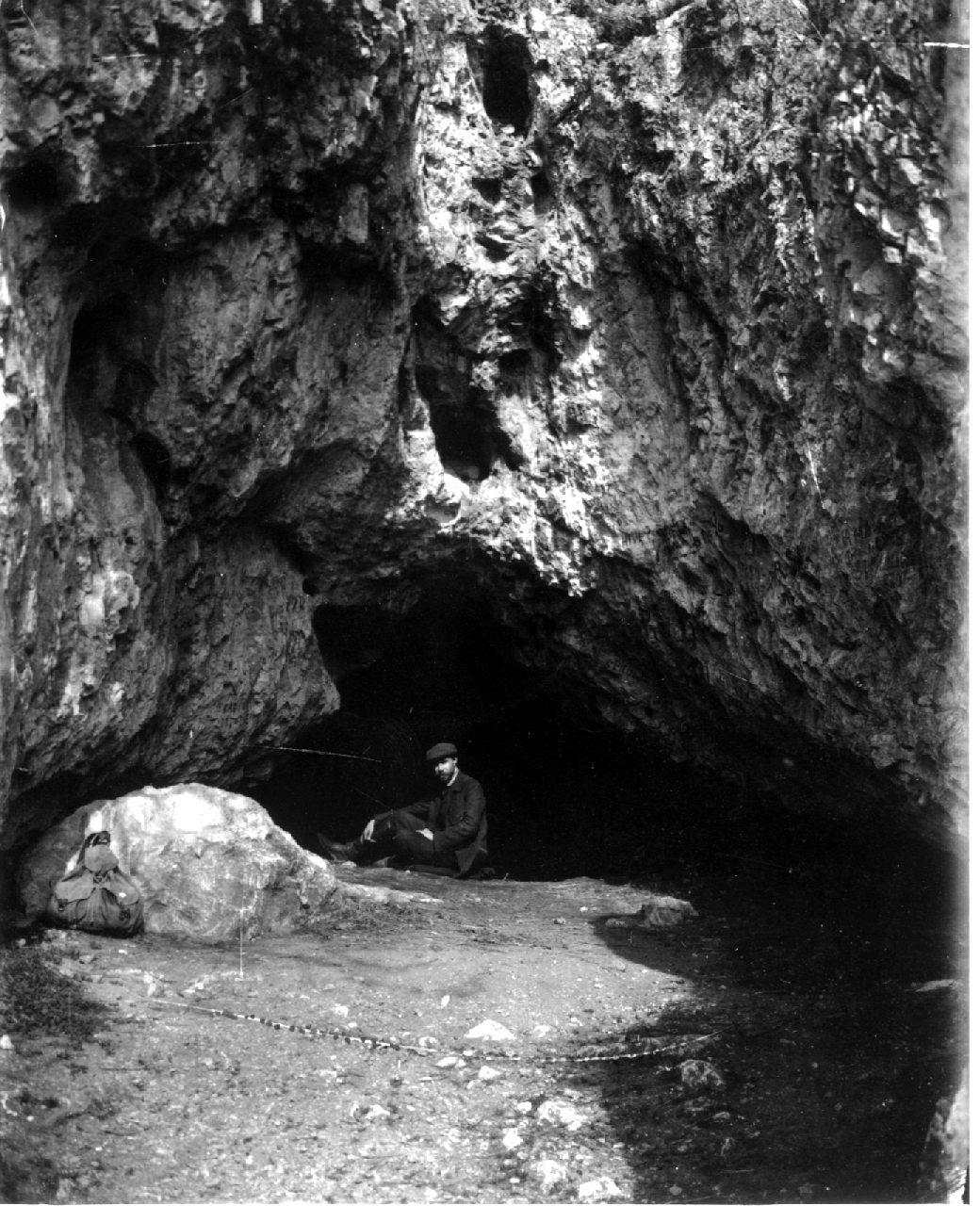
A Remete-barlang bejárata és Kadić Ottokár 1912-ben (Bekey Imre Gábor fényképe)

Az 1962-ben kiadott, A barlangok világa című könyv szerint kicsi, de tudományos szempontból jelentős barlangok vannak a Remete-hegy–Zsíros-hegy fennsíkjának DK-i peremén, ahol bevágódott a dachsteini mészkőbe a Máriaremetei-szoros. A Remete-barlang a Máriaremetei-szoros legalsó szintjében, kb. 290 m tszf. magasságban nyílik. A völgy Ny-i végénél, a patak felett van a bejárata. A 20×6 m-es külső teremből lehet a 14×5 m-es belső terembe jutni. Kadić Ottokár 1914-ben próbaásatást végzett a barlangban. A Remete-barlang, a Remete-hegyi-kőfülke és a hegyoldalban nyíló kisebb üregek valószínűleg egykori forrásbarlangok voltak és lehet, hogy hidrológiai rendszerükhöz kapcsolódott a Hét-lyukból induló vízszintes barlang is.

### 1964–1977
Az 1964-ben megjelent, Geológiai kirándulások Budapest környékén című könyvben az olvasható, hogy a Remete-hegy legalsó szintjén, a völgytalp felett 10 m-re (280–290 m tszf. magasságban) van a barlang. Leszakadások miatt megnagyobbodott nagy teremből és szűk kis oldalágakból áll, amelyekben nagyon sok az agyagos és törmelékes kitöltés. A barlangban eredményes régészeti ásatás volt. A Remete-hegy D-i meredek oldalában lévő kis barlangok közös jellemzője, hogy a kőzetrepedésekben hévizes hatásokra létrejött üregeket a leszakadások és a hidegvizes karsztosodás nagyon átformálta. A barlangok többszintű fekvése a szurdokvölgy gyors bevágódása és ugyanakkor a Remete-hegy szakaszos kiemelkedése által bekövetkezett karsztvízszint süllyedéssel magyarázható. Mindegyik barlang száraz. Az erős lepusztulás miatt, az ásványkiválásokat és a korróziós formákat felismerni bennük ma már nagyon nehéz.
Az 1964-ben napvilágot látott, Az országos kék-túra útvonala mentén című könyvben meg van említve, hogy a kőkorszaki ősember lakóhelye volt a Remete barlang.
Az 1964-ben megjelent és Gábori Miklós által írt, A késői paleolitikum Magyarországon című tanulmányban szó van arról, hogy a Remete-barlang egyetlen eszköze, amely Vértes László szerint a barlangi gravetti kultúrához tartozik, jól kiegészíti a képet a pilisszántói csoport megismeréséhez. A lelet a faszénmaradványok alapján besorolható a fenyő–nyírkor után következő óholocén mogyorókorba, amely i. e. 8000-től 5000-ig tartott. Ha tehát kultúra-meghatározó értékűnek tartható az egyetlen kis eszköz, akkor kultúrája már epipaleolitikus, de kora még későbbi: korai mezolitikus.

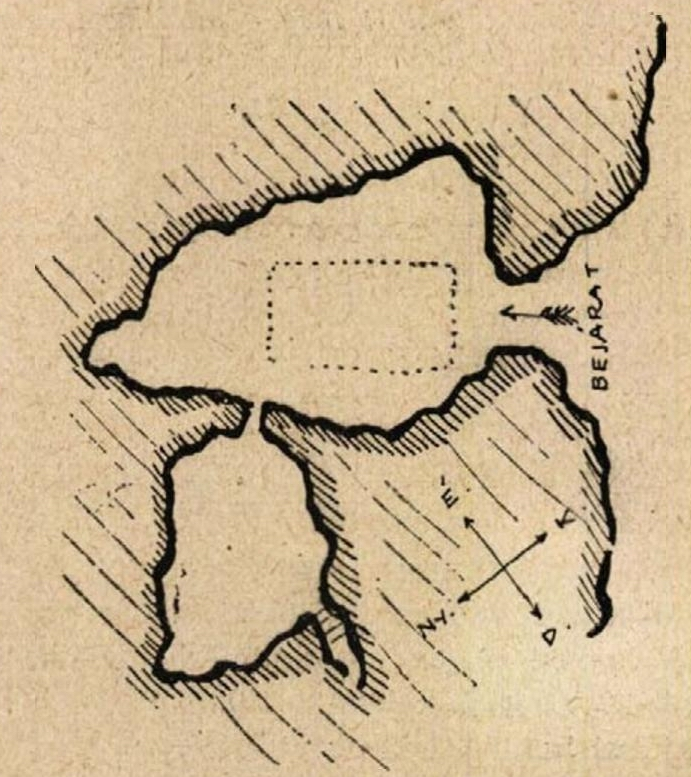
A Remete-barlang 1924-ben publikált alaprajz térképe

Vértes László 1965-ben kiadott könyve szerint úgy tűnik, hogy a pilisszántói kultúra barlangi eszkimói sem tűntek el a beerdősödés és a tarándszarvas csordák északra vonulása után. Vértes László 1949-ben a Budapesten található Remete barlangban ásatást végzett. A 10 m-nél vastagabb kitöltés holocén szakasza alatti vörösbarna rétegben (10. réteg) egyetlen obszidiáneszközt: egy retusált törpepengét talált, amely azonos jellegű a pilisszántói kultúra típusaival. A Remete-barlangban ezt az eszközt a posztglaciális boreális időszakra utaló lombosfák (Corylus, Quercus és Fraxinus stb.) szenei, a faunában már a csíkos egér és az erdei egér, de még a füttyentő nyúl, a szibériai pocok és két Lagopus faj kísérte. A flóra-képhez hasonlóan lehet értékelni ezt a tényt.
Megint mezolit-szegénységünket bizonyítja a sovány lelet, de a vörösbarna réteg a mély ásatási gödör miatt csak kis felületen lett feltárva. Ha ebből az egyetlen tárgyból le lehet vonni következtetést, akkor valószínűleg a törpe penge a pilisszántói kultúra jégkorszak végét túlélő utódának eszköze. Az a körülmény is alátámasztja a feltevést, hogy a Jankovich-barlangban sem sokkal idősebbek ennél a legfelső kultúrahordozó rétegek. Azonban itt is megszakad a fejlődési sor: a további sorsa nem ismert ennek a speciális barlangi kultúrának. Nincsenek kitöltéstani adatai a Remete barlangnak. Jánossy Dénes összegezte a kitöltés faunisztikai adatait (a = a holocén rétegsor fekvőjében lévő vörösbarna réteg; b = sárga, löszös agyag; c = rozsdavörös pleisztocén agyag. Az a rétegből került elő az egyetlen obszidián törpe penge).
Aves az a és a b rétegből, Lagopus lagopus az a rétegből, Lagopus mutus az a rétegből, Myotis nattereri az a rétegből, Talpa europaea az a rétegből, Lepus europaeus az a rétegből, Ochotona pusilla [36] az a és a b rétegből, Sicista subtilis [11] az a rétegből, Apodemus sylvaticus az a rétegből, Cricetus cricetus az a és b rétegből, Dicrostonyx torquatus a b rétegből, Arvicola az a rétegből, Clethrionomys glareolus az a rétegből, Microtus arvalis-agrestis az a és b rétegből, Microtus nivalis [18] a b rétegből, Microtus gregalis az a rétegből, Mustela erminea az a rétegből, Ursus spelaeus a c rétegből, Vulpes vulpes a b rétegből, Felis silvestris [33a] a b rétegből, Equus a b rétegből, Rhinoceros antiquitatis [38] a b rétegből, Cervus elaphus a c rétegből, Rangifer tarandus a b rétegből, Rupicapra rupicapra a c rétegből, Bison priscus a c rétegből került elő.

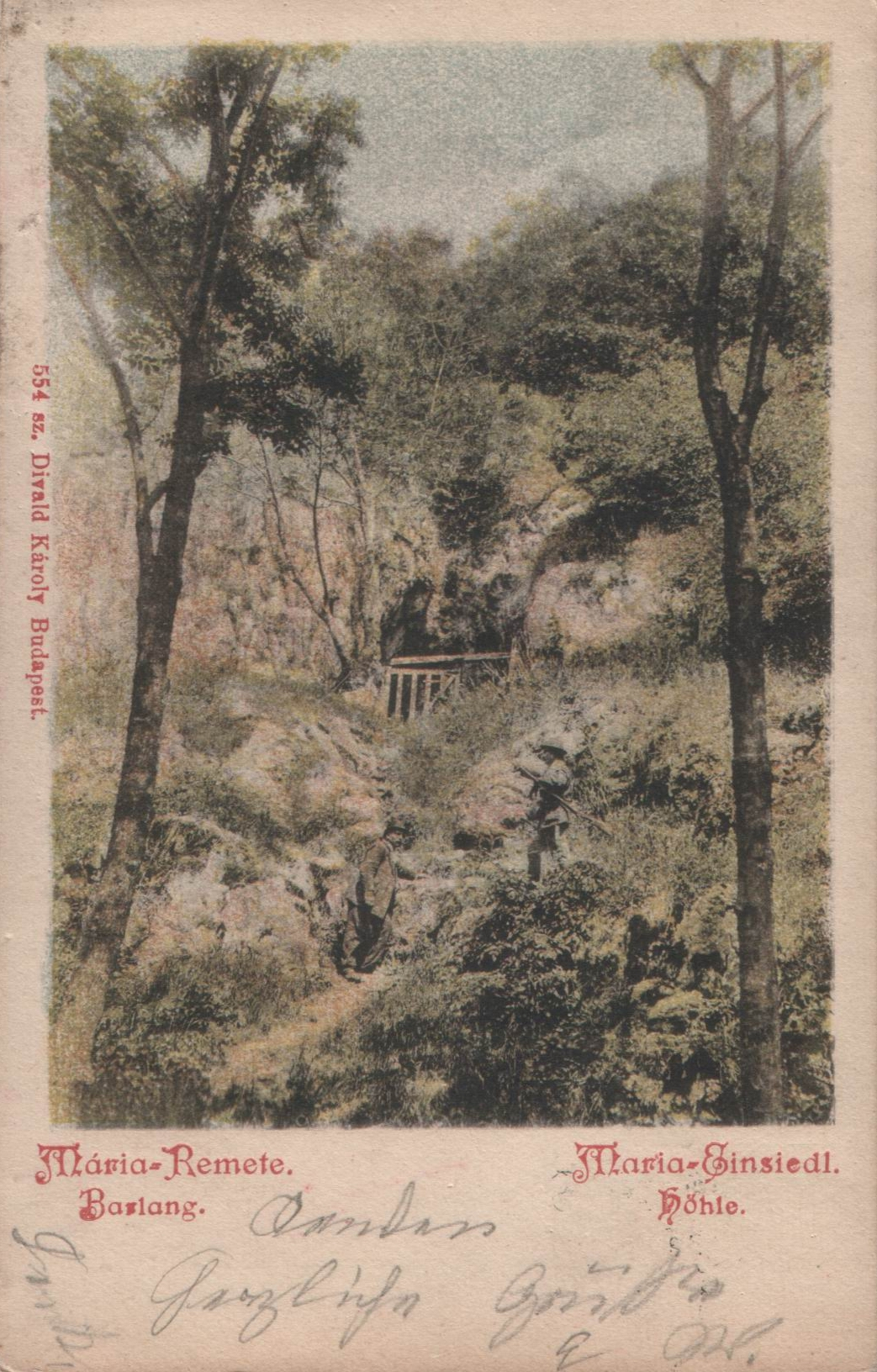
A Remete-barlang bejárata egy régi képeslapon

Jánossy Dénes későbbi publikációjában kiegészítette a faunalistát a Spalax-szal, amely a 11. (rozsdavörös) rétegben lett találva. Sárkány Sándor és Stieber József vizsgálták a kitöltést botanikai szempontból. A kultúrrétegből (a) meg lettek határozva az alábbi szenek: Quercus robur (6 db), Quercus petraea (3 db), Quercus sp. (2 db), cf. Quercus (1 db), cf. Corylus (2 db), cf. Crataegus (1 db), cf. Fraxinus (1 db), lombosfa (2 db) és fenyő? (1 db).
Az 1966-ban napvilágot látott és Pápa Miklós által írt Budai-hegység útikalauzban az van írva, hogy a Remete-szurdok régen valószínűleg hatalmas barlang volt. Az egykori ősbarlang maradványai, oldalágai jelenleg is láthatók a Remete-hegy sziklás oldalában. A Remete-hegy oldalában nyíló barlangoknak nagy a tudományos értéke. A barlangok három szintmagasságban helyezkednek el és régi forrásbarlang mindegyik. Ezek az emeletek a Remete-hegy kiemelkedésével egyszerre egyre mélyebbre ereszkedő karsztvíz régi szintjét jelzik. A barlangok dachsteini mészkőben vannak és főleg tektonikus hasadékok mentén keletkeztek. A Remete-szurdok mindegyik barlangja nagyon pusztul és eltömődik. A völgy É-i oldalában öt barlang van (a Hét-lyuk, a Remete-hegyi-kőfülke, a Remete-barlang, a Remete-hegyi 10. sz. barlang és a Remete-hegyi 14. sz. barlang).
A 63-as autóbusz megállójától a bekötőúton az ipartelepre, majd azon keresztül a szétbányászott bejáratú völgybe, a Remete-barlang feljárata alá lehet gyalogolni, amely 11 perc alatt elérhető. A meredek ösvényen 2–3 perc alatt lehet feljutni a Remete-barlang nyílásához. A barlang a Remete-szurdok legismertebb barlangja, mert a legalsó szinten helyezkedik el. A patak felett kb. 10 m-re, kb. 290 m tszf. magasságban van a bejárata. Közel van a szurdoknak a nagykovácsi útra nyíló kijáratához. A barlang két részből áll: egy 12 m hosszú, 7 m széles és 6 m magas külső teremből, amelybe keskeny előtéren át lehet jutni, valamint egy kisebb belső részből. Ez a főterem Ny-i oldalán nyíló zegzugos oldalág. A barlang kiváló régészeti és őslénytani lelőhely.
1914-ben Kadić Ottokár, majd 1949-ben Vértes László végzett benne ásatást. Ekkor 10,5 m mélységig hatoltak le a külső teremben anélkül, hogy elérték volna a sziklafeneket. 13 egymás fölé települt réteget mutattak ki, amelyek a jelenkori hulladéktól a középkoron, a római, eraviszkus maradványokon, a vaskoron, bronzkoron át egészen a kőkorszakig nyúlnak. A legszebbek közé tartoznak Magyarországon az itt felfedezett csont- és agancseszközök. A barlang alluviális rétegeiben 20 emlősfaj csontmaradványait találták meg. 14 vad és 6 házi állatfajét, amelyek között barna medve és farkas is volt. Azt mutatta a faszéndarabok vizsgálata, hogy leginkább lomberdő borította a tájat. Jelenleg nagyon nehezen járható a nagy mélységű ásatás miatt. A barlang eredeti bejárata régen valószínűleg lejjebb, a patak szintjén volt, de ez eltömődött később.
Az 1966. évi Archaeologiai Értesítőben megjelent, Kalicz Nándor által írt tanulmányban az olvasható, hogy a Remetebarlangból (Budapest), amely Budapest környékén elhelyezkedő lelőhely, szintén előkerültek a ludanicei csoport telepleletei. A barlangból előkerült leletek, melyek a Budapesti Történeti Múzeumban vannak, nagy része közöletlen,  néhány cserepet pedig Gábori Miklós közölt az 1958. évi Budapest Régiségeiben. A Remetebarlang harangos csőtalp leletei az átfúrt harangos csőtalptöredékek, a behúzott szájú tálak töredékei és a javarézkori négyszögletes lábas edényből származó töredékek.
Gábori Miklós (1958-ban publikált tanulmányában) még nem ismerte fel ezeknek a leleteknek a jellegét. Csak arra utalt, hogy rézkori csőtalptöredék és bütyökdíszes cserép is fel lett fedezve. Kalicz Nándor szerint az előkerült leletanyag rokon a tarnabodi teleppel és nagyon gyakori benne a behúzott szájú tál (közöletlen a Budapesti Történeti Múzeumban), illetve a harangos csőtalp is. Tarnabodon kívül gyakoriak a vízszintes fülű nagy edények a Remete-barlangban talált, hasonló korú leletek között (közöletlen a Budapesti Történeti Múzeumban). Találtak a barlangban tejesköcsög alakú edényeket, melyek a fülnél felcsúcsosodó szájperemmel készültek (közöletlen a Budapesti Történeti Múzeumban). A Viera Němejcová-Pavúková által 1964-ben publikált, Banovon talált kis leletegyüttes nagyon hasonló a Remete-barlang leleteihez.

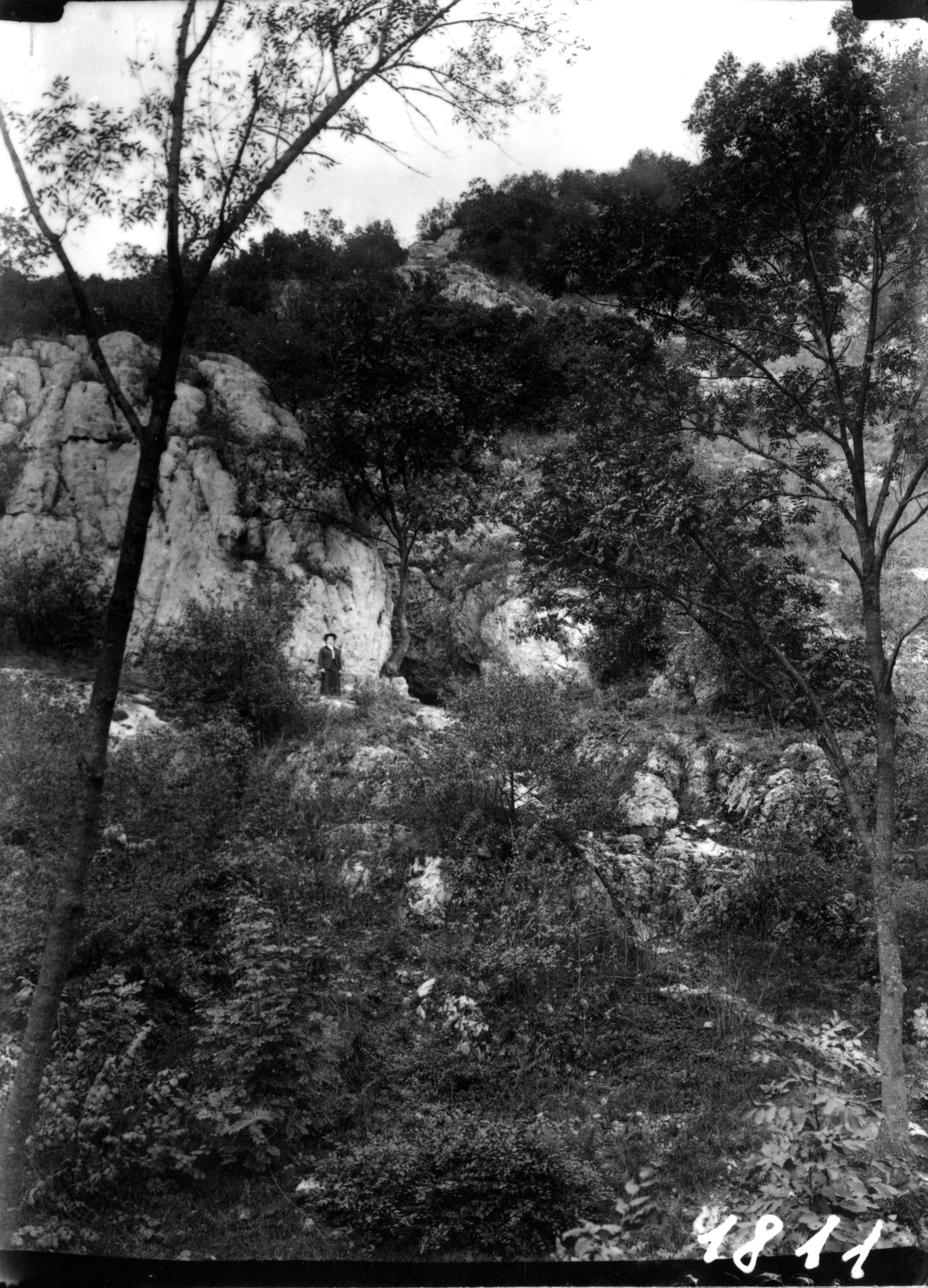
A Remete-barlang bejárata Bekey Imre Gábor fényképén

A Budapest című folyóirat 1967. májusi számában Hevesi Endre megemlítette, hogy a Remete-barlang gazdag leletei azt bizonyítják, hogy i. e. 8000-től a római hódításig folyamatos volt a budai hegyek között az emberi élet. A Budapest című folyóirat 1967. októberi számában arról van szó, hogy a Remete-hegyen, a Remete-völgy romantikus szépségű katlanában található Remete-barlangot nem nehéz megközelíteni, mert csak 10 m-re van a völgytalp felett. Eléggé zárt, de egyúttal tágas is. 12 m hosszú, 7 m széles és 6 m magas. Olyan mint egy jókora szoba. A barlangot az ősember is felfedezte már, és ameddig az antropológusok korábbi nyomokra nem bukkannak, addig az mondható, hogy a mai Budapest területén valószínűleg ebben a barlangban volt legkorábban emberi élet. Aztán elteltek az évezredek, a barlang mégsem maradt lakatlan. Középkori okmányokból egyházi történetírók kimutatták, hogy a 13. században a barlang és környéke boldog Özséb esztergomi kanonoknak és remetetársainak kedvelt tartózkodási helye volt. A szerzetes rendek magyarországi feloszlatása után egy nekibúsult szerzetes a tanyáját a Remete-barlangban ütötte fel és ott is élt, amíg el nem hunyt.
Gáboriné Csánk Vera 1969-ben, a Remete-barlang ásatásainak eredményei miatt kezdte el a Remete-völgyi Felső-barlang régészeti feltárását. Szunyogh Gábor és Balázs Dénes (az FTSK Barlangkutató Szakosztály tagjai) 1970-ben felmérték a barlangot, valamint Horváth János, a szakosztály tagja (a felmérés adatainak felhasználásával) ellenőrzőmérést végzett, majd 1970-ben megrajzolta a barlang alaprajz térképét, hosszmetszet térképét és 9 keresztmetszet térképét. Az alaprajz térképen megfigyelhető a 9 keresztmetszet elhelyezkedése a barlangban. A hosszmetszet térképen megfigyelhető 4 keresztmetszet (A–A1, B–B1, C–C1, D–D1) elhelyezkedése a barlangban. A térképlapon jelölve van az É-i irány. A Karszt és Barlang 1971. évi évfolyamában található egy Bertalan Károly által készített felsorolás, amelyben a Remete-hegyen lévő barlangokat említő (irodalmi) művek szerepelnek. A felsorolásban a Remete-barlangot említő művek is vannak.
A Karszt és Barlang 1971. évi évfolyamában kiadott beszámolóban, amely a Remete-szurdoknak és barlangjainak 1970. évi térképezését ismerteti, az olvasható, hogy az Ördög-árok patakja, mielőtt Budapestre belépne, meredek sziklafalak között, a festői szépségű Szurdok-völgyön tör át. Ezek a sziklafalak sok üreget, barlangot rejtenek magukban. Közülük a Remete-barlang, a Hét-lyuk és két kisebb üreg az 1970. évi felmérés előtt fel lett mérve és vázlatos rajzaik publikálva lettek. A Ferencvárosi Természetbarát Sportkör barlangkutató szakosztálya 1970. július 12. és 19. között térképezőtábort tartott azért, hogy a völgy összes üregét felmérje, illetve pontosan meg legyen határozva a barlangok egymáshoz viszonyított földrajzi elhelyezkedése. A tábor utáni ellenőrzőmérésekkor és felszíni mérésekkor a nagyobb barlangokon kívül még négy kis barlangot mértek fel a teljesség kedvéért a szakosztály tagjai. A Szurdok-völgyben 12 ismert és felmért, barlangnak tekinthető természetes üreg van. A völgy bal oldalában nyílik mindegyik.
Ny-ról K-i irányba számozva a Remete-szurdokban lévő barlangokat, sziklabordák szerint a 2. számú sziklabordában, a patak felett kb. 10 m-re található a környék egyik legnagyobb barlangja, a Remete-barlang (5. számú barlang). A Remete-barlangtól kissé K-re és kb. 20 m-rel magasabban nyílik a Remete-völgyi Felső-barlang. A patakmeder felett nem messze, az 1970-ben leállított kőbányával szemben van a Remete-barlang bejárata. 44 m hosszú, 230 m² alapterületű és 796 m³ térfogatú. Hatalmas csarnokba lehet jutni tág bejáratán belépve. Ez a nagy terem 25 m hosszú és 6–7 m széles. Agyagból álló alja a terem közepéig lejt, majd onnantól emelkedik. Legmélyebb pontja a bejárat szintje alatt 4 m-re van. Legnagyobb magassága 11 m a barlang aljától mérve. Magas hasadék húzódik mennyezetén.

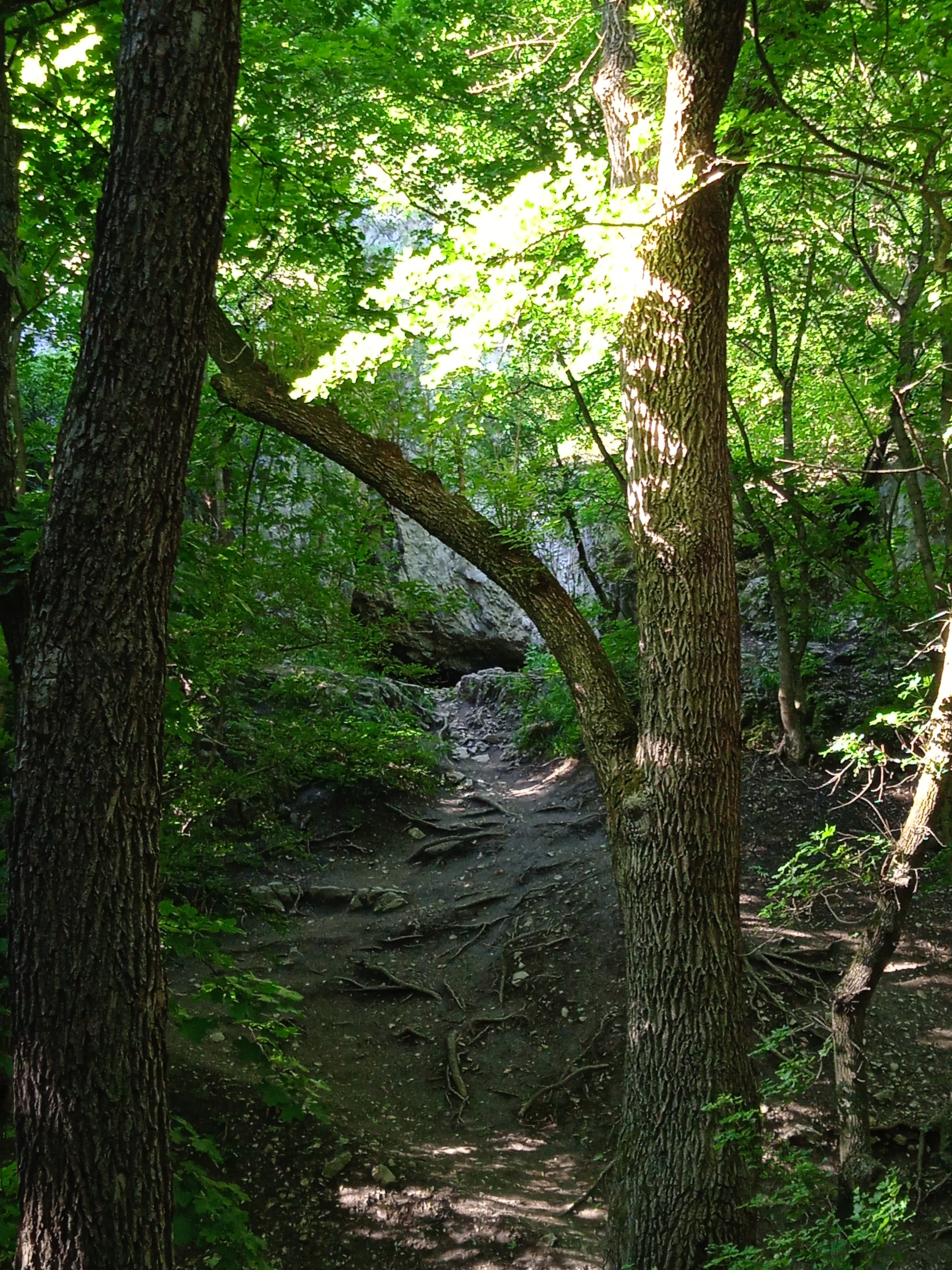
A Remete-barlang bejárata az előtte haladó jelzett turistaútról fényképezve

A bejárat után K-re, jobbra nyílik egy nagy oldalfülke. Közepét a felszínnel összeköttetésben lévő hasadék szeli át. A kijárathoz szűk kúszójáraton keresztül vezet az út. A Nagy-terembe torkollik a hasadék másik vége. A mennyezeten található hasadékba a Nagy-terem belső végénél lehet felkapaszkodni. Itt a repedés nagyon megközelíti a felszínt, mert télen a barlangban készített füst a felszínen lévő kis berogyásban előbukkant. A bejárattól mért 20. m-nél Ny-ra oldaljárat, mellékterem kezdődik, amely 12 m hosszú és 2 m magas. Gyökerek lógnak be a végénél az üregbe. Mennyezete nagyon korrodált. A nagy üregben érdekes feliratok láthatók. Egy ismeretlen remete Isten és Jézus szavakkal fejezett be néhány, jelenleg már olvashatatlan koromfeliratot. Ezek a bejárattól 5 m-re, a bal oldali falon vannak. A Remete-barlang a Szurdok-völgy legtöbbet kutatott és az irodalomban legjobban ismertetett barlangja. 1970-ben megint fel lett mérve.
A barlang térképének számjelzései: (1.) A nagy bejárattól K-re 5 m-re, 5 m-rel magasabban lévő szinten kezdődő, nagyon nehezen átkúszható sziklahasadék, amely a barlang K-i, alacsony oldalfülkéjének tetőhasadékába érkezik (mellékbejárat). (2.) A barlangot preformáló főhasadék. Nem lehet átjárni és átlátni rajta, de bizonyítottan összeköttetésben áll a felső terasz 7-es számmal jelzett, eltömődött kis aknájával. (3.) A melléküregek átjárói, amelyek jelenleg alacsonyak a kitöltés miatt. (4.) A barlang bejárati szintjének rétege és a Ny-i oldalfülke átjárója felett 3 m magasan elhelyezkedő, nagyon tagolt, oldott üreg. (5.) A DNy-i oldalfala a barlangot magába foglaló, 2–3 m-es rétegekből fennmaradt szirtnek. (6.) A barlang bejárati szintjét alkotó sziklaréteg DNy–Ny-i lepusztult szegélye. Lejtőtörmelék, agyag fedi a bejárattól 20–22 m-re. (7.) A barlangbejárat felett 14 m magasan fekvő, kb. 50 m²-es kopár sziklaterasz kis aknája, amely eléri a barlang főhasadékát. El van tömődve humusszal és törmelékkel. (8.) A 6. számnál leírt rétegnek a barlangban is megfigyelhető, a szirt melletti teraszt alkotó felszíne. A barlangban a K-i nagy és néhány kis oldalüreg aljzatát alkotja.
A Remete-barlangtól kissé ÉK-re és kb. 20 m-rel magasabban van a Remete-völgyi Felső-barlang. Érdekes következtetést lehet levonni a felszíni mérések közül a Remete-barlangot magába foglaló szirt felméréséből. A térképen 8-as számmal jelzett réteg alatt a barlang Ny-i oldalfülkéje 3–6 m-rel távolabbra nyúlik a nagy sziklafaltól, azaz a barlang szirtjéből kinyúlik. Vékony gyökerek és bemosott talaj vehető észre a fülke végén. A felszínen ez a rész mutatja a szirt legfiatalabb, még nagy tömbökben megmaradt lepusztulását. Az omladék látható üregeitől 3,5 m-re van a barlangfülke végének boltozata. A bejárat talpszintjétől itt 2,5 m-rel magasabban van a fülke boltozata.

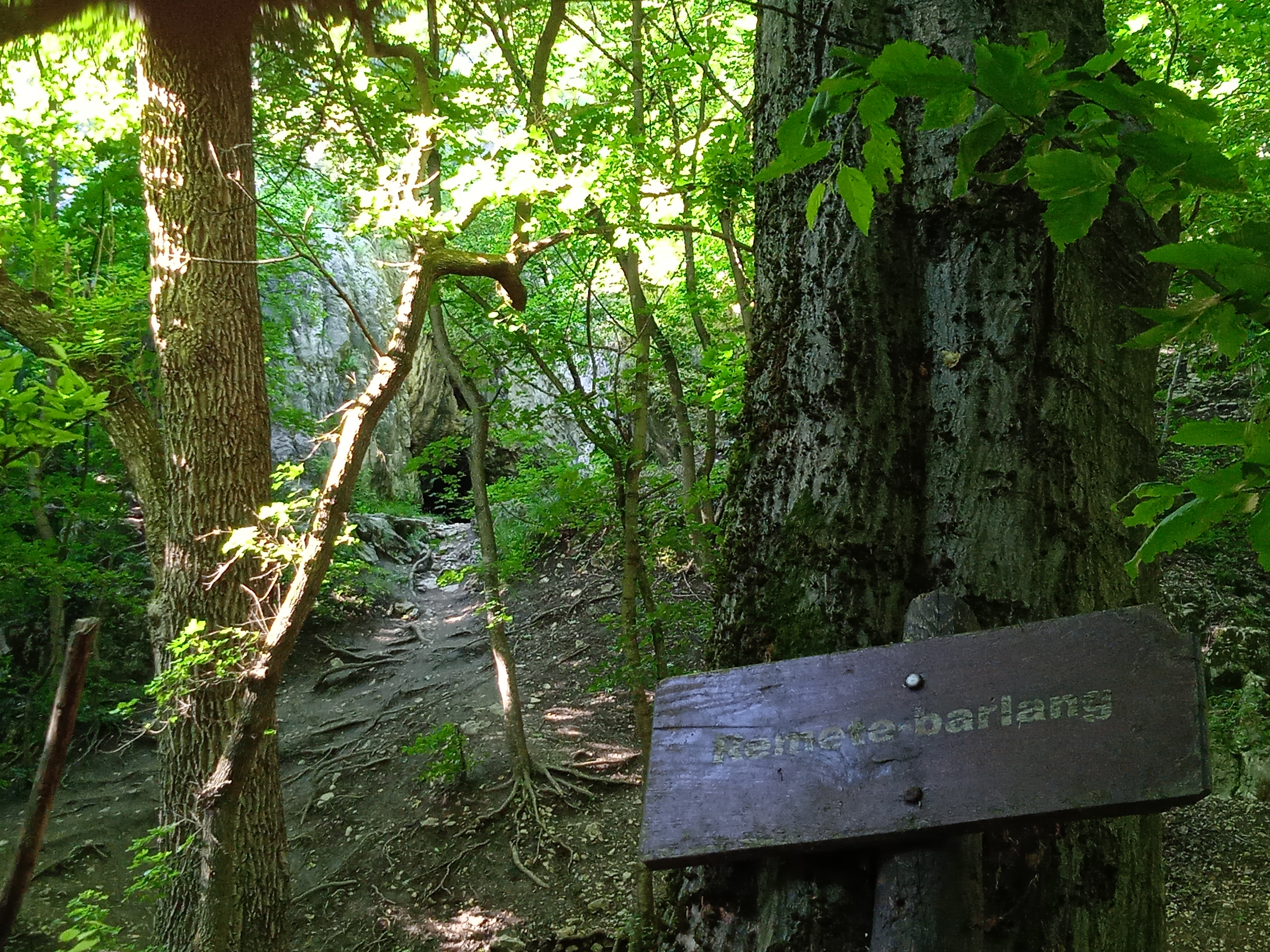
A Remete-barlang bejárata az előtte haladó jelzett turistaútról fényképezve

Valószínűleg a barlangnak egykor itt is volt járható nyíláson vagy szűk hasadékokon keresztül a felszínnel kapcsolata, melyet a lepusztuló szirt omladéka, a lejtőtörmelék betemetett azóta. Feltűnő, hogy majdnem fekete az oldalfülke nagyon korrodált mennyezete. Láthatóbban hagyták itt nyomukat az ősi és azóta történt tüzek füstjei a főüreg nagyobb felületű mennyezetével összehasonlítva. Csak a kőzet szabdaltsága miatt kiemelkedő kis csúcsokat mosta fehérre eddig a szivárgó víz. Valószínűleg az azóta eltömődött hasadékon keresztül a füst itt huzatként koncentráltabban áramlott, de feltételezhető helyi tüzelés és az üregrész használata is. A felszín és a fülke elhelyezkedésének, egymáshoz legközelebbi pontjuknak kimutatása célja volt a részletes felszíni mérésnek. Ez a gondolat azonban csak a térkép szerkesztésekor, a külső és belső mért formák összehasonlításakor merülhetett fel. Kőtörmelék és agyag az oldalfülke felszínén lévő kitöltés. É-i oldalán azonban megfigyelhető szinlőszerű sziklaaljzat is, melynek lejtése miatt nem feltételezhető nagy mélység. Meg kellene állapítani a fülke kitöltésének vastagságát és anyagát.
A barlang itt megnyitható lenne kis költséggel a fülke alján lévő kitöltés vastagságától függetlenül és nem számít az sem, hogy a kitöltésben van-e a tudomány számára értékes anyag. Nem kellene üzemköltség és kezelés az átjárható és természetes fénnyel megvilágított, tág barlangnak. Már most is híre van a nagyközönség körében a barlangnak értékes ősleletei miatt. A Szurdok-völgyet egyre több természetszerető kiránduló látogatja és a barlang megtekintése érdekes, tanulságos élményt nyújthat a kirándulóknak megfelelő tájékoztatással. A tanulmányban látható a máriaremetei Remete-szurdok térképvázlata, amelyet az FTSK Barlangkutató Csoport 1970-ben rajzolt. Jelölve van a Remete-barlang földrajzi elhelyezkedése ezen a helyszínrajzon. A dolgozatban publikálva lett egy Bertalan Károly által 1938. február 20-án készített fekete-fehér fénykép, amelyen a Remete-barlang bejárati része figyelhető meg. A fénykép a barlangból lett készítve. Az ismertetésbe bekerültek a barlang 1970-ben készült térképei.

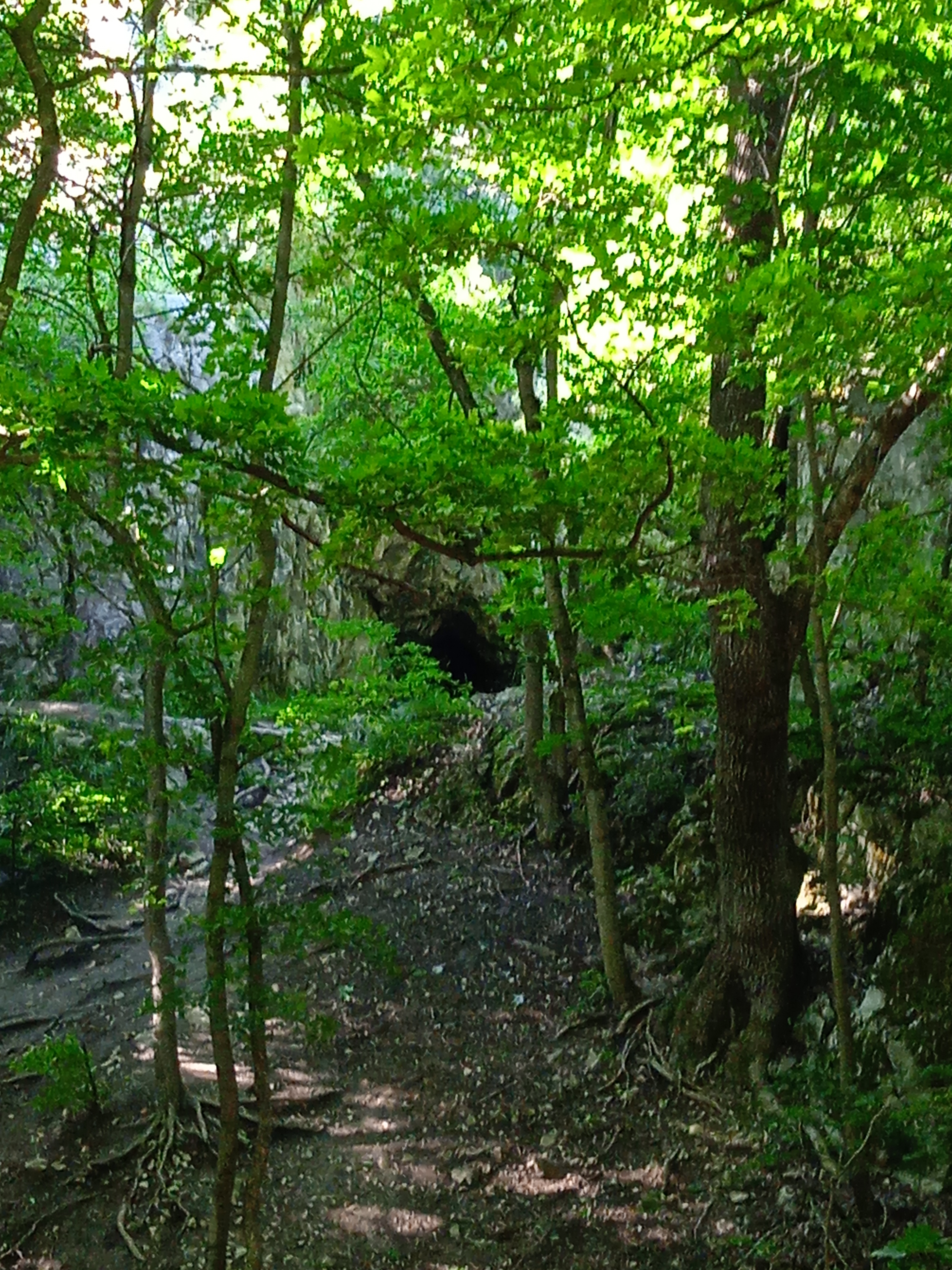
A Remete-barlang bejárata az előtte haladó jelzett turistaútról fényképezve

Az 1971. július 18-ai Magyar Nemzetben szóba került, hogy a Remete-szurdok barlangjaiban páratlan régészeti, történeti értékek vannak. A völgy jobb oldalán, a Remete-barlang bejáratával szemben salak- és törmelékhegyek sárgállanak. A gyalogösvény peremén felfordult rozsdás csillék hevernek. 1974-ben a Foton Barlangkutató Csoport elkészítette a barlang fénykép-dokumentációját. Az 1975. évi Archaeologiai Értesítőben meg van említve, hogy változatlanul a Remete-barlang, Hont és Sződliget a legbiztosabban a középső kőkorra datálható magyarországi lelőhely. A magyarországi középső kőkori lelőhelyek földrajzi elhelyezkedését szemléltető ábrán látható a Remete-barlang földrajzi elhelyezkedése.
A Bertalan Károly által írt, 1976-ban befejezett kézirat 28-as számú céduláján van ismertetve a Remetehegyi 5. sz. barlang, más néven Remete-barlang, Nagy-Remete-barlang. A barlang a Budai-hegyekben, Nagykovácsin, a Remete-hegyen lévő 2. sziklaborda aljában, 290 m tszf. magasságban, a leállított kőbányával szemben nyílik. A patakmeder felett 10 m-re van a tág bejárata. A barlang 44 m hosszú, 11 m magas, 230 m² alapterületű és 796 m³ térfogatú. Két nagyon korrodált terme, valamint két kijárata van és ásatása nincs befejezve. Az ismertetés két publikáció alapján lett írva. A Bertalan Károly és Schőnviszky László által összeállított, 1976-ban megjelent Magyar barlangtani bibliográfia barlangnévmutatójában meg van említve a Budai-hegységben lévő máriatemetei barlang Remete-barlang néven. A barlangnévmutatóban fel van sorolva 20 irodalmi mű, amelyek foglalkoznak a barlanggal. A bibliográfiában szereplő és a barlanggal kapcsolatba hozott, Péchy-Horváth Rezső által írt cikkben nincs említve a barlang.

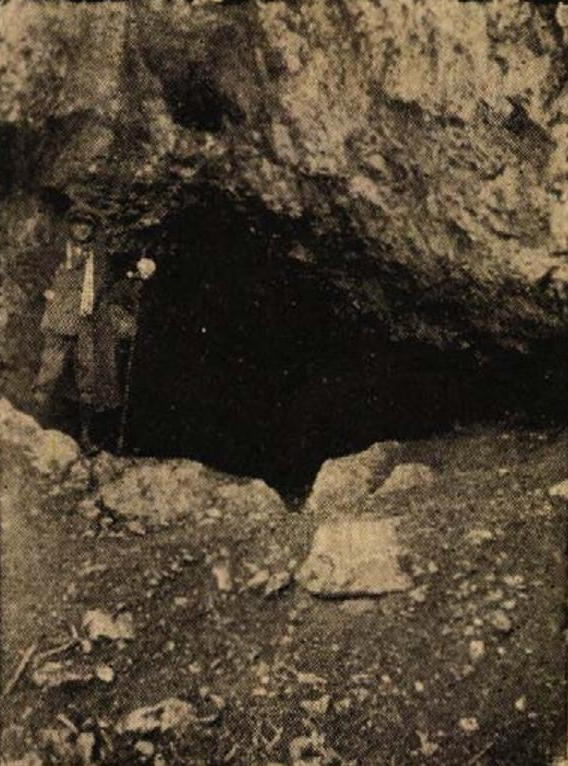
A Remete-barlang bejárata 1924-ben

1976-ban vált országos jelentőségű barlanggá a 4700-as (Budapest és Budai-hegység) barlangkataszteri területen lévő, nagykovácsi Remete-barlang. Az 1976-ban összeállított, országos jelentőségű barlangok listájában lévő barlangnevek pontosítása után, 1977. május 30-án összeállított, országos jelentőségű barlangok listáján rajta van a Budai-hegységben, Nagykovácsin található barlang (Remete-barlang). Az 1977. évi Karszt és Barlangban lévő, Jánossy Dénes által írt áttekintésben szó van arról, hogy a pilisi Remete-barlang azok között a felső pleisztocén–holocén üledékeket tartalmazó, dunántúli barlangok között van, amelyek nem adtak jelentős újdonságot. A publikációban van egy Magyarország térkép, amelyen azoknak a Magyarországon lévő barlangoknak a földrajzi elhelyezkedése figyelhető meg, amelyek őslénytani leleteik miatt ismertek. A térképen látható a Dunántúl lelőhelyei közé sorolt Remete-barlang földrajzi elhelyezkedése. A folyóirat 1977. évi különszámába bekerült az áttekintés angol nyelvű változata. Ebben a tanulmányban is közölve lett a térkép, amelyen Remete Cave a barlang neve.
Az 1977. évi Karszt és Barlangban megjelent, Bajomi Dániel által írt tanulmány szerint Lithobius stygius infernus nevű százlábú előfordul a budai Remete-barlangban. A tanulmányban van egy Magyarország térkép, amelyen a Magyarországon lévő, biológiailag kutatott barlangok földrajzi elhelyezkedése figyelhető meg. A térképen látható a biológiailag feldolgozás alatt álló Remete-barlang földrajzi elhelyezkedése. A folyóirat 1977. évi különszámába bekerült a tanulmány angol nyelvű változata. Ebben a tanulmányban is közölve lett a térkép, amelyen Remete a barlang neve.
Az 1977. évi MKBT Beszámolóban kiadott és Kordos László által írt jelentés szerint a Pilis hegységben elhelyezkedő Remete-barlangban Schindler László 1974-ben csontokat gyűjtött és azokat 1977-ben a MÁFI gyűjteményébe vitte. A leletek a bejárattal szemben, jobbra lévő üregben (Kuszoda) voltak. A csontok hosszúszárnyú denevér, közönséges denevér, denevér, mezei nyúl és kutyaféle csontok. Ugyanonnan 1976 márciusában is gyűjtött és 1977-ben jelentette a leleteket. Ezek a csontok vakond, menyétféle és kutya csontok.
Az 1977. évi Karszt és Barlangban lévő, Gábori Miklós által írt összefoglalásban az van írva, hogy a Dunántúlon végzett régészeti feltárások között új a Bivak-barlangban, a Budapest melletti Remete-barlangban és a Remete-völgyi Felső-barlangban történt ásatás. A Remete-barlangban a barlangi gravettien kultúra anyaga lett feltárva, ahol 11 m mélységben csak a posztglaciális réteget sikerült elérni jelenleg. Inkább azért jelentős a barlang, mert itt megtalálható Budapest környékének régészeti és történeti majdnem páratlan keresztmetszete. 12 kultúra leletei láttak napvilágot belőle a holocéntól kezdve. Alulról felfelé egymást követik az újkőkorszak, a rézkor, a bronzkor több periódusának, valamint kultúrájának, a kelta-eraviszkusz népességnek a leletei, majd pedig római kori és középkori alkalmi lakás nyomok kerültek elő a 13–14. századig.
A tanulmányban van egy Magyarország térkép, amelyen a Magyarországon lévő, régészetileg kutatott barlangok földrajzi elhelyezkedése figyelhető meg. A térképen látható a Dunántúl lelőhelyei közé sorolt Remete-barlang földrajzi elhelyezkedése. A dolgozatban van egy olyan, fekete-fehér fénykép, amelyen megfigyelhető a Remete-szurdok két kutatott barlangjának, a Remete-barlangnak és a Remete-völgyi Felső-barlangnak az elhelyezkedése a szurdokban. A folyóirat 1977. évi különszámába bekerült az összefoglalás angol nyelvű változata. Ebben a tanulmányban is közölve lett a térkép, amelyen Remete Cave a barlang neve.

### 1979–1993

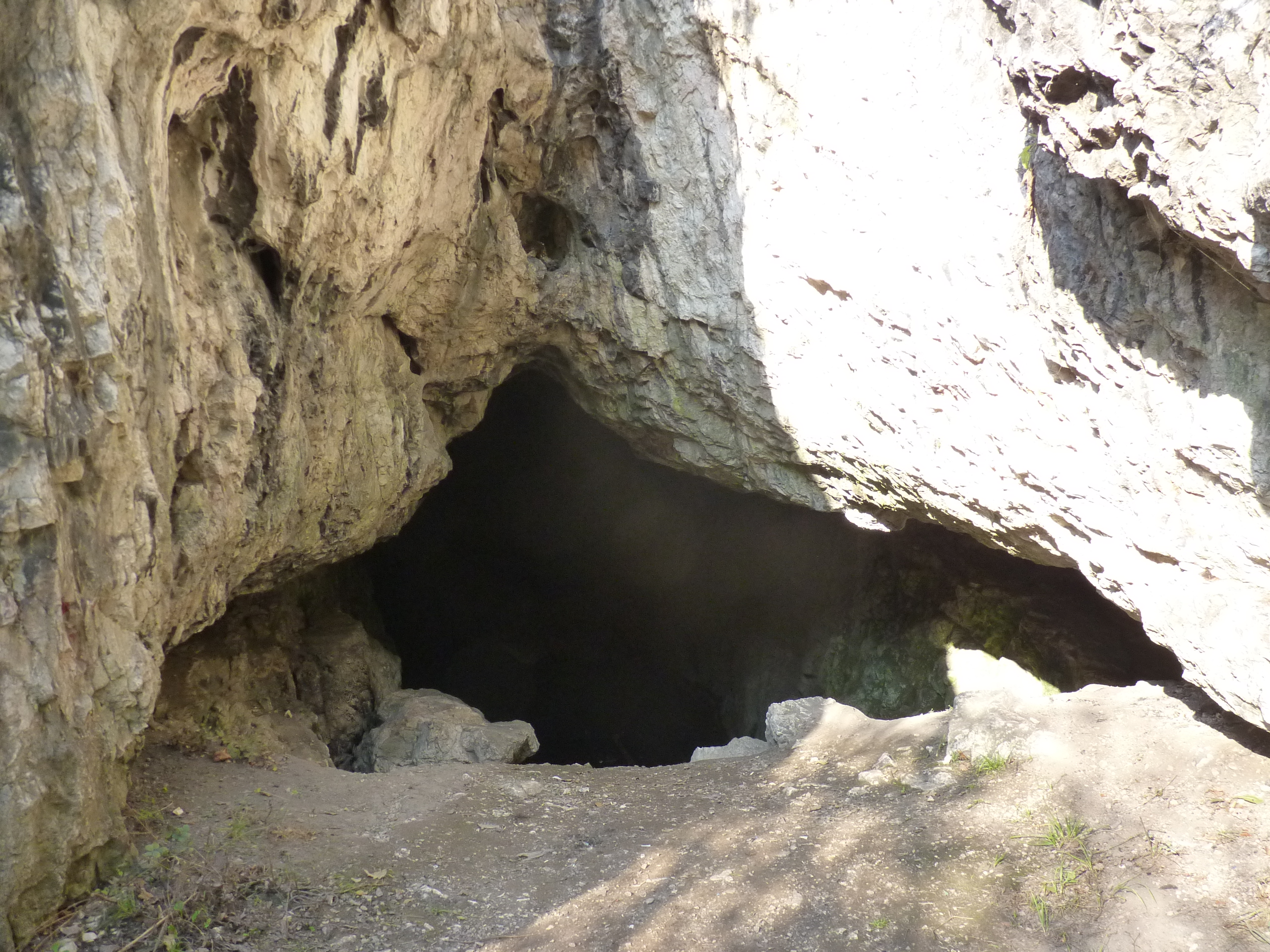
A Remete-barlang bejárata 2011-ben

Az 1979. évi Turista Magazinban szó van arról, hogy a Remete-hegy D-i végénél, a Szurdoknál több barlang képződött a Remete-hegyben. A Remete-barlang Budapest határának közelében van és kb. 10 m-re nyílik az Ördög-árokban folyó patak felett. Egy nagyobb és egy kisebb teremből áll. Régészeti kutatásokat többen végeztek benne. Az 1980. évi Karszt és Barlang 1. félévi számában publikálva lett, hogy a kiemelt jelentőségű Remete-barlang a 4700-as barlangkataszteri területen (Budai-hegység és Érd környéke) helyezkedik el. A barlangnak 4772/1. a barlangkataszteri száma. Az MKBT Dokumentációs Bizottsága a helyszínen el fogja helyezni, a többi kiemelt jelentőségű barlanghoz hasonlóan, a barlang fémlapba ütött barlangkataszteri számát. A barlangkataszteri szám beütéséhez alapul szolgáló fémlap ugyanolyan lesz mint a többi kiemelt jelentőségű barlang fémlapja.
Az 1980-ban kiadott, Az ősember Magyarországon című könyv szerint a Remete-völgy alsó szintjén (10 m-re a völgy talpa felett) egyetlen nagyobb barlang van, a Remete-barlang, amelynek eredeti bejárata (ki gondolna erre) eltömődött, és ma már mélyen a patak szintje alatt van. Ahol ma be lehet sétálni, az nem bejárat, hanem beszakadt kürtő. Ebben az elég nagy üregben már régebben ásatást végeztek, és ennek az eredménye a magasabban nyíló, kis lyukak vizsgálatára biztatta Gáboriné Csánk Veronikát. Ugyanis páratlanul vastag rétegkitöltés volt a Remete-barlangban. A jelenkortól, a Máriaremetei Emlék feliratú bögre töredékétől kezdve minden korszak emléke fellelhető benne.

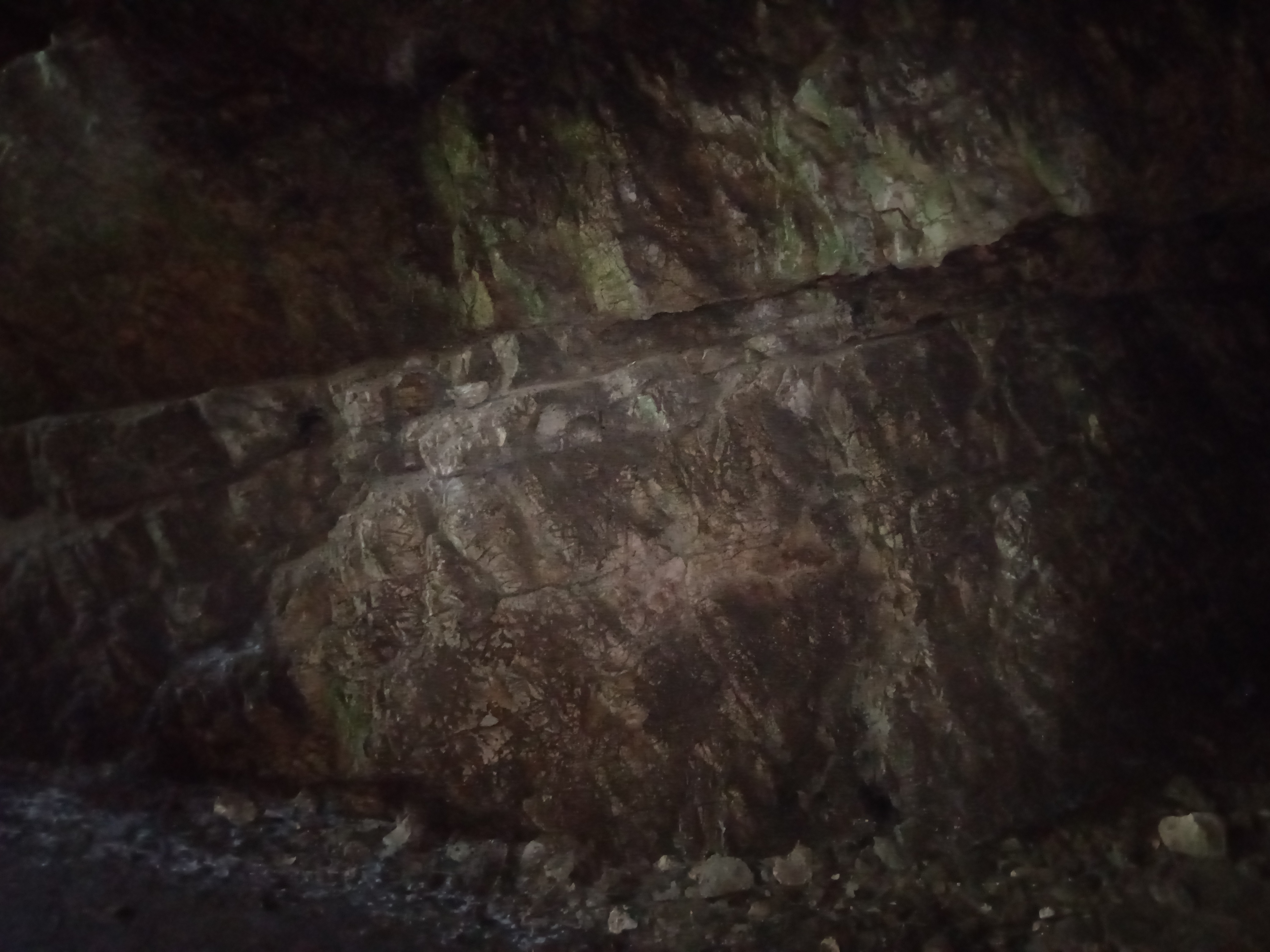
A Remete-barlang bejárata után, bal oldalon látható kőzetrétegződés

A humusz alatt középkori cserepek, alatta római kori tárgyak, még mélyebben a kelták hagyatéka, 5–6 m körül a bronzkor háromféle periódusa, majd lejjebb a rézkor kerámiája, a fiatalabb kőkor. Ezen a helyen 13 korszak embere fordult meg. Csak az volt a feltűnő, hogy még 11 m mélységben sem találták meg a jégkori rétegeket. Érthető, ha az eredeti, az ősember által használt bejárata még mélyebben volt. A patak alá pedig, kívülről, mégsem lehet bújni. A kiadványban látható egy színes fénykép (32. kép), amelynek bal oldalán alul a barlang távolról, felülről fényképezett bejárata figyelhető meg. A 64. oldalon és a 257. oldalon lévő képaláírások szerint ez a fénykép a 33. kép. A 257. oldalon található képaláírás szerint a Remete-barlangban az átmeneti kőkortól a középkorig majdnem minden nép megfordult.
Az 1982-ben megjelent, Budai-hegység útikalauz című kiadványban az van írva, hogy kőkori leleteket tártak fel a régészek a Budai-hegységben lévő barlangok közül pl. a Remete-barlangban. A Budai-hegység barlangjainak földrajzi elhelyezkedését szemléltető helyszínrajzon látható a Remete-szurdok barlangjainak földrajzi elhelyezkedése. A Nagykovácsi határában lévő Remete-barlang neve középkori barlanglakó remeték emlékét őrzi. A hegyoldalba meredek falakkal bevágódó Remete-szurdok oldalában, a patak szintjétől kb. 10 m-rel magasabban nyílik a Remete-barlang tág terme. A Remete-barlang felett lévő sziklafalban húsznál több kisebb-nagyobb üreg van. A pesthidegkúti Remete-hegy a hegy tág barlangjában, a Remete-barlangban élt remete miatt kapta a nevét. A Remete-hegy Remete-szurdok felőli oldala meredek, sziklás és sok barlang található benne. Ezek egyike a hegynek is nevet adó Remete-barlang.

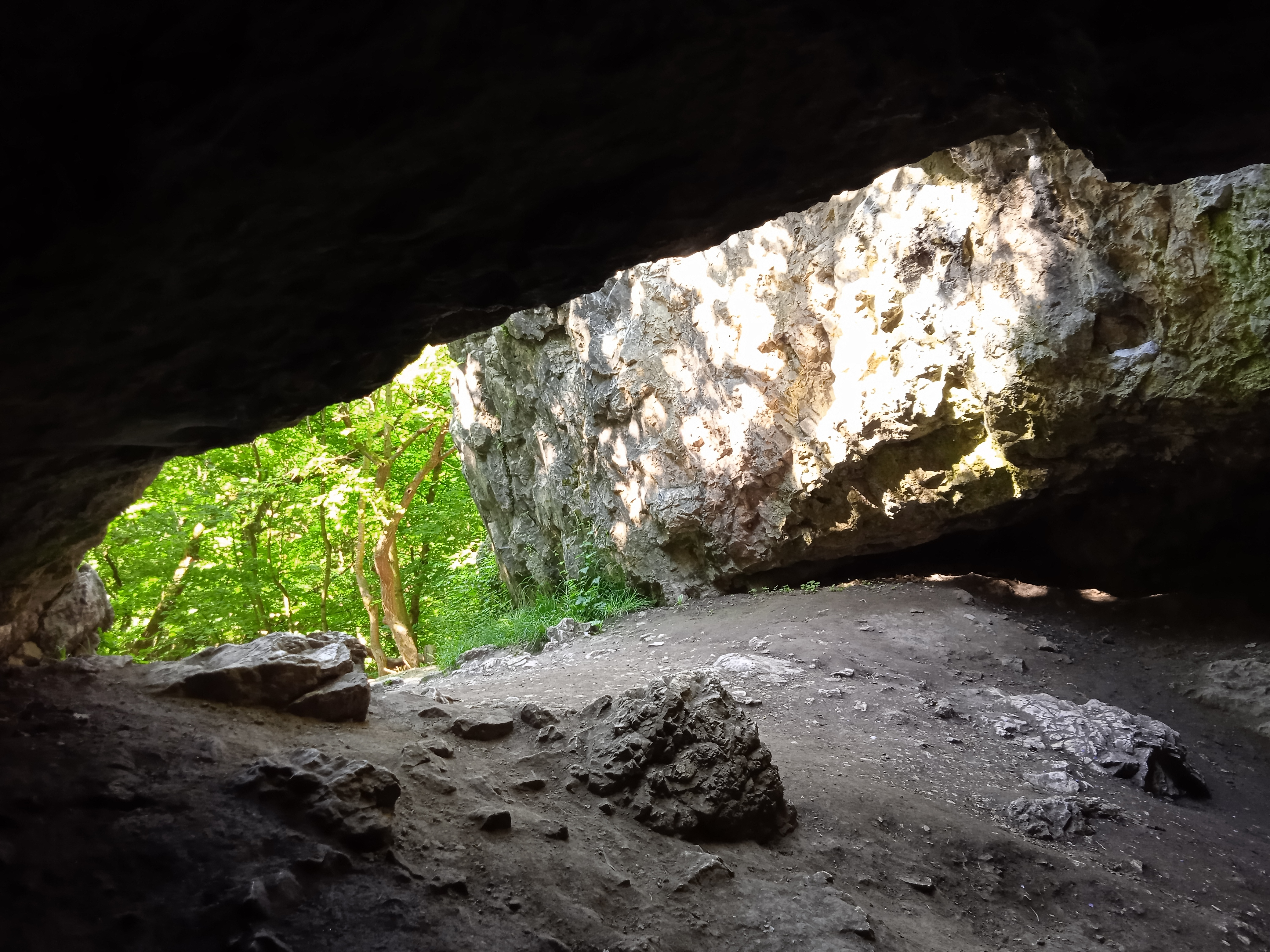
A Remete-barlang bejárati része

A Remete-hegy oldalában nyíló barlangok nagy tudományos értéket képviselnek. A Remete-szurdokban, de főleg annak É-i oldalában, a Remete-hegy dachsteini mészkövének tektonikus hasadékai mentén sok barlangot hozott létre a hegy fokozatos kiemelkedésével együtt egyre mélyebbre leszálló karsztvíz. Ezek a jelenleg már kivétel nélkül pusztuló, szenilis és eltömődő barlangok a hegyoldalban különböző szintmagasságokban találhatók. A völgytalphoz közel lévők a fiatalabbak, a magasabban húzódók az idősebbek. Ezek a barlangok ugyanis a hegy kiemelkedésével egyre alacsonyabbra szálló karsztvíz akkori szintjét jelzik, amikor keletkeztek az egyes barlangok. 20-nál több barlang van a Remete-szurdokban. Ezek közül csak a nevezetesebbek (Hét-lyuk, Remete-barlang, Remete-völgyi Felső-barlang, Remete-hegyi-kőfülke, Remete-hegyi 14. sz. barlang) vannak a könyvben ismertetve.
A Remete-barlang a szurdok legismertebb barlangja. A völgy nagykovácsi útra nyíló kijáratához közel, a patak szintjétől kb. 12 m-rel magasabban, kb. 290 m tszf. magasságban van a barlangbejárat. Meredek ösvényen felkapaszkodva lehet elérni egy sziklák által körülzárt keskeny pitvart, amelynek jobb oldalán alacsony és széles kőfülke van. É-i részéből lehet a barlang főüregébe jutni széles és alacsony nyíláson keresztül. A főüreg egy D-ről É-ra húzódó, majdnem 20 m hosszú, 7 m széles és 8 m magas tág terem, amelynek hátsó részéből alacsony és szűk lyukon keresztül 14 m hosszú, 5 m széles és 2 m magas belső terembe lehet átmenni. A barlangot valószínűleg már a középkorban is használták remeték, de az biztos, hogy remete élt benne a 18. században. Emiatt kapta nevét a barlang, majd a barlang miatt a felette emelkedő hegy.

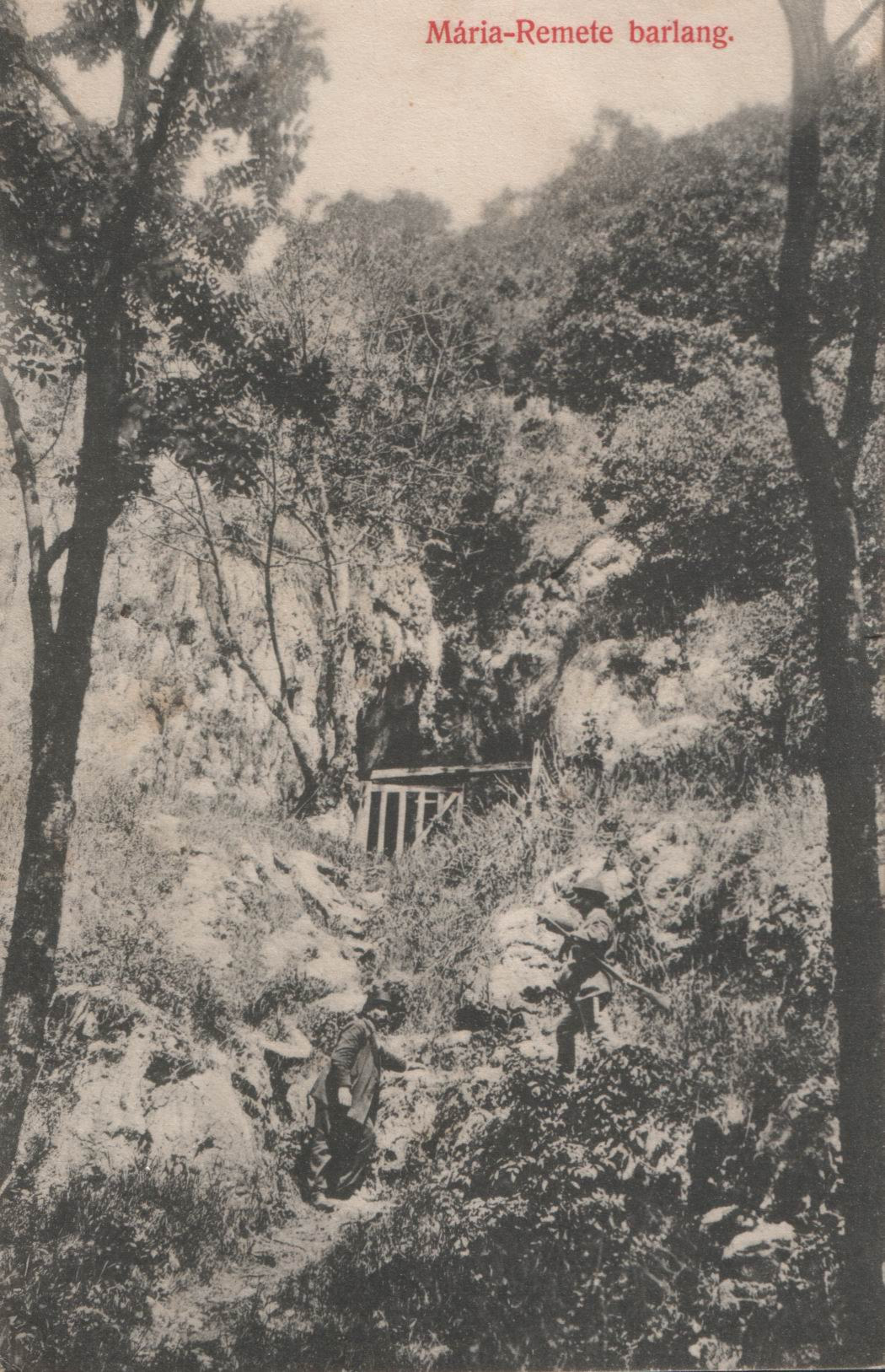
A Remete-barlang bejárata egy régi képeslapon

Nagy jelentőségű régészeti és őslénytani lelőhely a barlang. A vízparton elhelyezkedő tág barlangban ugyanis nemcsak a környező erdők állatvilága keresett búvóhelyet, de az emberek is ismerték minden korban, és saját céljaikra felhasználták. A barlang elülső részében Kadić Ottokár végzett próbaásatást 1914-ben. A 2 m mély próbagödör feltárt több egymás fölé települt őskori tűzhelyet, melyek mellől a történelem előtti korok sok edénytöredéke és néhány neolit kőpenge is előkerült. Vértes László 1949-ben végzett ásatása a külső terem kitöltésében 10,5 m mélységig hatolt le, de a sziklafeneket nem érte el. Az ásatások kimutattak 13 egymás fölé települt réteget. Ebben a barlangban tárták fel a régészek Magyarországon a legteljesebb rétegsort, amelynek leletanyaga a kőkorszaktól a bronzkoron, vaskoron, római koron és középkoron keresztül máig majdnem minden, ezen a tájon élt embercsoport kultúrájának megőrizte emlékét. A barlangban végzett ásatásokkal a régészeti leleteken kívül előkerült majdnem 30 állatfaj, köztük barlangi medve, ősbivaly, tarándszarvas és ősorrszarvú csontmaradványa is. A barlang talpa és eredeti bejárata régen nem sokkal lehetett magasabban a patak szintjénél a 10 m-nél vastagabb kitöltés alapján.
1982. július 1-től az Országos Környezet- és Természetvédelmi Hivatal elnökének 1/1982. (III. 15.) OKTH számú rendelkezése (1. §. és 3. §., illetve 5. sz. melléklet) értelmében a Budai-hegységben lévő Remete-barlang fokozottan védett barlang. Az 1982. szeptember–októberi MKBT Műsorfüzetben meg van említve, hogy a Budai-hegységben található Remete-barlang fokozottan védett barlang. A felsorolásban a barlangnevek az MKBT által jóváhagyott és használt helyesírás szerint, javított formában lettek közölve. Az 1982. évi Karszt és Barlangban publikált és Bogsch László által írt Visszaemlékezésem Kadić Ottokárra című tanulmányban látható egy fekete-fehér fénykép, amelyen a Remete-barlang bejáratánál lévő Kadić Ottokár figyelhető meg. A Népszabadság 1984. március 22-i számában meg van említve, hogy a Remete-szurdokban, természetvédelmi területen van kőfülke, barlang, melyek érdekesek és már menedéket, otthont nyújtottak a kőkorszak emberének is.
Az 1984-ben megjelent, Magyarország barlangjai című könyvben van egy Magyarország térkép, amelyen a Magyarországon lévő, biológiailag kutatott barlangok földrajzi elhelyezkedése figyelhető meg. A térképen látható a biológiailag feldolgozás alatt álló Remete-barlang földrajzi elhelyezkedése. A kiadványban van egy Magyarország térkép, amelyen azoknak a Magyarországon lévő barlangoknak a földrajzi elhelyezkedése figyelhető meg, amelyek őslénytani leleteik miatt legismertebbek. A térképen látható a Remete-barlang földrajzi elhelyezkedése. A kiadványban van egy Magyarország térkép, amelyen a Magyarországon lévő, régészetileg kutatott jelentősebb barlangok földrajzi elhelyezkedése figyelhető meg. A térképen látható a Remete-barlang földrajzi elhelyezkedése. Az országos barlanglistában szerepel a Budai-hegységben lévő barlang (Remete-barlang, Remetehegyi 5. sz. barlang, Nagy-Remete-barlang). A listához kapcsolódóan látható a Dunazug-hegység barlangjainak földrajzi elhelyezkedését bemutató, 1:500 000-es méretarányú térképen a barlang földrajzi elhelyezkedése.

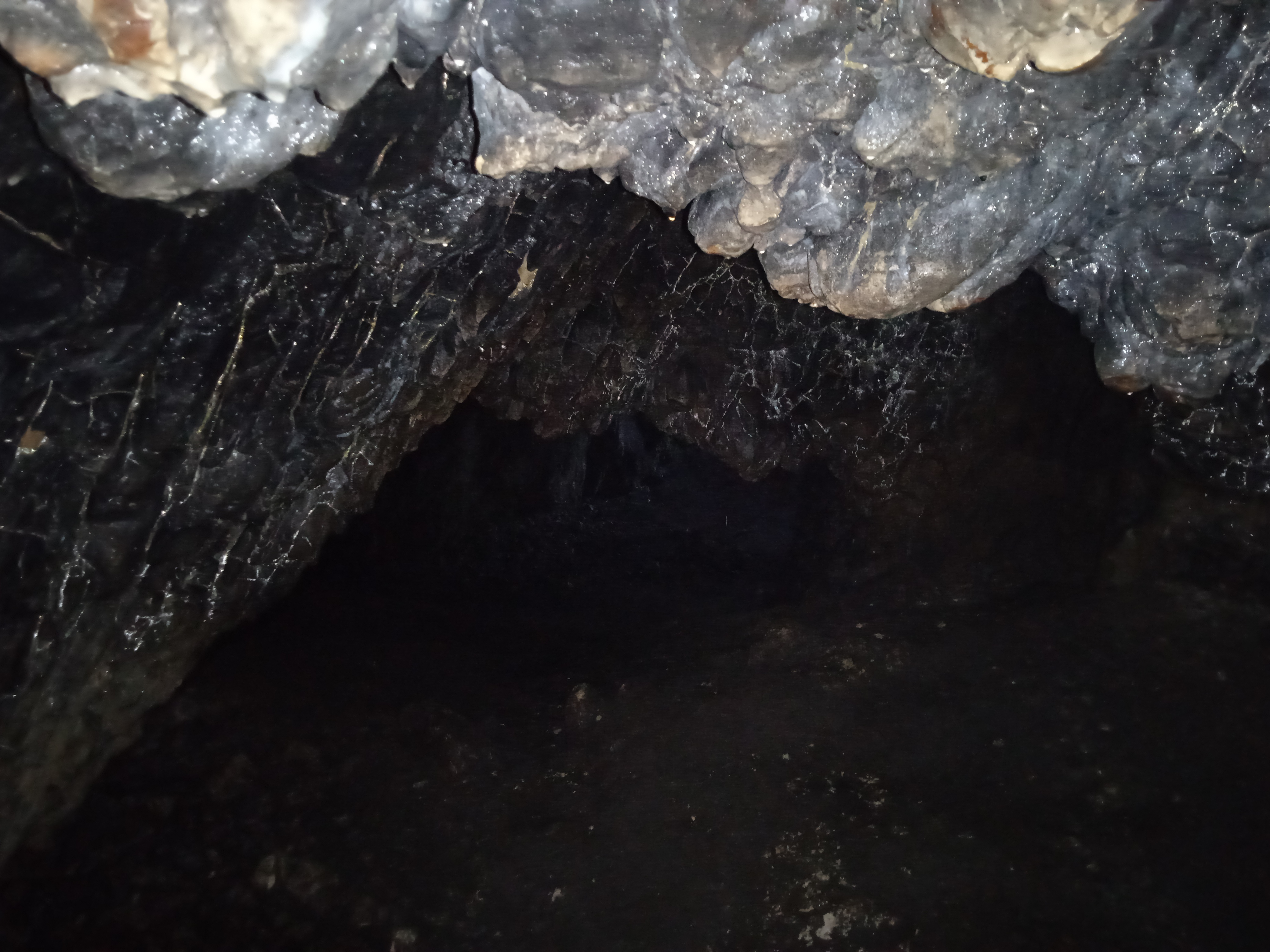
A Remete-barlang egyik része

Az 1984. évi Budapest Régiségeiben kiadott és Gáboriné Csánk Vera által írt tanulmányban az olvasható, hogy a Remete-völgy alsó szintjében, 10 m-re a völgytalp felett (280–290 m tszf. magasságban) egyetlen nagyobb barlang van, a Remete (alsó)-barlang. Széles, magas teremből, és egy hosszú, zegzugos oldalágból áll. Ennek az oldalágnak is van kivezető útja a felszínre, ezért két bejárata van. Jellegzetes forrásbarlang, de itt vannak erős tektonikus formációk is. A terem ugyanis egy erős tektonikus hasadék mentén keletkezett. Azonban csak beszakadt kürtő a jelenlegi bejárata. Eredeti bejárata valószínűleg mélyen ez alatt és a patak szintje alatt helyezkedik el. 1949-ben Gábori Miklós kezdte el az alsó Remete-barlang ásatását, majd Vértes László folytatta 10,5 m mélységig. Gábori Miklós publikálta részletesen az ásatás eredményeit. Főleg a rendkívül fejlett, holocén rétegsora ennek a barlangnak a jelentősége. Az említett 10,5 m-es kitöltésben finomsztratigráfiai módszerek nélkül 13 különböző réteg különíthető el.
Megtalálható benne a korai neolitikum anyaga, a rézkor, a bronzkor legalább három-négy különböző periódusa (csoportokra bonthatók az előbbiek is), erre következik a kelta kerámia, majd a római kor néhány tárgya, a népvándorlás kori leletek, végül a 12–13. századi kerámiadarabok és majdnem a jelenkorig tartó hulladék. Azonban lényegesebb, hogy az ásatás 10–10,5 m mélyen még csak érintette a posztglaciális réteget, és ez a mélység mélyebben van már a jelenlegi völgytalp szintjénél is. Egyetlen kis obszidián penge került elő ebből a rétegből. A fauna alapján mezolitikus, kb. 8000-re datálható. Keveredés miatt pleisztocén fajok is előfordultak. A Remete-barlangtól kissé K-re, de 70 m-rel magasabban van a Remete Felső-barlang. A tanulmányba bekerült egy fénykép (1. kép), amelynek bal oldali alsó részén az alsó barlang (Remete-barlang) távolról, felülről fényképezett bejárata látható.

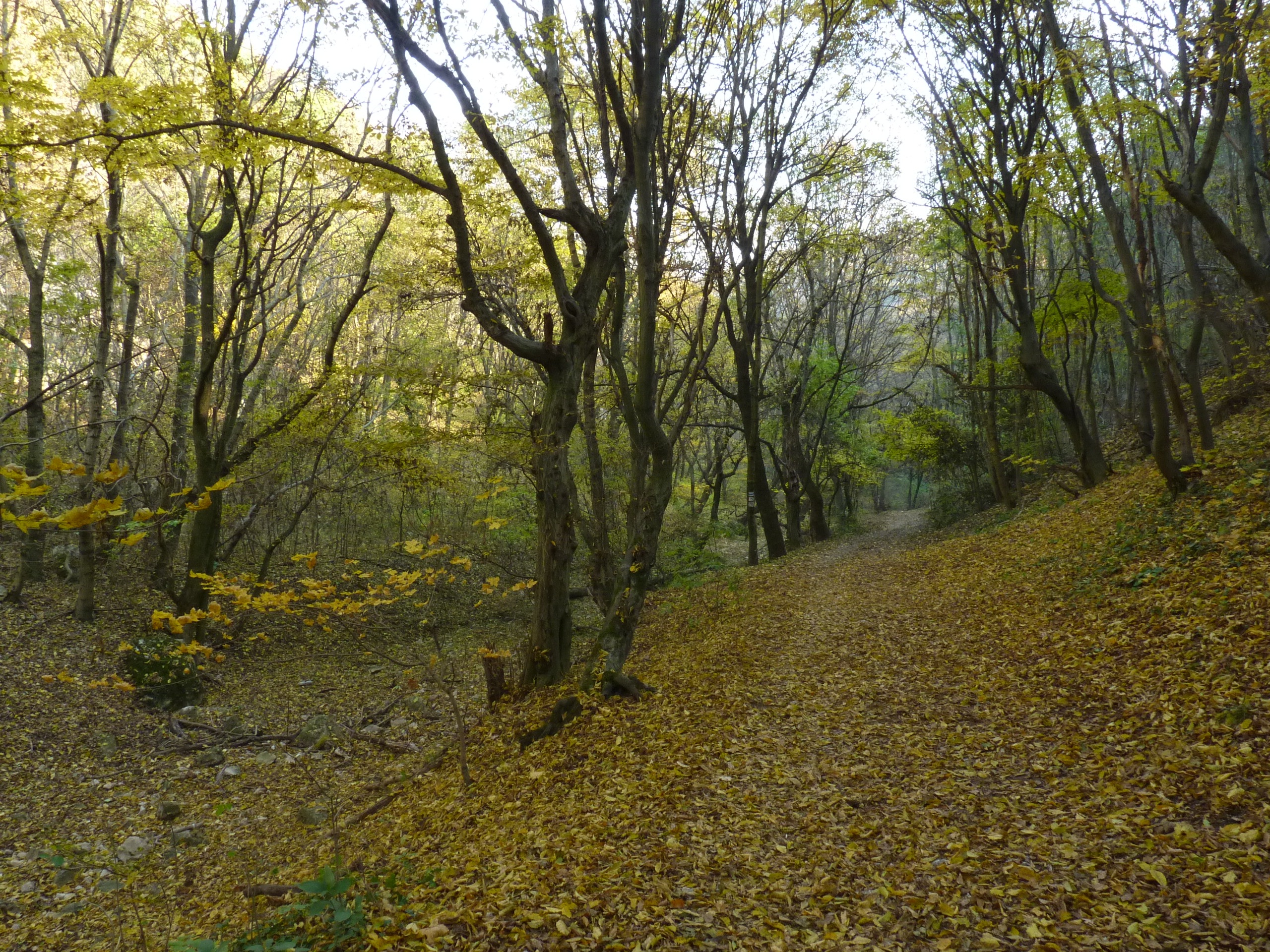
A Remete-szurdok egyik része

A Magyarország Régészeti Topográfiája sorozat 1986-ban megjelent, A budai és szentendrei járás című kötetében, a 12/6. sz. lelőhely (remete-hegyi Alsó- és Felső-barlang) (barlang, őskőkor, rézkor, bronzkor – kőemlék –, késő bronzkor, kora vaskor, La Tène-kultúra, római kor, késő avar kor, Árpád-kor – raktárlelet –) ismertetésében szó van arról, hogy Nagykovácsin, az Ördög-árok szurdokvölgyének É-i oldalán emelkedő Remete-hegy D-i meredek, néhány helyen sziklás lejtőjén van néhány kis barlang. Régészeti leletek ezek közül az Alsó-barlangból, a Felső-barlangból és a Remete-hegyi Zsombolyból kerültek elő. Ezek gyakran budapesti barlangokként vannak bemutatva az irodalomban a főváros közelsége miatt. 1877-ben Lóczy Lajos ajándékozott a Magyar Nemzeti Múzeumnak 3 cserepet és állatcsontokat, amelyeket a budai Remetemária közelében elhelyezkedő sziklaodúban talált (MNM 168/1877. 1–4.).
A szurdokvölgy felett kb. 10 m-re, 290 m tszf. magasságban van az Alsó-barlang bejárata, amelyben 1913-ban, először Kadić Ottokár kutatott, majd Kormos Tivadar végzett feltárást. Ők nem jutottak le a holocénnál régebbi rétegekig. Tűzhelyeket, kevés cserepet és sok állatcsontot találtak. Kadić Ottokár 1915-ben megjelent közleménye szerint 1914-ben történt a próbaásatás. Vértes László megbízásából 1949-ben Bálint Béla, Gábori Miklós, Káldy Adrien és Mihalkovszky Mária végeztek a barlangban próbaásatást, majd szintén 1949-ben Vértes László. A régészeti topográfiában Vértes László jelentése és publikációi alapján lett ismertetve a lelőhely.

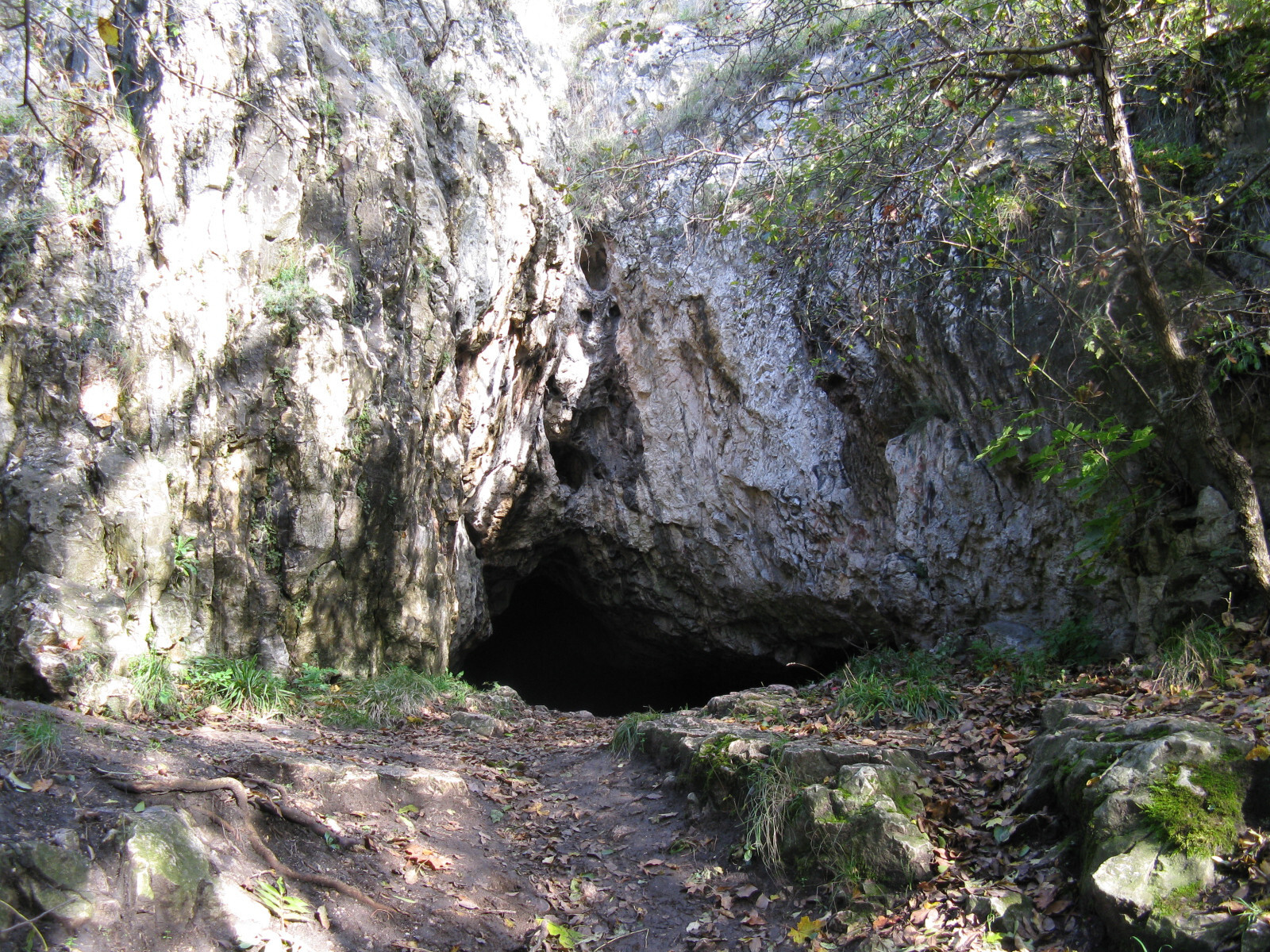
A Remete-barlang bejárata 2012-ben

A barlang dachsteini mészkőben lévő, É–D-i irányú hasadék mentén alakult ki. Bejárata D-re tekint. A barlang 21 m hosszú és átlagosan 5–7 m széles. K-i oldalán egy nagy, majdnem egészen feltöltődött kiöblösödése van, a Ny-i oldalán lévő 12 m hosszú oldalteremben elzárt kürtő nyomai vannak. Közvetlenül az oldalbejárat mellett lévő, az egyetemisták által ásott próbaárok mélyítését folytatta Vértes László az ásatáskor. 10,5 m mélyre lejutott, de nem érte el a kitöltés alját. A feltárt 13 rétegből az 1–9. réteg holocén, a 10–13. réteg posztglaciális, valamint pleisztocén. A 10. réteget felépítő vörösbarna agyag faunisztikai és faszénvizsgálat alapján posztglaciális, a fenyő-nyír kor utáni mogyoró korhoz tartozik. (Sárkány Sándor és Stieber József faszeneken végzett vizsgálati eredményét Vértes László az 1954. évi publikációjának 13–14. oldalain közölte.) Ebben a rétegben lett megtalálva a barlang egyetlen holocénnál idősebb régészeti lelete, egy 21,5 mm hosszú, 4,8 mm széles és 1,6 mm vastag obszidián mikrolit penge, amely a jobb oldali élén finoman retusált, a bal oldalin pedig részben megmunkált. (BTM 1949/1. 7. 23. leltári számú lelet.) A pengét Vértes László legutóbb kora mezolitikusnak határozta meg és a pilisszántói kultúra jégkorszakot túlélő szakaszához kapcsolta. Gábori Miklós szerint is kora mezolitikus és a barlangot a gravettihez (pilisszántói kultúra) sorolta.
Nem mindig elkülönítve, rétegek szerint gyűjtötték a felső 9 rétegben talált leleteket. Ezért nagy a keveredés a leletanyagban. Emiatt a topográfiában a leletek összevonva, Gábori Miklós 1958-as publikációja, a Budapesti Történeti Múzeumban őrzött és a később szórványosan előkerült anyag (BTM 1949/1. 1. 1–1. 11. 5; BTM 1949/2. 3. 1–2. 3. 16; BTM 1949/2. 4–5. 3; BTM 1949/2. 6. 1–2. 6. 8; BTM 1949/3. 3–4. 156) alapján lett bemutatva. (1976-ban a MNM-nak Fegyvári Tamás adott egy késő bronzkori csészét és egy sűrűn bordázott, kerek átmetszetű nyitott bronz karperecet. 1979-ben a Magyar Állami Földtani Intézetnek Szarka Károly adott át a Remete-barlangban gyűjtött késő bronzkori, római kori és Árpád-kori cserepeket.) Középső rézkoriak a legrégebbi leletek. Közülük a legjellegzetesebbek a tejesköcsög alakú, a füleknél felmagasodó peremű edénytöredékek, az átfúrt harangos, csőtalpas edénydarabok, a behúzott peremű tálak, illetve a négyszögletes lábas edénytöredékek. A ludanicei csoporthoz sorolhatók a barlang középső rézkori cserepei. A badeni kultúrát sok cserép képviseli, pl. egy bekarcolt hálómintás, átlyukasztott talpú tálka, egy sűrűn kannelurázott edényfül, egy másik, nagyméretű fültöredék, amelynek a közepén húzódó borda és két széle benyomkodásokkal díszített, valamint egy bevagdosott bordadíszes, zegzug mintás fazékoldal.

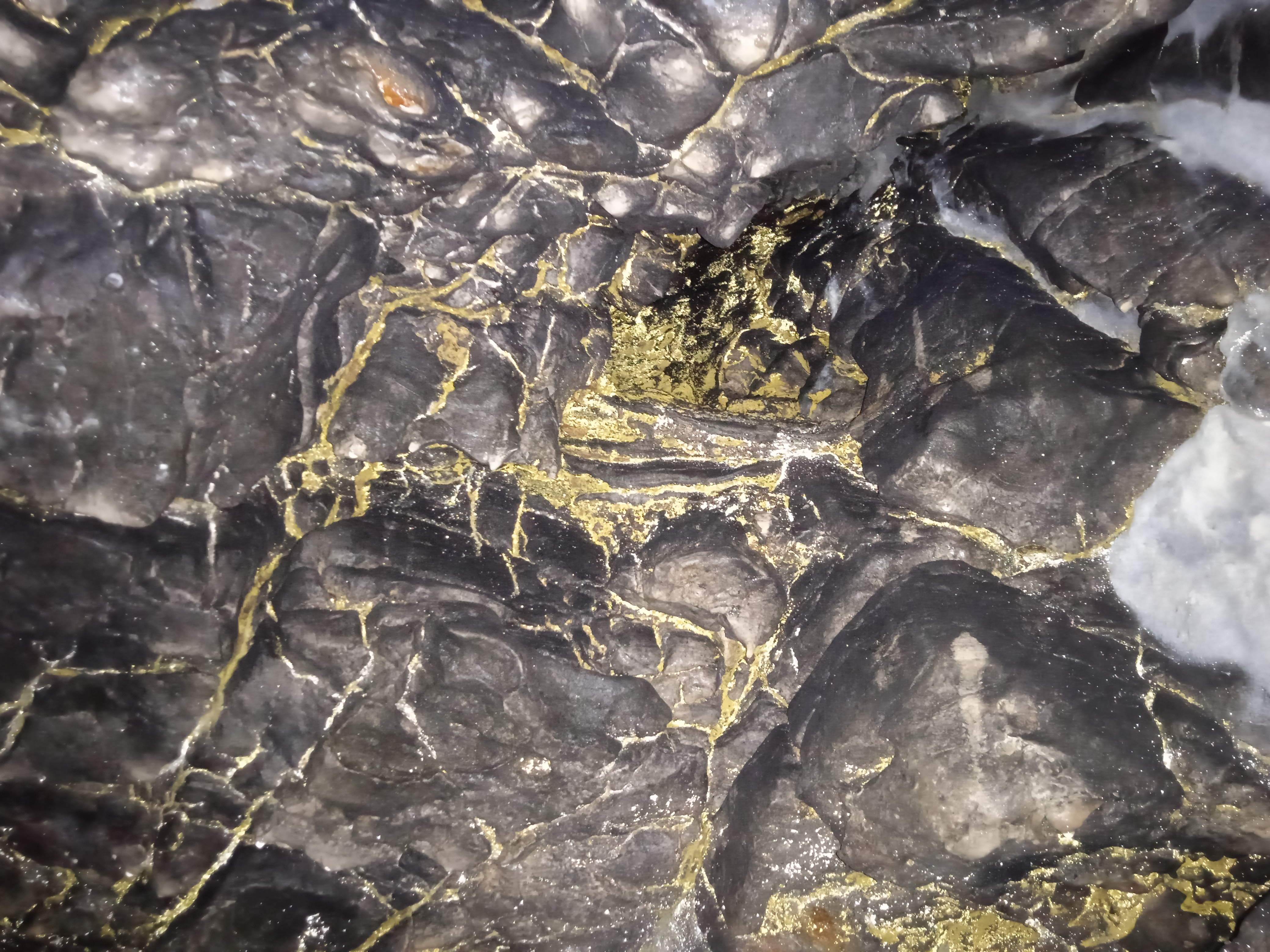
A Remete-barlangban lévő Belső-terem falának egyik része

Találtak több száz bronzkori cserepet is. Ezek közül a makói csoport jellegzetes típusai közé tartozik egy kifelé megvastagodó peremű fazéktöredék, amelynek a pereme alatt hosszúkás bütyök van, és egy befelé profilált tálperem. Egy ovális testű, egyfülű, kihajló peremű bögre szintén kora bronzkori. A vatyai kultúra leletei közül a kultúra késői szakaszához sorolható egy kettős kúpos testű, tölcséres nyakú, füles bögre, amelynek hasi élén bütyök látható, testén pedig bekarcolt körbefutó vonalak vannak. A dunántúli mészbetétes kerámiához kapcsolható egy díszített bögre váll- és oldaltöredéke. A késő bronzkori urnasíros kultúrának is sok cserepe napvilágra került innen, pl. egy síkozott peremtöredék, illetve egy széles kannelurákkal díszített csésze oldaltöredéke. Az utóbbi a HA periódusra datálható. Egy bordadíszes tokos-füles bronzbalta is késő bronzkori. Nagyon szép darab egy bronzkor végi (HB) ívelt pengéjű bronzkés, amelynek szív alakú tagban végződik bordázott markolata. A kevés kora vaskori lelet közül a legjellegzetesebbek közé néhány besimított díszítésű, valamint kannelurás oldaltöredék tartozik.
Sok lelet támasztja alá a barlang késő kelta kori lakottságát. A legjellemzőbb cserepek: szürke, korongolt, besimított hullámvonalakkal díszített urnaoldalak, némelyiken piros és sárga festés nyomai vannak, duzzadt és behúzott peremű tálak töredékei, fésűs díszű, grafitos anyagú fazekak oldaltöredékei. Előfordul néhány kora római (1. század) cserép is. Egy gömbös végződésű vas karperec és egy vaskés késő kelta vagy római koriak. Egy 7 cm átmérőjű kis bronz mérlegserpenyő középkori vagy római kori. A fekete és barna, homokkal soványított, kézikorongon készült, párhuzamosan bekarcolt hullámvonalakkal és hullámvonalkötegekkel díszített cserepek 8–9. századiak. A 13. századra datálható egy korongolt, belül fehér, kívül fekete, körbefutó bekarcolt vonalakkal díszített fazékoldal. 13–14. századi néhány cserép, pl. egy homokkal-kaviccsal soványított, fekete színű, kihajló, belül tagolt peremű fazéktöredék. Egy 6 cm átmérőjű vaskarika, egy szétkalapált fejű, megtört szárú vasszeg és egy 10,6 cm hosszú, középen négyszögletes, a végénél kerek átmetszetű vas poncoló valószínűleg középkoriak.

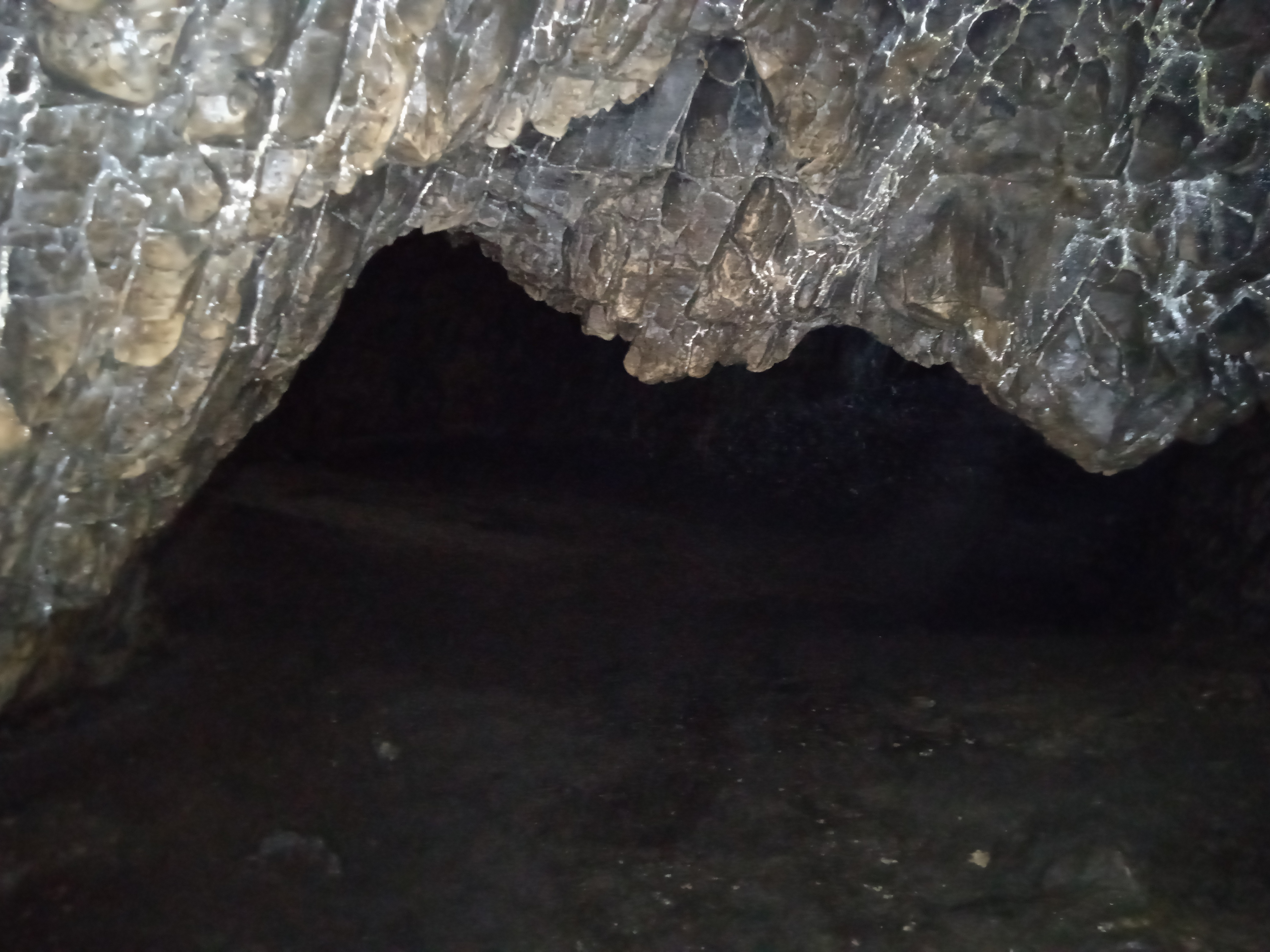
A Remete-barlang egyik része

Előkerült a cserepeken kívül, leginkább az 5–9. rétegekből nagyon sok csonteszköz is (nyílhegy, árak, agancskapák és megmunkált agancsdarabok) vadkanagyarból készült nyakék, pattintott kőeszközök, átfúrt, csiszolt kőbalta és dörzsölőkövek. Egy 11–13. századi, nyitott, díszítetlen bronz pántkarperecnek minden bizonnyal az Alsó-barlang a lelőhelye (MNM Középkori Osztály 61. 8. B.). Csak feltételesen sorolható a lelőhelyhez az a Mithras-tábla, amelyet az 1890-es években Kuzsinszky Bálint elhozott Tisza Lajos uradalmi tiszttartójától. Ezt a település mögötti, sűrű erdővel borított völgyben, állítólag barlangban találták meg. A bal szélén sérült, mészkőből faragott tábla 74 cm hosszú, 63 cm magas és 11 cm vastag. A dombormű a bikát ölő Mithrast ábrázolja kutyával, kígyóval, hollóval és két oldalt egy-egy ifjú alakjával (BTM Kőemlékek 64. 11. 163.). Nagy Tibor 1942. évi tanulmányában látható a dombormű fényképe, de a képaláírás téves, mert aszerint a relief az aquincumi tábor területéről származik. A Remete-völgyi Felső-barlangnak az Alsó-barlang felett, kb. 30 m-rel magasabban van a bejárata. A kiadványban van egy Nagykovácsi térkép, amelyen megfigyelhető a Remete-barlang földrajzi elhelyezkedése. A térképen 6-os számmal van jelölve a lelőhely.
Az 1987. évi MKBT Műsorfüzetben meg van említve, hogy a Jean Bernard expedíció 1987. évi programjába tartozott az 1987. március 21–22-én, a Remete-barlangban történt mentőgyakorlat. Az 1989. évi Karszt és Barlangban lévő tanulmányban van egy térkép, amelyen a régészeti leletek miatt ismert jelentősebb magyarországi barlangok földrajzi elhelyezkedése figyelhető meg. A térképen látható a Remete-barlang földrajzi elhelyezkedése. A folyóirat 1989. évi különszámában napvilágot látott a tanulmány angol nyelvű változata. Ebben a tanulmányban is közölve lett a térkép, amelyen Remete Cave a barlang neve.

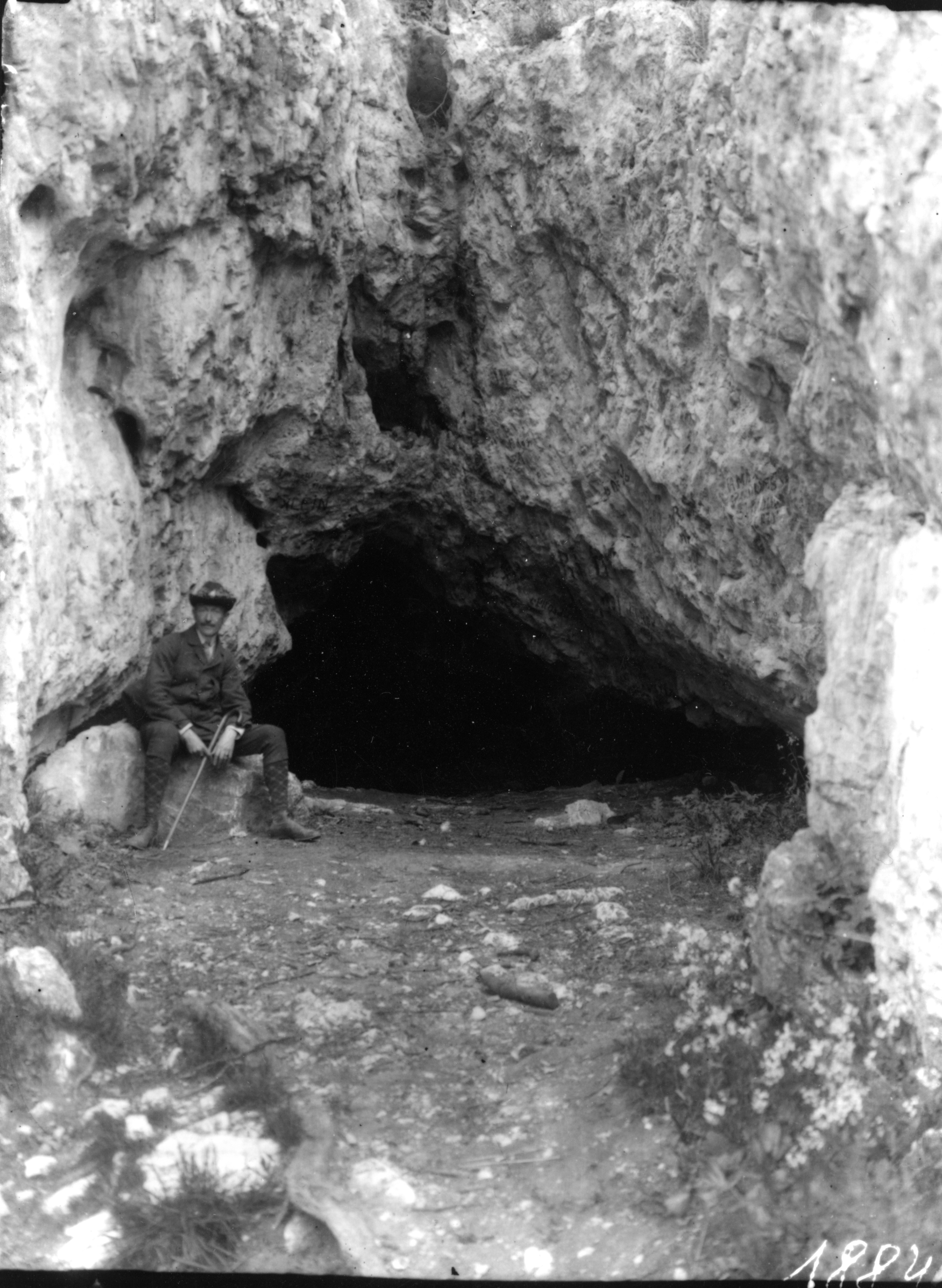
A Remete-barlang bejáratának fényképe, amelyet Bekey Imre Gábor fényképezett

Az 1991. évi Földrajzi Közleményekben publikált, Hevesi Attila által írt tanulmány szerint az Ördög-árok szorosának sziklafalaiban és felső peremén van bejárata a hegység legtöbb, leszálló hidegvizek által kialakult üregének, például a Remete-barlangnak is. Az 1993. március–áprilisi MKBT Műsorfüzetben megjelent, hogy a KTM Természetvédelmi Hivatal egy plakátsorozat megjelenését tervezte, amelyen a magyarországi fokozottan védett barlangok szerepelnek, és ehhez diákat keresett. Előkészítés alatt állnak a Budai-hegység fokozottan védett barlangjairól és a közeljövőben fokozottan védett barlangjairól készült plakátok, köztük a Remete-barlangot ábrázoló is.

### A 21. században
2001. május 17-től a környezetvédelmi miniszter 13/2001. (V. 9.) KöM rendeletének értelmében a Budai-hegység területén lévő Remete-barlang fokozottan védett barlang. Egyidejűleg a fokozottan védett barlangok körének megállapításáról szóló 1/1982. (III. 15.) OKTH rendelkezés hatályát veszti.
A 2003-ban napvilágot látott, Magyarország fokozottan védett barlangjai című könyv szerint a 4772/1 barlangkataszteri számú Remete-barlang további nevei Remete-hegyi 5. sz. barlang és Nagy-Remete-barlang. A Budai-hegységben, a Pest megyében lévő Nagykovácsin helyezkedik el. A Remete-szurdok É-i oldalában lévő 12 barlang közül az egyik. A régészeti értékei miatt 1982-től fokozottan védett Remete-barlang a Remete-szurdok É-i oldalának alsó, legfiatalabb barlangszintjén, 286 m tszf. magasságban nyílik. Ennek a barlangszintnek az egyetlen barlangja. A völgy Ny-i, nagykovácsi úthoz közelebbi végén, szemben a felhagyott kőfejtővel, a pataktól 10 m-rel magasabban van a D felé néző, 6 m magas és 4 m széles bejárata. Minden bizonnyal ez a legismertebb és leglátogatottabb barlang a terület barlangjai közül, mert közel van a turistaúthoz. Nagyrészt takarják a lombok a bejáratát, de a turistaútról könnyen meg lehet látni a hozzá vezető széles ösvényt.
Ahhoz a pálos szerzeteshez köthető nevének eredete, aki a rend 1782-ben történt feloszlatása után életét itt élte le. A barlang 44 m hosszú, 11 m magas, 4 m mély, 15 m függőleges kiterjedésű és 32 m vízszintes kiterjedésű. Tektonikus törésvonal mentén jött létre a jelenleg már inaktív forrásbarlang. A külső terem mennyezetén lévő magas és keskeny hasadék folytatódik a terem végén is, de néhány méter után ember számára járhatatlanul szűk lesz. Nagyon repedezett a befoglaló kőzet, főként a mennyezeti hasadék közelében. Sok helyen nedvessé válik a fal a repedéseken beszivárgó víz miatt. Télen a bejárat közelében jégcsapok képződnek a becsöpögő vízből. A bejáratból nézve a barlang egyetlen hatalmas (25 m hosszú és 6–7 m széles) csarnoknak látszik, amelynek mélyen a bejárat szintje alatt van a közepe. Itt láthatók egy mostanában kialakított tűzrakóhely nyomai.

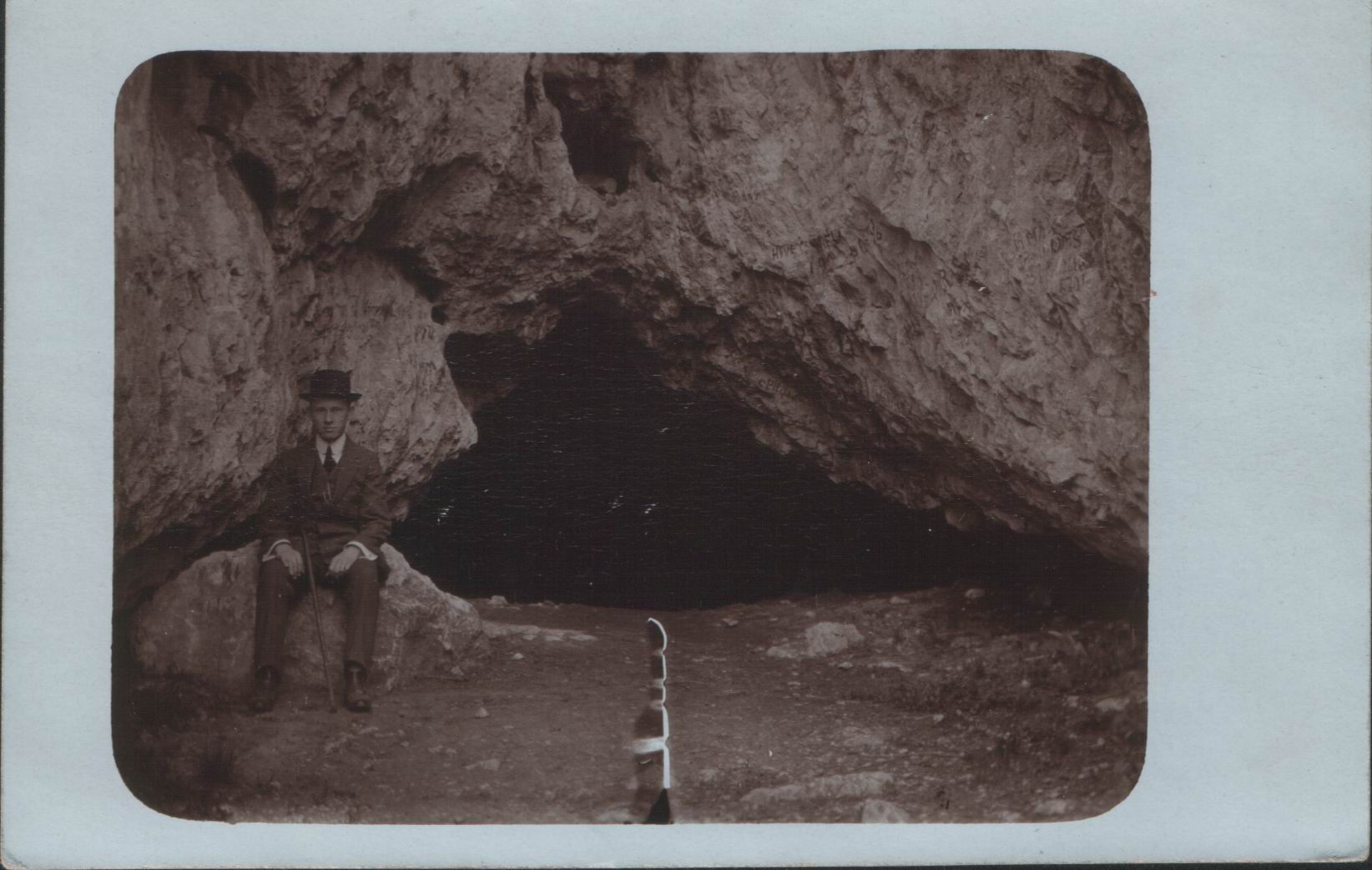
A Remete-barlang bejárata egy régi fényképen

A terem falán sok helyen olvashatatlan koromfeliratok vannak, amelyek valószínűleg az ásatások előtt kerültek oda, amikor magasabb volt a kitöltés. Mindjárt a bejárat után jobb oldalon egy oldalfülke található az aljzatnál magasabban. A fülkéből nagyon keskeny, 4–5 m hosszú hasadék 0,5×1,5 m-es nyílással halad a felszínig. A terem belső végéből balra egy kb. 12 m hosszú és 2 m magas oldaljárat indul, mely a végén belógó gyökerekből következtetve, szintén megközelíti a felszínt. Nagyon oldottak falai, főként a mennyezetén találhatók korrodált, felszabdalt felületek. Először 1914-ben Kadić Ottokár végzett próbaásatást a barlangban, amelynek során néhány egymás fölé települt tűzhelyet, sok állatcsontot és kevés cserepet talált. 1949-ben Vértes László megbízásából volt próbaásatás benne, majd az ezutáni feltárást Vértes László végezte.
10,5 m mélyre jutott le, de nem érte el a szálkövet. A feltárt 13 rétegből az 1–9. réteg holocén, a 10–13. réteg posztglaciális, valamint pleisztocén. A 10. réteget felépítő vörösagyag faunisztikai és faszénvizsgálat alapján posztglaciális, a fenyő-nyír kor utáni, mogyoró korhoz tartozik. Ebben a rétegben lett megtalálva a barlang egyetlen holocénnál idősebb régészeti lelete, egy 21,5 mm hosszú, 4,8 mm széles és 1,6 mm vastag obszidián mikrolit penge, amelynek alapján a barlangot a pilisszántói kultúrához sorolták a szakemberek. A felső 9 réteg leletei nagyon keveredtek, mert nem mindig elkülönítve, rétegenként gyűjtötték azokat, ezért összevonva készítette el értékelésüket Gábori Miklós. A középső rézkori cserépedény töredékek a legkorábbi tárgyak (ludanicei csoport, badeni kultúra).

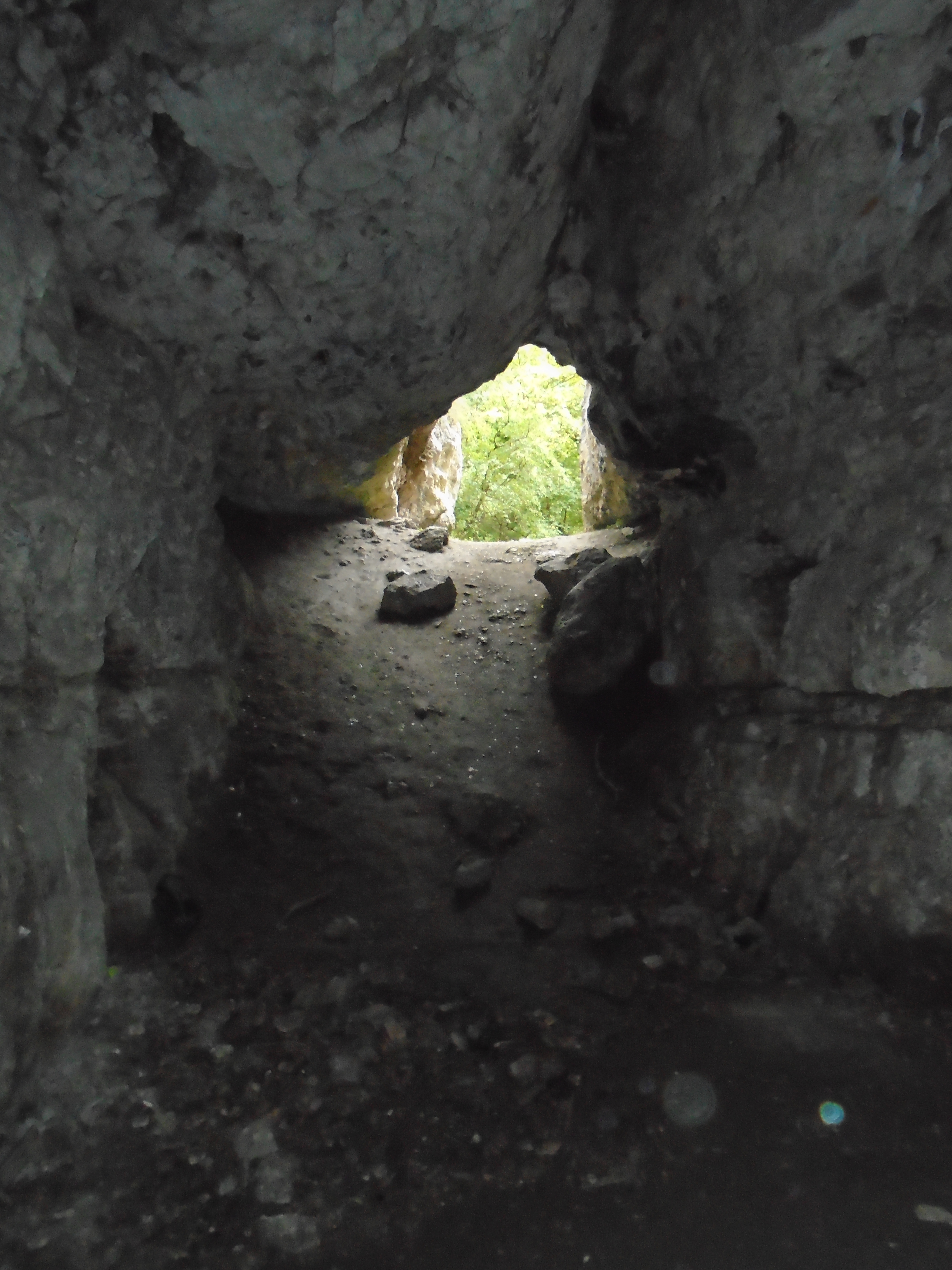
A Remete-barlang belseje

A bronzkort (makói csoport, vatyai kultúra, dunántúli mészbetétes kultúra) néhány száz cserép, a késő bronzkort urnasíros kultúra, valamint bronz szerszámok (kés és balta) képviselik. A legjellegzetesebbek közé néhány díszített oldaltöredék tartozik a kisszámú kora vaskori lelet közül. A barlang késő kelta kori lakottságát sok cserép bizonyítja, de néhány kora római (1. század) cserép is előkerült. Néhány lelet kora bizonytalan: egy vas karperec és egy vaskés egyaránt lehet a késő kelta vagy a római kor képviselője, egy 7 cm átmérőjű bronz mérlegserpenyő pedig vagy római, vagy középkori. A 8–9. és a 13–14. századokból ugyancsak cserépedény töredékek maradtak fenn. Néhány vaseszköz (karika, szeg és poncoló) valószínűleg középkori.
A cserepeken kívül, leginkább az 5–9. rétegekből nagyon sok csonteszköz (árak, nyílhegy, agancskapák, valamint megmunkált agancsdarabok), vadkanagyarból készült nyakék, kőbalta, pattintott kőeszköz és dörzsölőkő is napvilágot látott. Valószínűleg ez a barlang a lelőhelye egy 11–13. századi nyitott, díszítetlen, bronz pántkarperecnek, míg csak feltételesen sorolható ide egy 63 cm magas, 74 cm hosszú és 11 cm vastag, mészkőből faragott, a bikát ölő Mythrast ábrázoló tábla. A tábla állítólag a barlangból került elő, és arra a 19. század utolsó évtizedében Kuzsinszky Bálint talált rá a terület tiszttartójánál.
A könyvfejezetben publikálva lett a Remete-barlang 1970-ben készült hossz-szelvény térképének színes változata, és egy olyan, Borzsák Péter által készített, színes fénykép, amelyen a barlang belseje figyelhető meg. A könyv Remete-völgyi Felső-barlangot ismertető részében meg van említve, hogy a Remete-barlanghoz hasonlóan, 1982-től kezdve fokozottan védett a Remete-völgyi Felső-barlang, amely a jellegzetes bejáratú Remete-barlang felett húzódik. Az alsó barlangtól, a Remete-barlangtól egy ÉK-i irányba induló, keskeny és kőfolyásos ösvény vezet fel a Remete-völgyi Felső-barlanghoz. A Remete-barlangról és a Remete-völgyi Felső-barlangról szóló két könyvfejezet ugyanannak a 10 irodalmi műnek a felhasználásával lett írva.
A 2004-ben megjelent, Föld alatti Magyarország című könyvben az van írva, hogy a Remete-hegyi-kőfülkétől visszaereszkedve, az éppen csak csordogáló patakot követve érhető el a völgy talpa felett 10 m-re nyíló és fokozottan védett Remetehegyi-Alsó-barlang. A Remete-barlang hatalmas bejárata mögött egy 25 m hosszú, 6–7 m magas és egyenletesen emelkedő aljú terem helyezkedik el, amelynek fő hasadéka a felszínt megközelíti. Vértes László a barlang kitöltését 10,5 m mélységig harántolta, de nem érte el annak természetes, szálkő alját. A feltárt 13 réteg közül a felső 9 holocén kori, a 10–13. rétegek posztglaciális, valamint pleisztocén korinak (2,4 millió évnél fiatalabbnak) bizonyultak. A barlangból előkerült legidősebb lelet egy obszidián mikrolit penge, amely a pilisszántói kultúrába lett sorolva. Rézkori cserépmaradványok a felső 9 réteg legrégebbi leletei. A bronzkori, kelta, római és középkori leletek igazolják a barlang folyamatos használatát. Sok megmunkált csontlelet (árak, agancskapák, nyílhegy és vadkanagyarból készült nyakék) és pattintott kőeszközök (dörzsölőkövek és kőbalta) is előkerültek az 5–9. rétegekből.

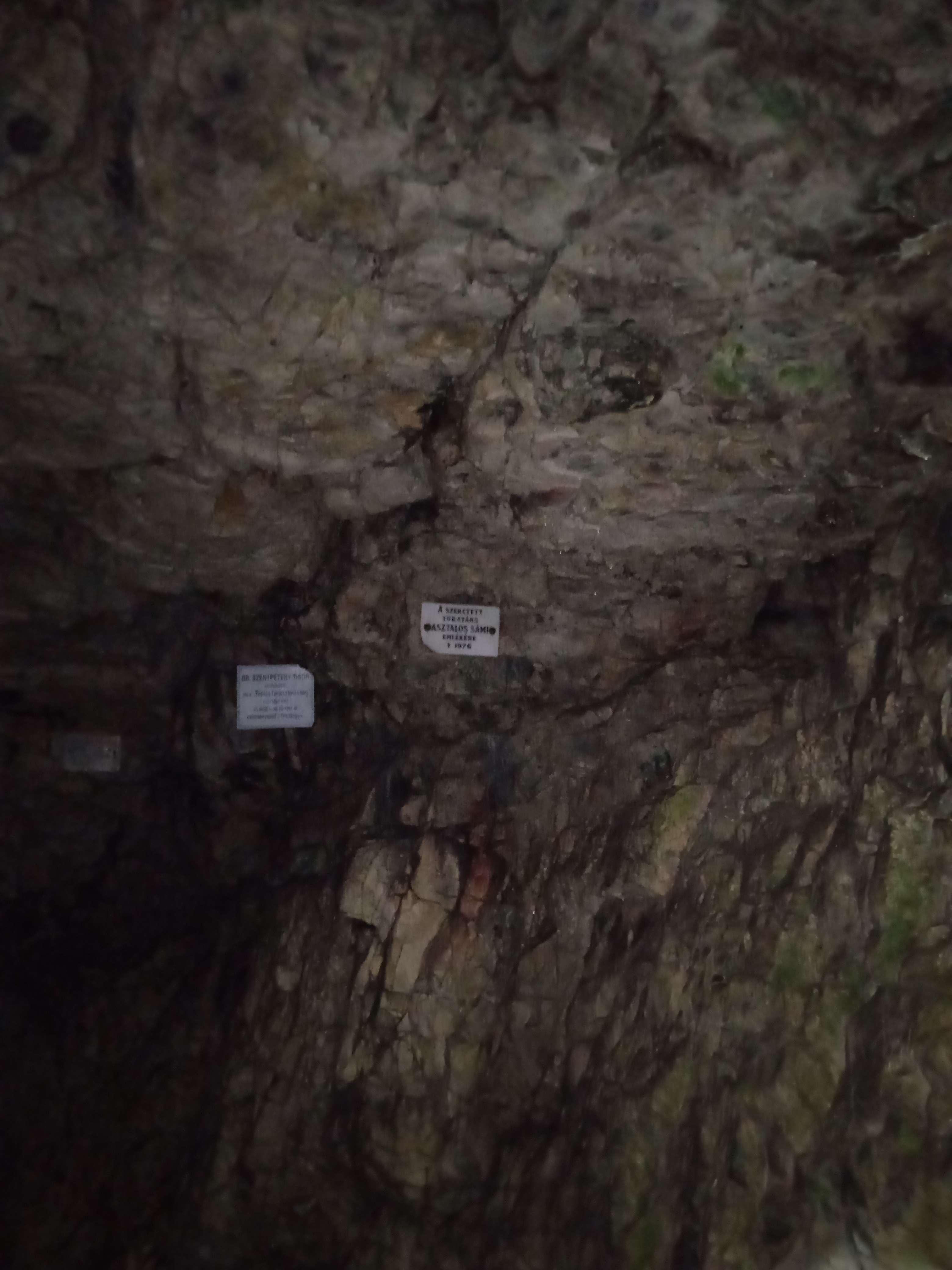
Részlet a Remete-barlang belsejéből

Az az evolúció fintora, hogy a 21. században megint lakottak a völgy barlangjai. Telente kedvelt szálláshelyei a budapesti hajléktalanoknak. A Remete-szurdoknak két fokozottan védett barlangja van, a Remete-barlang és a 70 m-rel feljebb lévő Remete-völgyi Felső barlang. A Remete-völgyi Felső-barlang régészeti kutatásakor különösen izgatta a szakembereket az, hogy a Remete-barlangból nem került elő jégkori lelet. A kiadványban van egy olyan, színes fénykép, amelyen a Remete-barlang bejárata, és van egy olyan, színes fénykép, amelyen a Remete-barlang belseje figyelhető meg.
A 2005-ben kiadott, Magyar hegyisport és turista enciklopédia című kiadványban önálló szócikke van a barlangnak. A szócikk szerint a Remete-barlang a Budai-hegység fokozottan védett természeti értéke. Budapest szélén, a Remete-szurdok É-i oldalában nyílik. Nagy bejárata 286 m tszf. magasságban, a völgytalp felett 10 m-re van. A barlanghoz vezető ösvény a turistaútról könnyen felismerhető, de a barlangbejáratot lombok takarják. Ahhoz a pálos szerzeteshez kötődik nevének eredete, aki a rend 1782-ben történt feloszlatása után életét itt élte le. Az 1914-ben, valamint 1949-ben, a barlangban folytatott ásatások leletekben bővelkedő kultúrrétegeket tártak fel. Középső rézkori cserépedény töredékek a barlangból előkerült legkorábbi tárgyak. De bronzkori, vaskori, kelta- és római kori, valamint 8–14. századi leleteket is találtak benne. A szabadon megtekinthető barlang bejárásához legfeljebb lámpa kell. 44 m hosszú a triász mészkőben keletkezett barlang. A bejárati terem 25 m hosszú, 6–7 m magas és széles, amelyből egy felszínig érő oldalfülke és egy korrodált, alacsony terem nyílik. A Remete-völgyi Felső-barlang szócikkében az van írva, hogy a Remete-barlang felett nyílik.
2005. szeptember 1-től a környezetvédelmi és vízügyi miniszter 23/2005. (VIII. 31.) KvVM rendelete szerint a Budai-hegységben lévő Remete-barlang fokozottan védett barlang. 2005-ben a Szemlő-hegyi-barlang felfedezésének 75. évfordulója alkalmából meghirdetett barlangi fotópályázaton, a Budai-hegység barlangjai kategóriában a III. díjat Kocsis Ákos nyerte a Remete-barlangról készült Fokozott védelem című felvételével. A 2007. évi Budapest Régiségeiben meg van említve, hogy Gábori Miklósnak és Gáboriné Csánk Veronikának a Budapesti Történeti Múzeum Régészeti Adattárában őrzött hagyatékában, Gáboriné Csánk Veronika és Gábori Miklós közösen végzett munkáinak anyagában megtalálható a Remete-barlang (Budapest II. kerület, Máriaremete) ásatási naplója, amelyet Gábori Miklós írt 1949-ben. A kézzel írt kézirat 8 oldalból áll. Leltári száma: H 1627-2004. 2013. augusztus 12-től a belügyminiszter 43/2013. (VIII. 9.) BM rendelete szerint a Pest megyei, remeteszőlősi, 4772-1 barlangkataszteri számú és 10809 lelőhely-azonosítójú Remete-barlang régészeti szempontból jelentős barlangnak minősül. 2015. november 3-tól a földművelésügyi miniszter 66/2015. (X. 26.) FM rendelete szerint a Remete-barlang (Budai-hegység) fokozottan védett barlang.

## További irodalom
- Bereghy Endre: Geschichte des Gnadenortes Maria Einsiedel bei Hidegkut. Budapest, 1900.
- Cholnoky Jenő: Magyarország földrajza. (Föld és élete 6.) 1936.
- Csorba Csaba szerk.: Turista magazin útikalauza. 21. sz. 1974/1.
- Jánossy Dénes: Die Mittelpleistozäne Vogelfauna der Stránská Skála. Antropos c 20. /N.S. 12./ Stránská Skála I. 1910–1945, Brno, 1971. 35–62. old. 6 ábra, 2 tábla.
- Kadić Ottokár: A budavári barlangpincék földtani viszonyai. – Die Geologischen Verhältnisse der Höhlenkeller am Budavár. A Szent István Akadémia Mennyiségtan-, Természettudományi Osztályának Értekezései, 1940. (1939?) (3. köt.) 4. sz. 1–12. old. (Német nyelven 13–20. old.)
- Láng Sándor: Karszttanulmányok a Dunántúli Középhegységben. Hidrológiai Közlöny, 1948. (28. köt.) 1–4. füz.
- Nagy Tibor: Vallási élet Aquincumban. In: Budapest története. Budapest, 1942. 2. köt. 63. tábla 1. kép (Nincs benne név szerint említve a barlang.)
- Maarten J. Vermaseren: Corpus Inscriptionum et Monumentorum Religionis Mithriacae. Hagae, 1960. 2. köt. 228. old. 452. kép (Nincs benne név szerint említve a barlang.)
- –: Budai hegyek. (Turistatérkép.) Mérték 1:25 000. Tervezte és kiadja a M. kir. Állami Térképészeti Intézet, Budapest, 1936. (Kirándulók térképe 1. sz.)
- –: MNM Adattára 41. R. I. Kézirat. (A kézirat megtalálható a Magyar Nemzeti Múzeumban.)